# السياحة في إيران
السياحة في إيران تضاريس إيران هي متنوعة، وفي إيران الكثير من المواقع السياحية الطبيعية والأثرية والدينية، حيث يمكن ممارسة التزلج والصيد في جبال البرز وقضاء العُطلات في شواطئ الخليج العربي وبحر قزوين، وتُعَدُ إيران البلد الثامن و الستين من البلدان المستقطبة للسياح، وتُعتَبَر جزيرة كيش الإيرانية من أكثر المواقع السياحية في إيران ، ويزور إيران في كُل سنة حوالي مليون سائح، و قبل الثورة كانت إيران أحد أقطاب السياحة في العالم ، لكنها تناقصت بعد مجئ الخميني إلى الحكم وبعد الحرب العراقية-الأيرانية في الثمانينات.

## الأماكن السياحية

### السياحة الدينية
يزور الشيعة في العالم مرقد الإمام الرضا في مدينة مشهد ومرقد الشاه عبد العظيم الحسني في مدينة الري ومقام النبي دانيال في دزفول في غرب إيران، ومسجد جمكران ومدفن فاطمة بنت موسى الكاظم في مدينة قم ومرقد مرتضى الكاظم ومرقد حمزة الكاظم في مدينة كاشمر.

### المواقع الأثرية و السياحية
والمواقع الأثرية في إيران تقع في الغرب ومنها مواقع حضارة عيلام وضريح كورش الكبير في باسارغاد. وفي طهران توجد ديزين، وكذلك جزيرة كيش وكهف علي‌ صدر.

### الأماكن التاريخية[3]

#### كنيسة وانك
تم إنشاء كاتدرائية فانك أو أمينة بيرجيك ، وهي أكبر وأجمل الكاتدرائية في جلفة في أصفهان ، إحدى الكاتدرائيات الأرمنية التاريخية ، في عهد الشاه عباس الثاني في أراضي حديقة زيريشك في عام 1605 ؛ تم تمديده بشكل مستمر خلال 50 عامًا ووصل أخيرًا إلى النموذج الحالي.
خطة الكاتدرائية مستطيلة واتجاهها شرقي غربي. يقدم الجزء الداخلي من الكاتدرائية عينة من العمارة الأرمنية ، وقد تم تصميم واجهته الخارجية باستخدام الهندسة المعمارية الإيرانية وهي مزيج احترافي من أسلوبين معماريين.
كانت المواد المستخدمة في بناء كاتدرائية فانك من الطوب والأدوبي وجميع الزوايا الداخلية للكاتدرائية مغطاة بالجص ومزينة بالطلاء الزيتي والذهبي على الطراز الإيراني وبعض الصور من حياة يسوع (صلى الله عليه وسلم) المتأثرة بالطلاء الإيطالي.
تم بناء برج الجرس أمام المدخل الرئيسي للكاتدرائية على الطراز الإيراني في عهد شاه سلطان حسين. تشتمل هذه الكاتدرائية على قبة وجدران طويلة وأسقف عالية وجميلة تمثل التقاليد الأرمنية لإيران والهند.
توجد قبور خاشاتور كساراتسي (والد صناعة النشر) وديفيد (رئيس الأساقفة) في ساحة الكاتدرائية. المتحف والمكتبة والمكاتب هي المباني المحيطة بكاتدرائية فانك.

#### منزل أغا زاده (أبركوه)
بيت آقازاده التاريخي، أجمل منزل تاريخي في أبركوه ، ينتمي إلى سيد حسن أبرقي الذي كان أحد الأغنياء في عصر القاجار.
يقع هذا المنزل في السياق القديم للمدينة وهو كبير جدًا بسبب هندسته المعمارية واستخدام عناصر العمارة التقليدية الإيرانية. تم بناء هذا المبنى بواسطة مواد مثل الطوب والطين والطوب في شكل فناء مركزي وثلاثة جوانب للاستخدام في مواسم مختلفة من السنة.
الغرفة الجنوبية لمنزل أقازاده تشبه الصليب. تجمع ستوني في وسط الفناء يخلق نضارة معينة لمساحة المنزل وخاصة القاعة.
أجمل وأبرز أجزاء قصر أغازاده هو طابقان من الريح وكولا فرانجي وهما فريدان من نوعهما.
يبلغ ارتفاع الريح نحو 18 مترًا وتبلغ مساحتها حوالي 18 مترًا ، حيث يوجد 19 منفذًا لتكييف الهواء عند مدخلها في علاقة وتنسيق تامين مع الريح الثانية. كولاه فارانجي مع زخرفة جميلة هوابط بجانبه.

## العوائد المالية
تربح إيران من السياحة حوالي ملياري دولار أمريكي كُل سنة.

## معرض صور

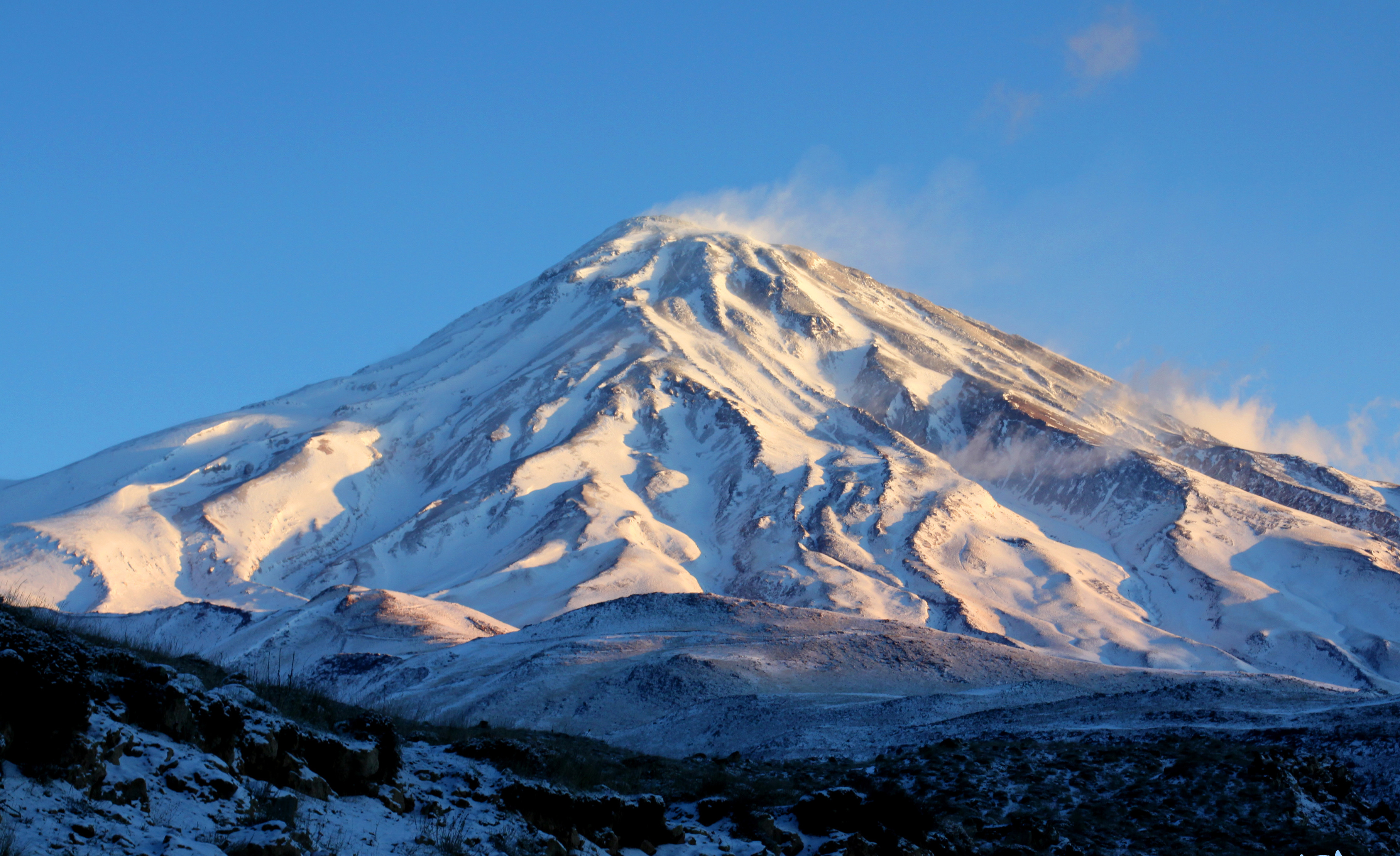
جبل دماوند
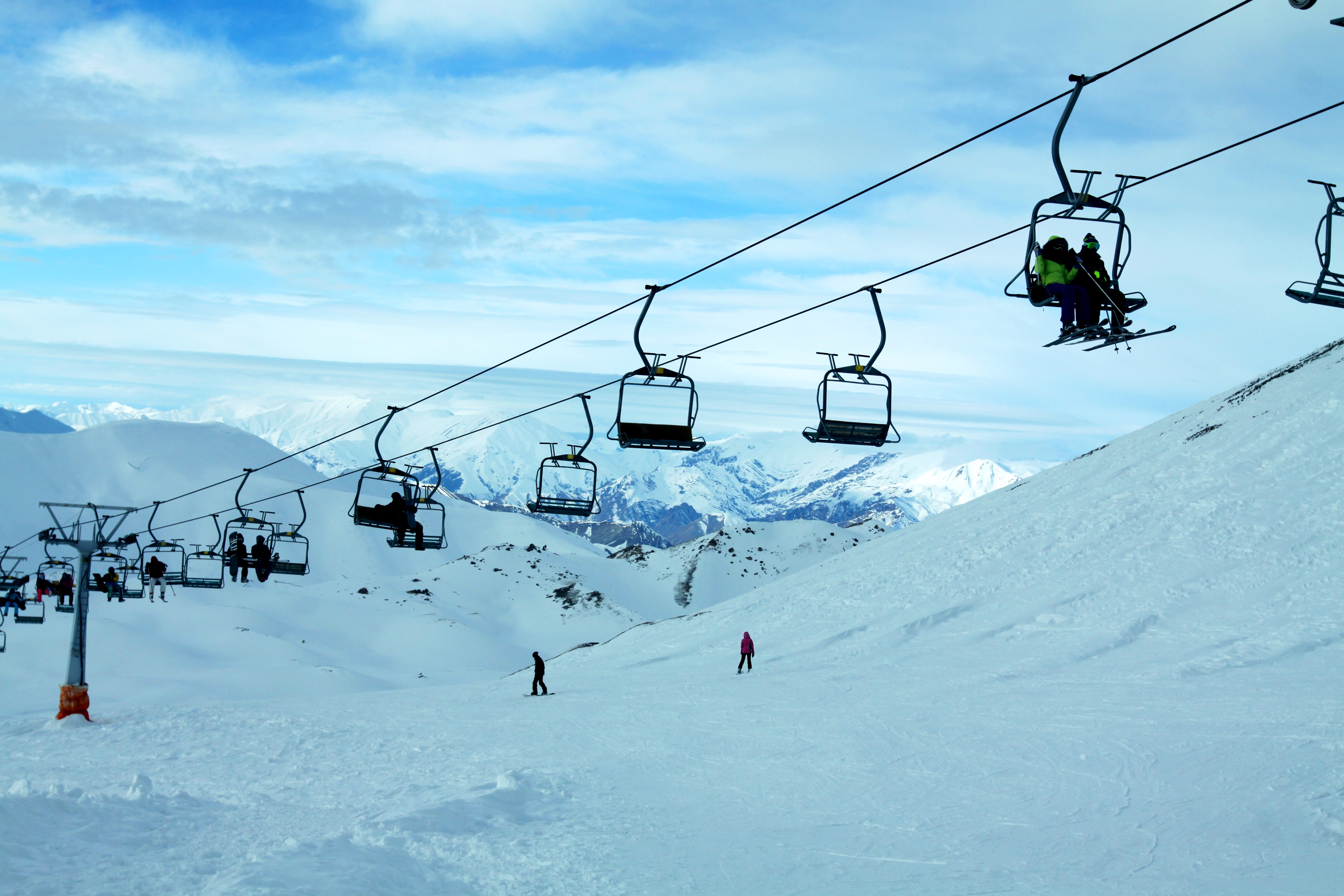
منتجع توجال
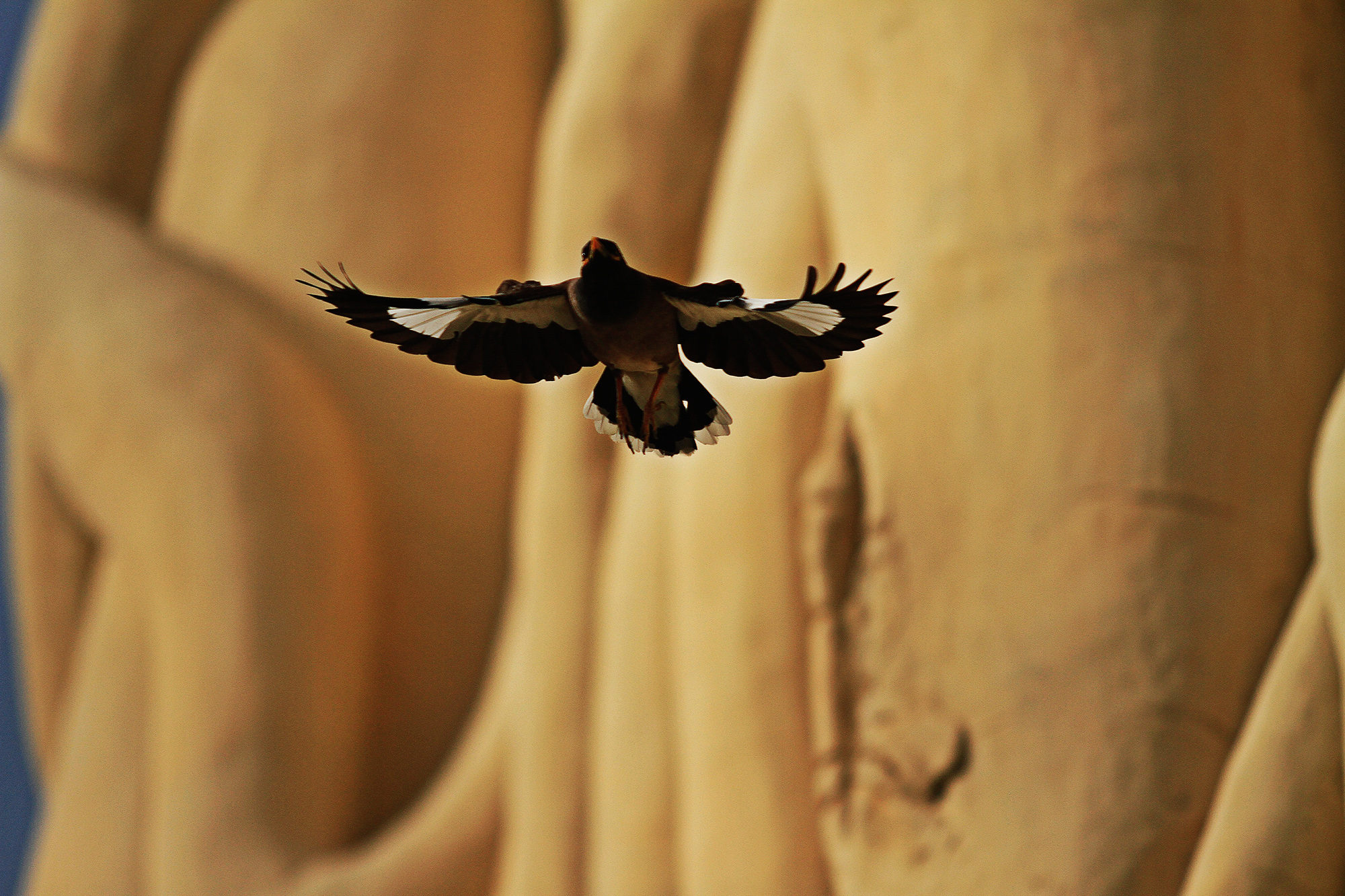
كيش
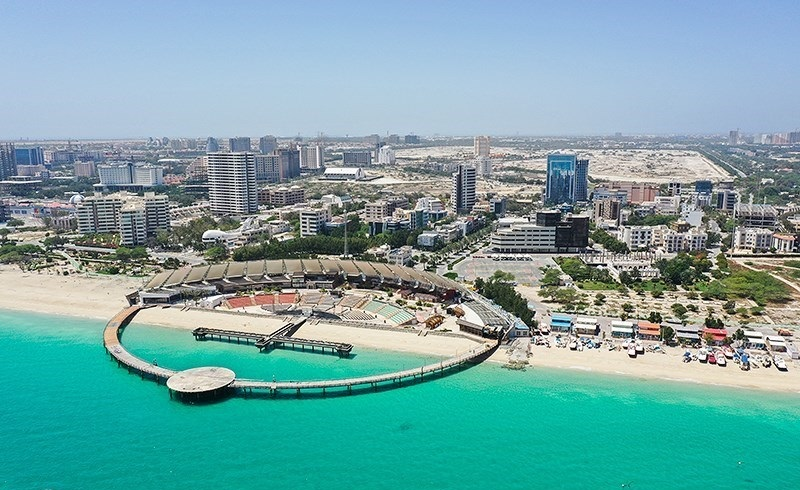
كيش
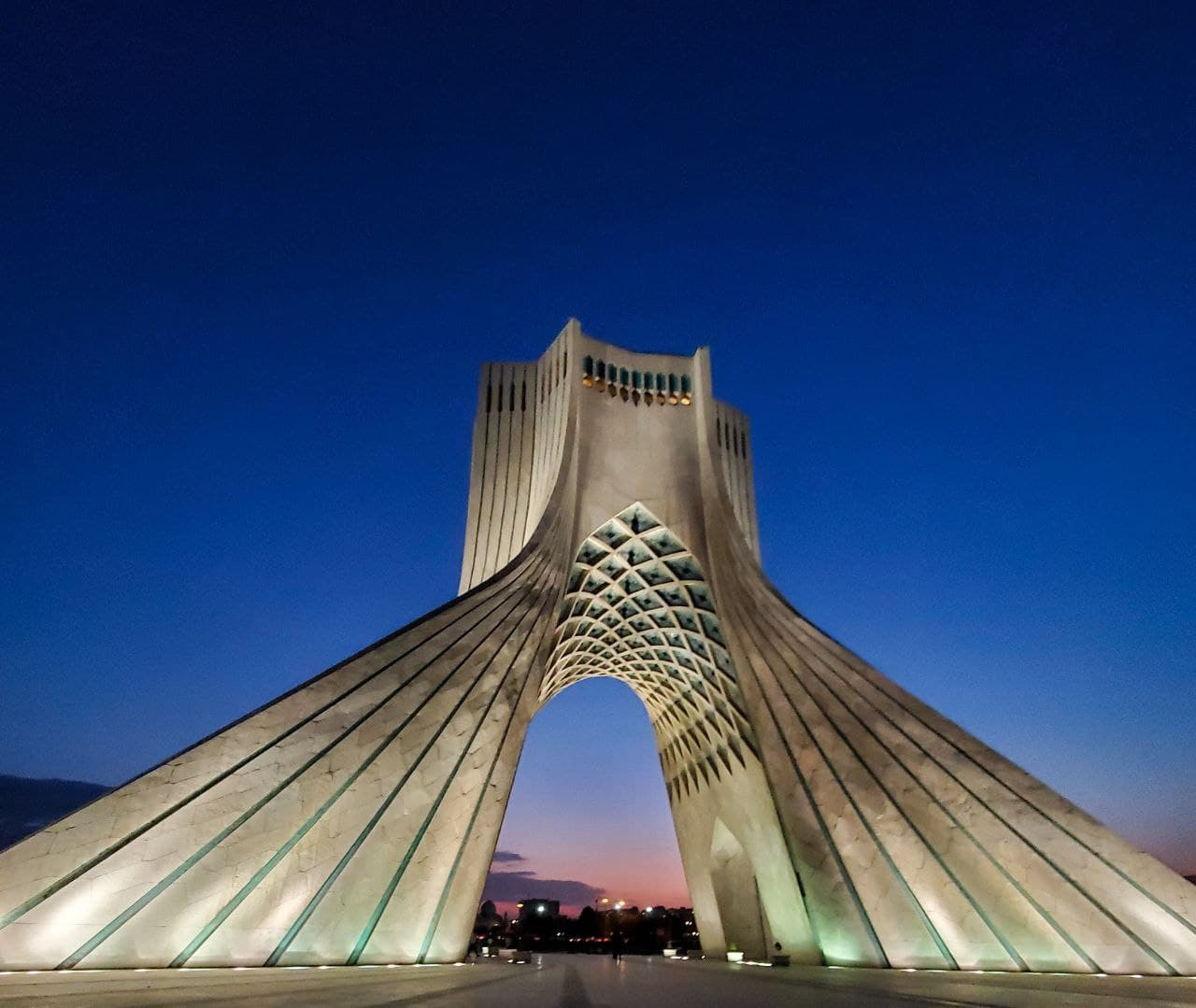
برج آزادي
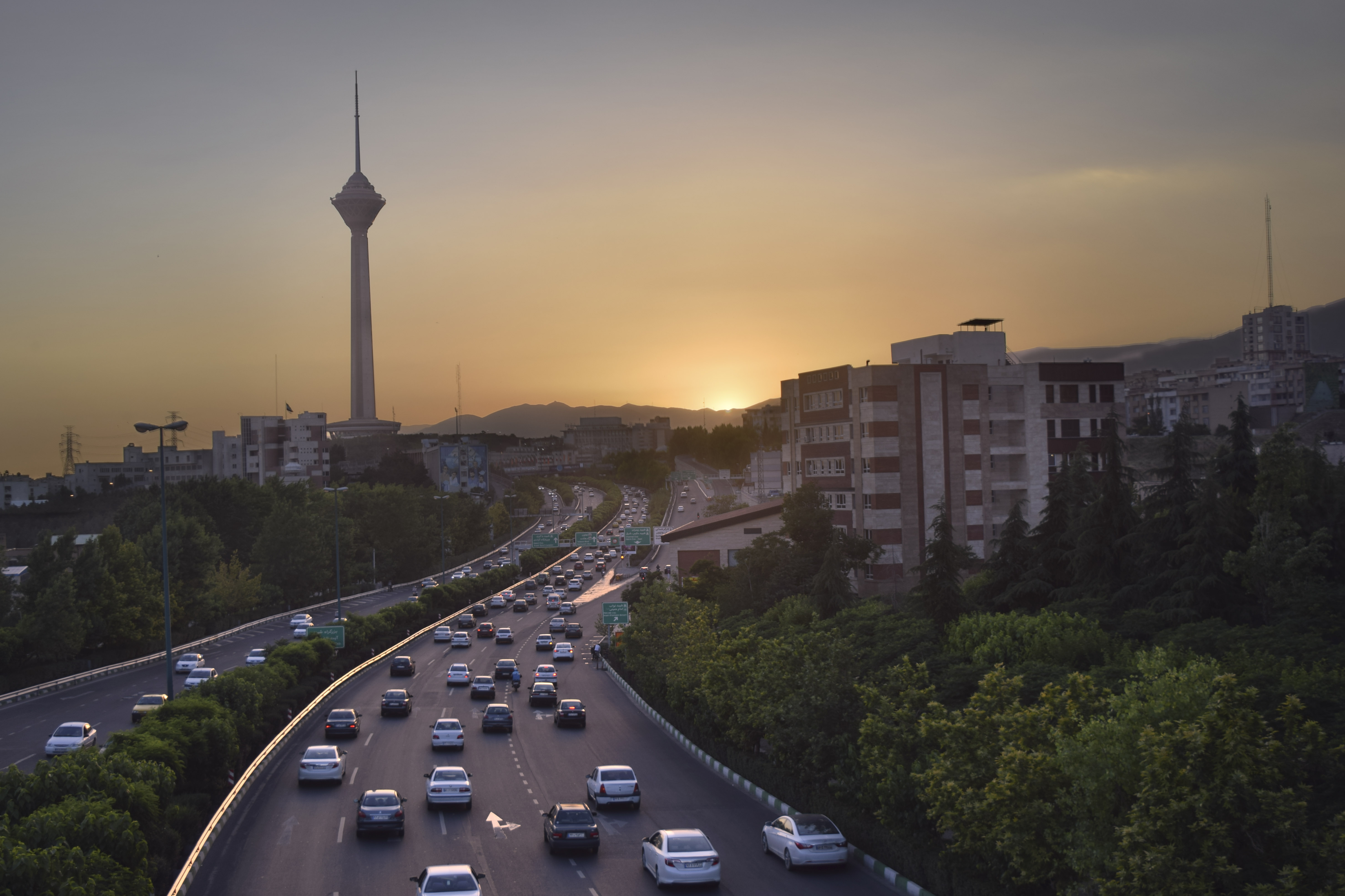
برج الميلاد
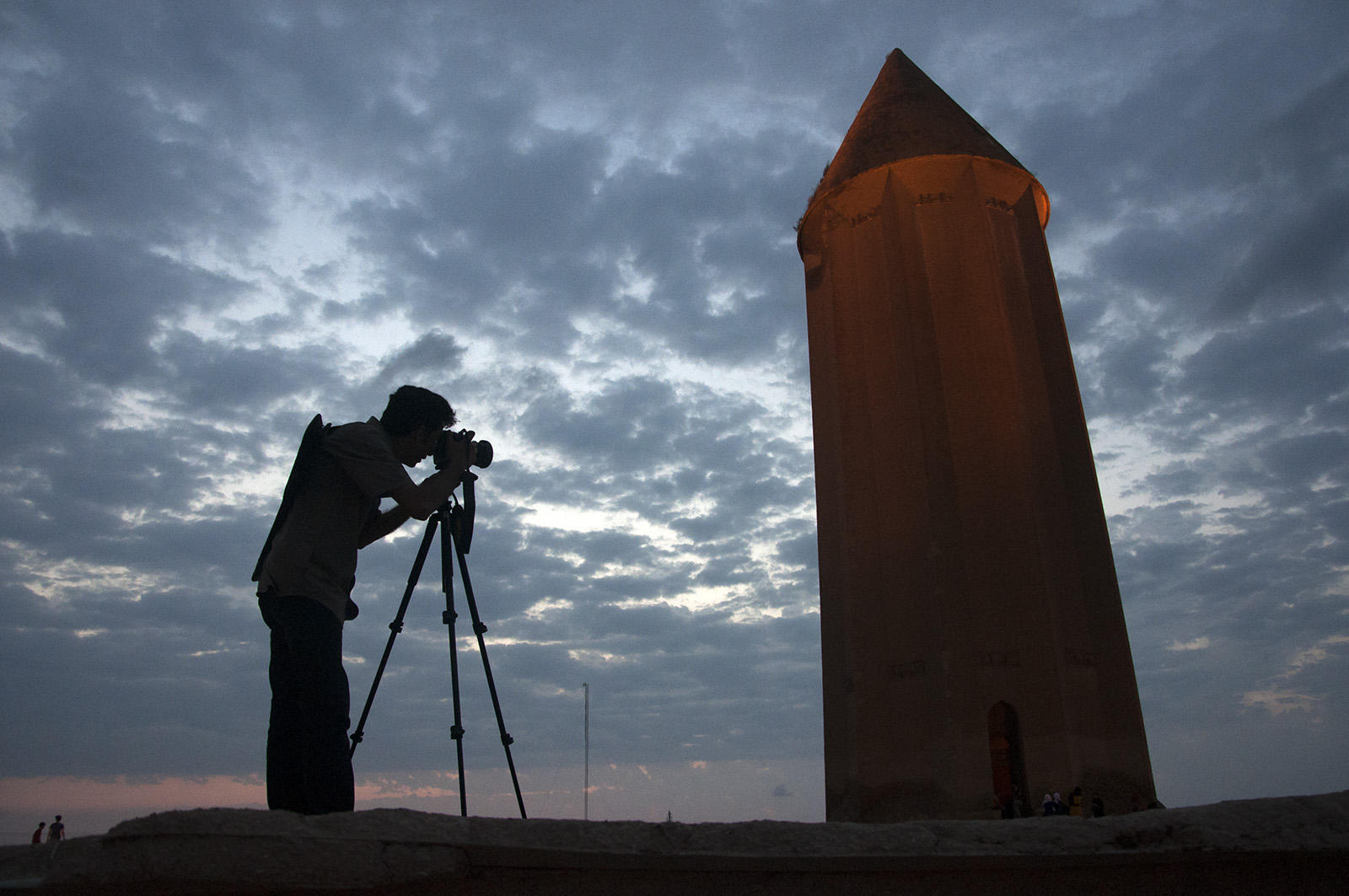
برج قنبد قابوس
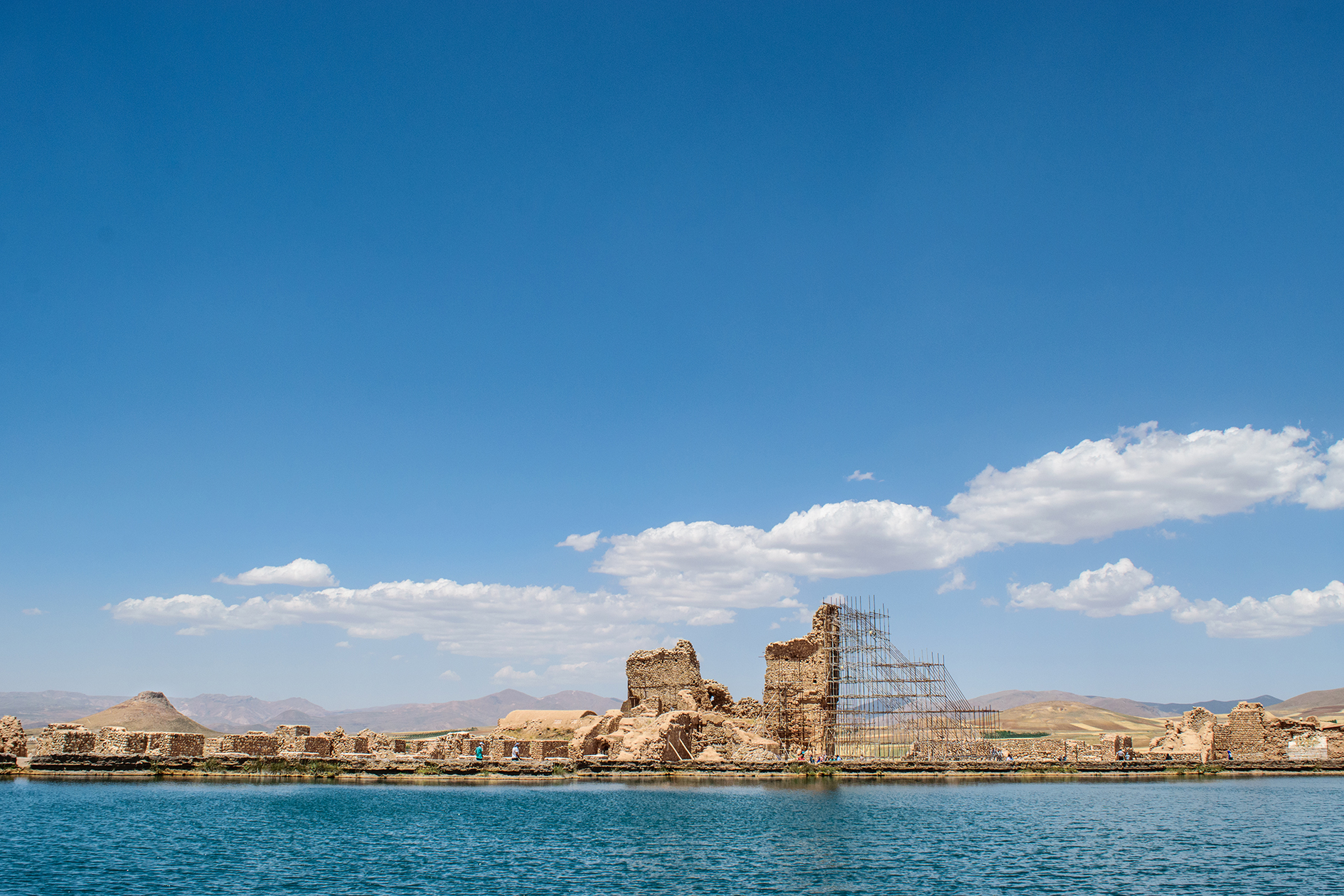
تخت سليمان
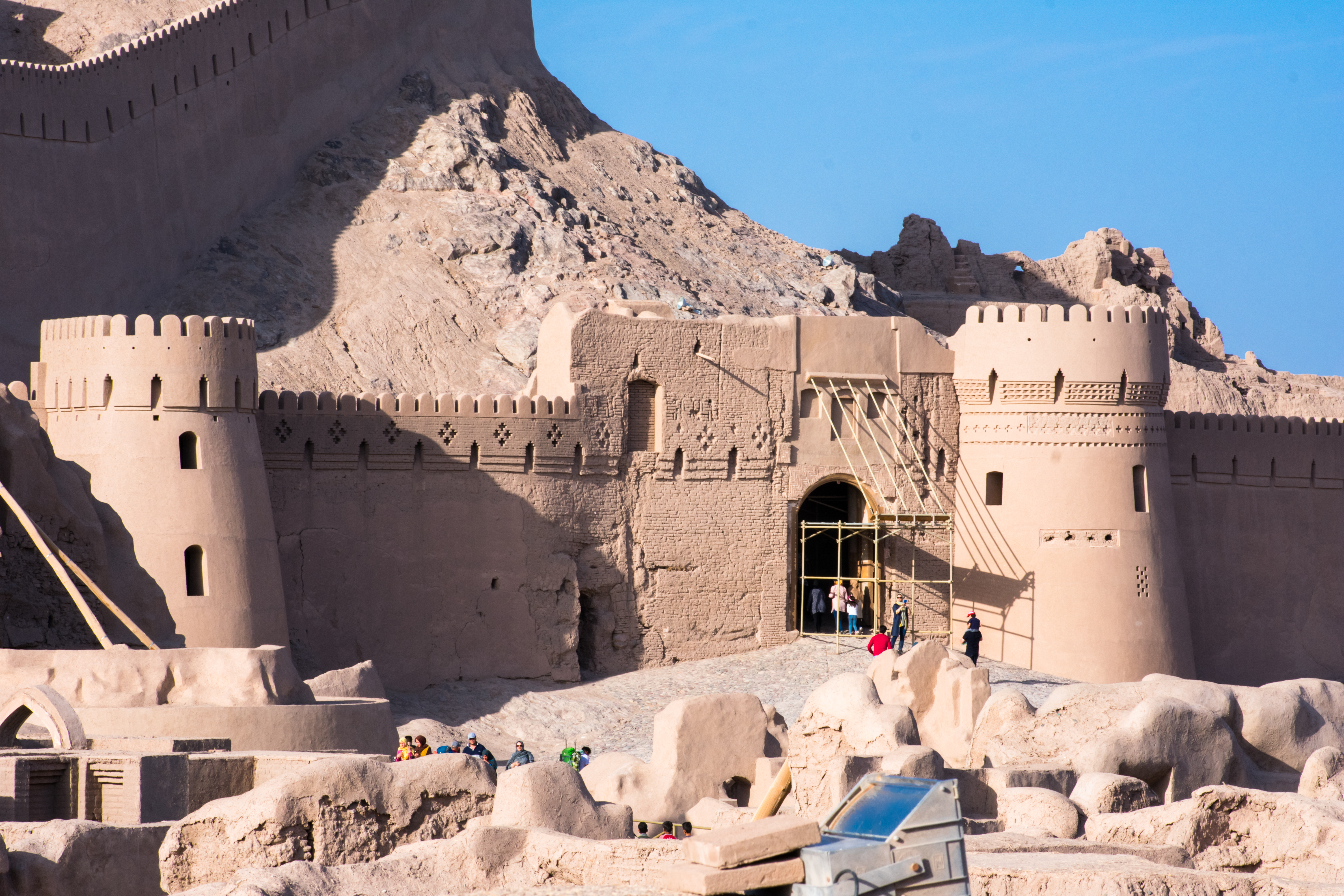
بم ومشهدها الثقافي
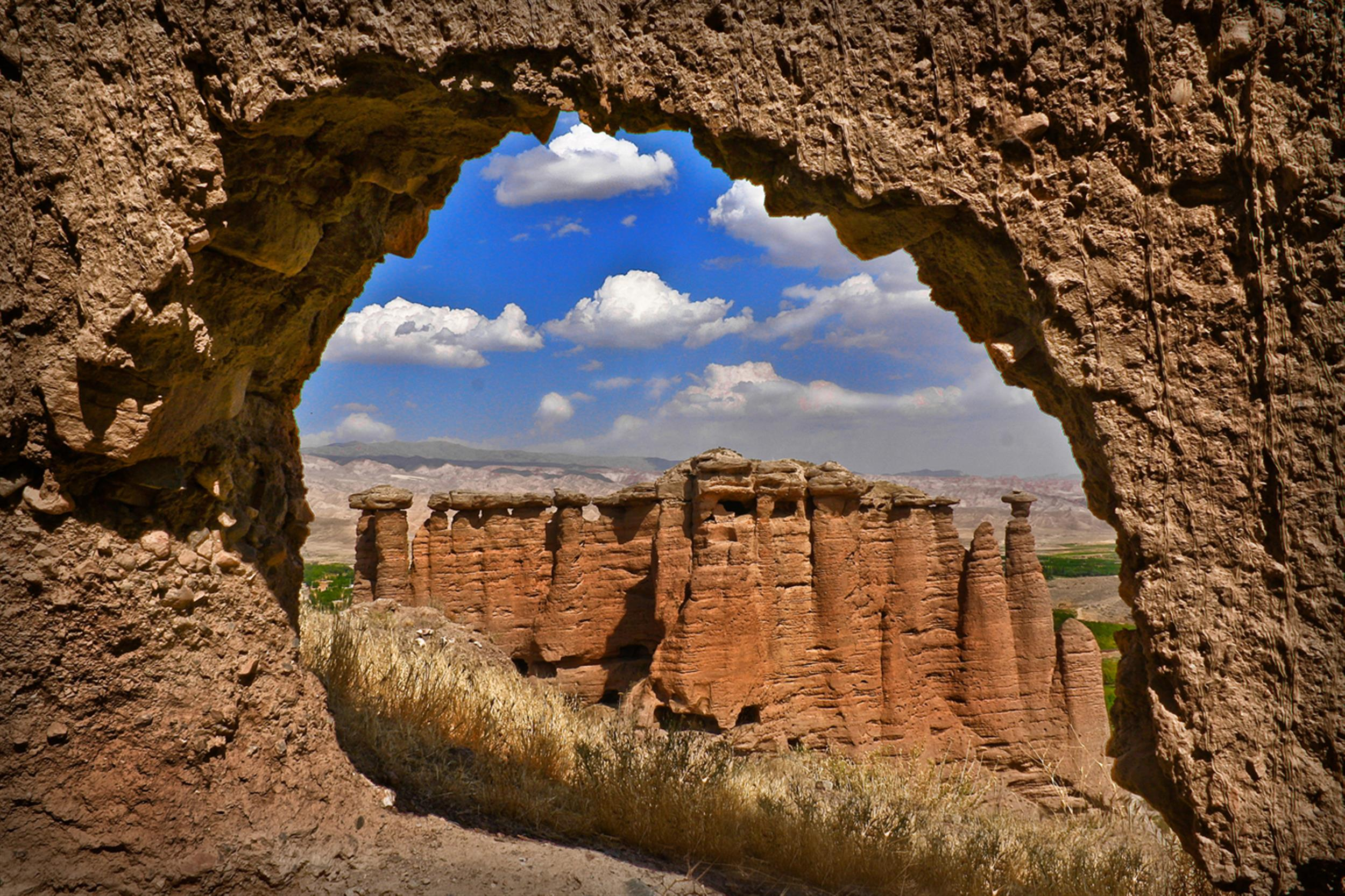
قلعة بهستان
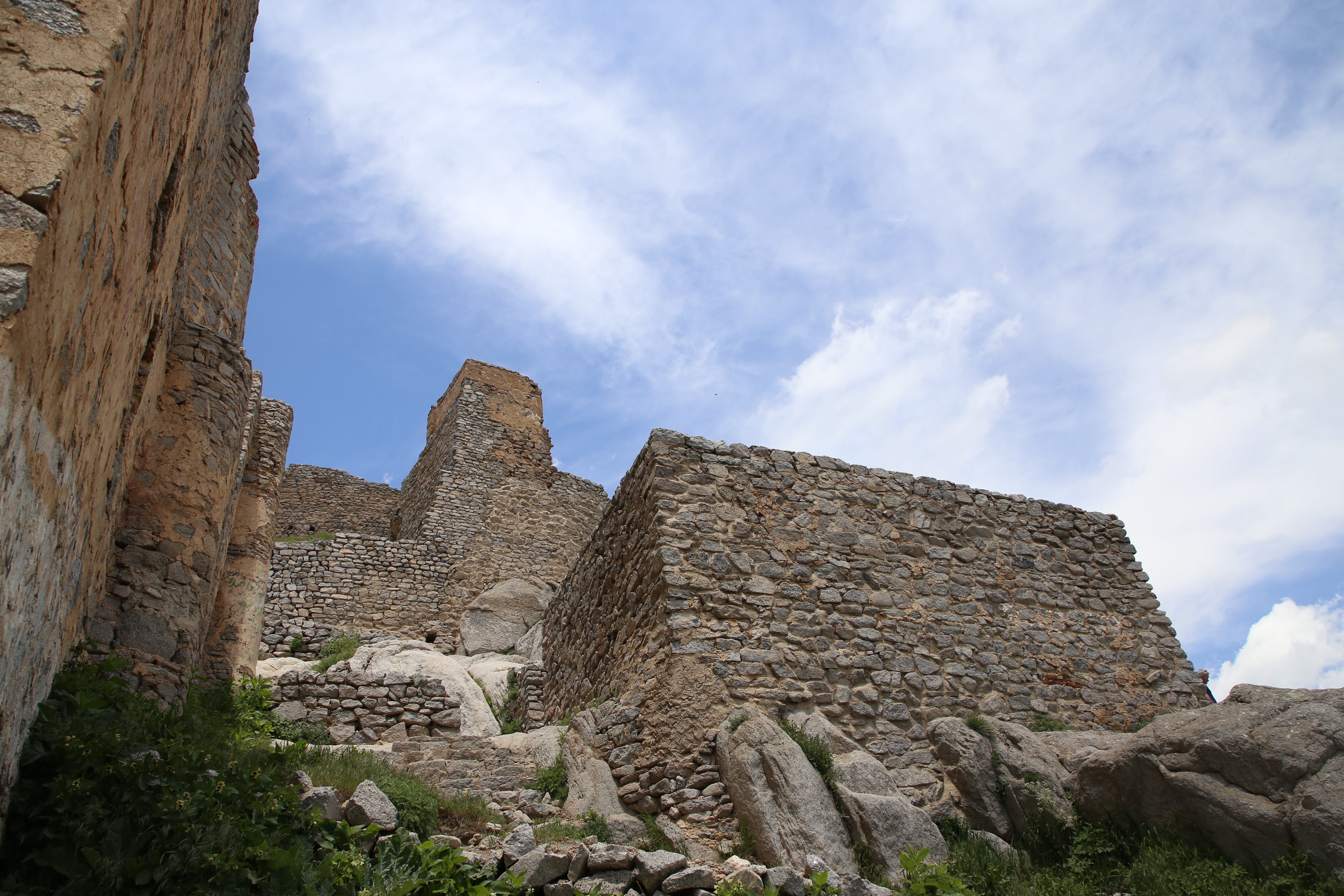
حصن بابك
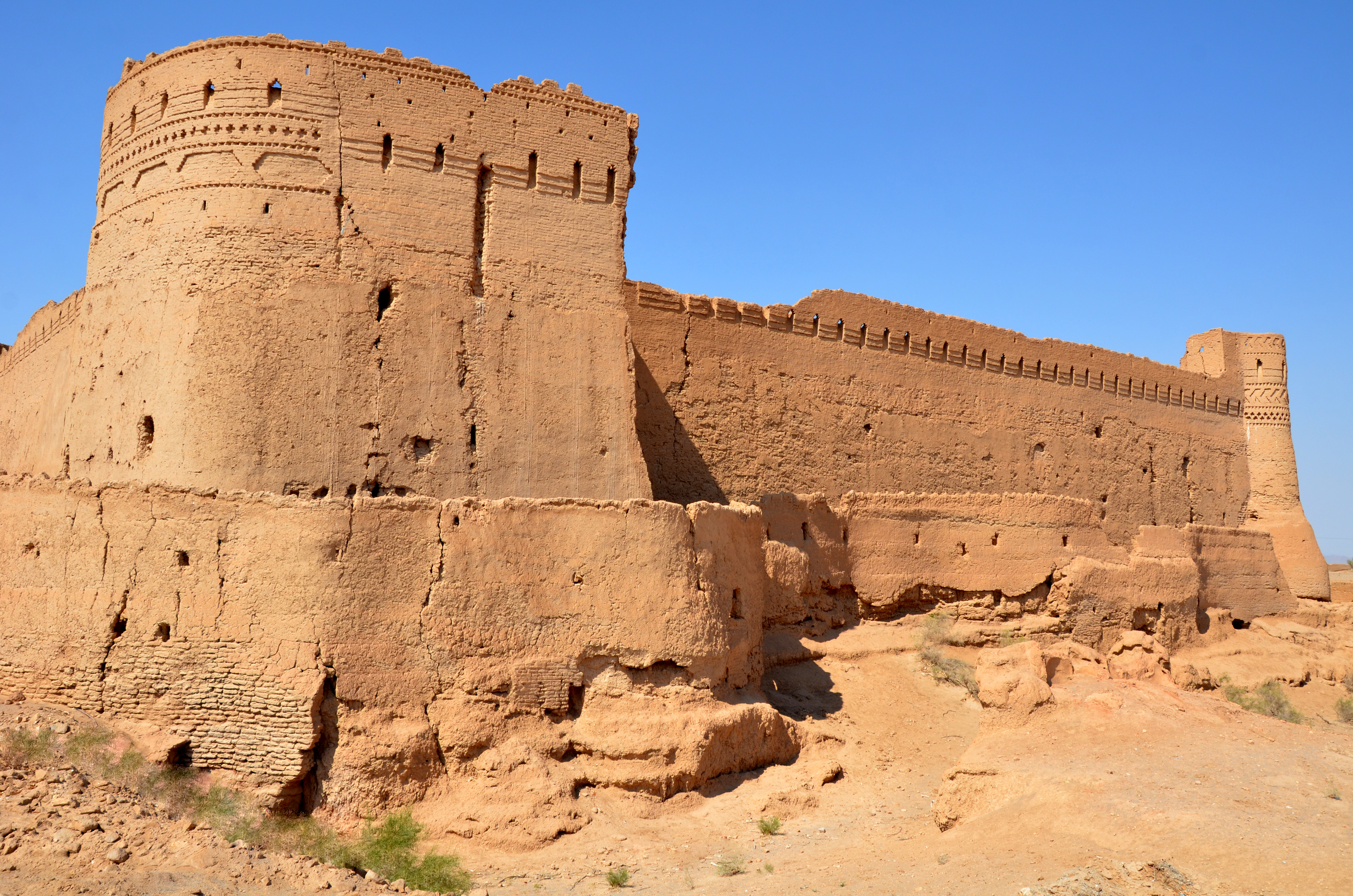
قلعة خويدك
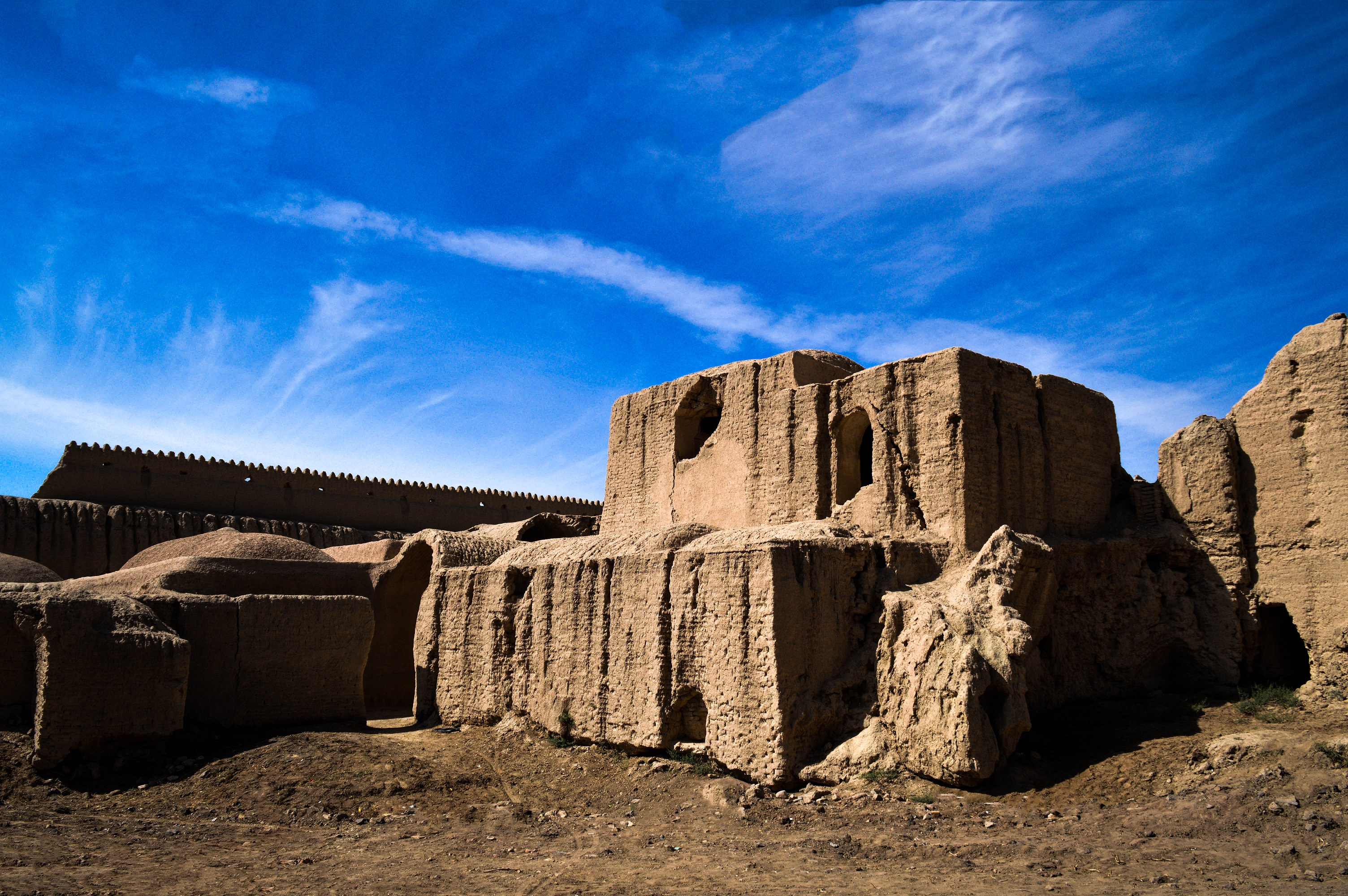
قلعة قورتان
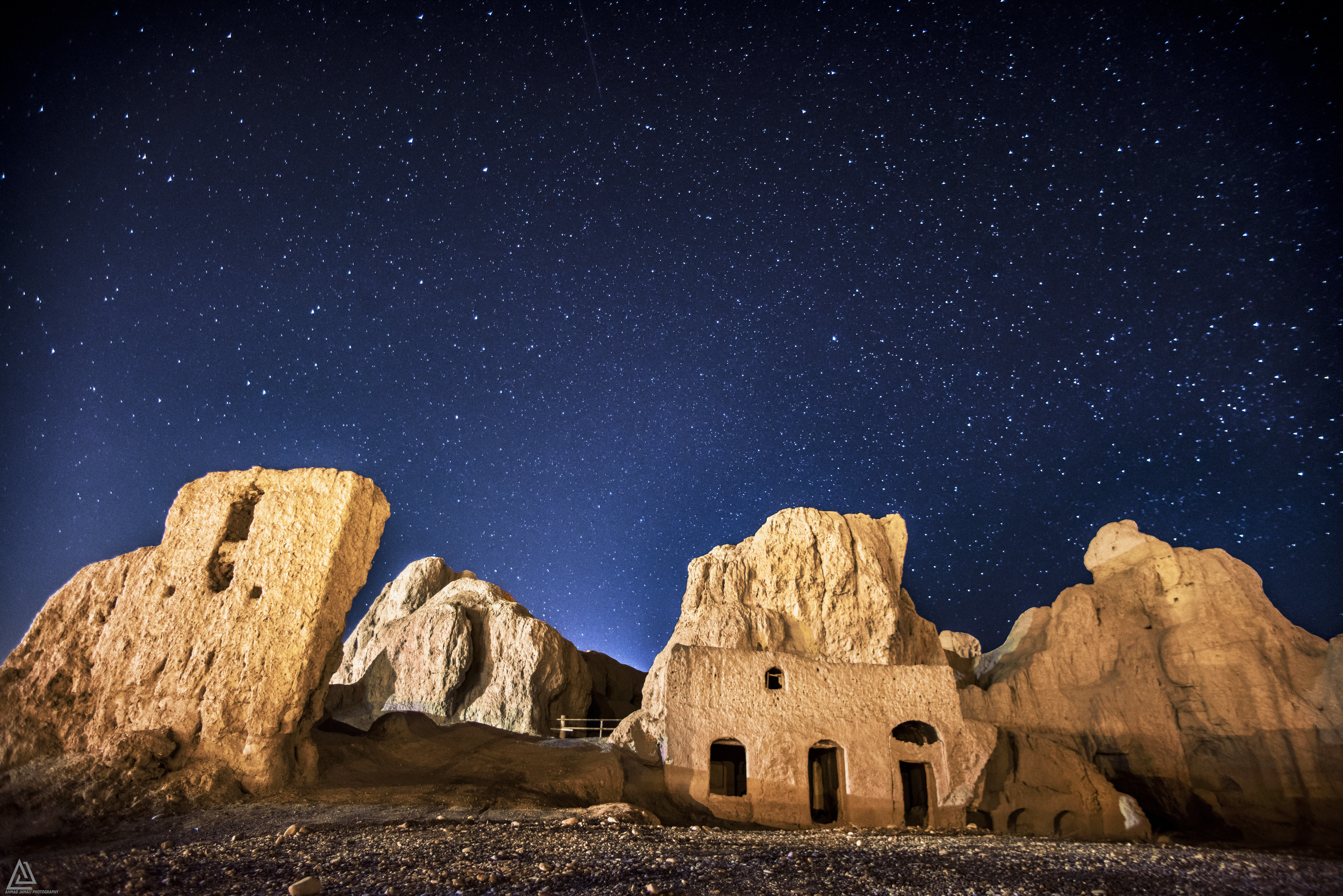
قلعة بادة
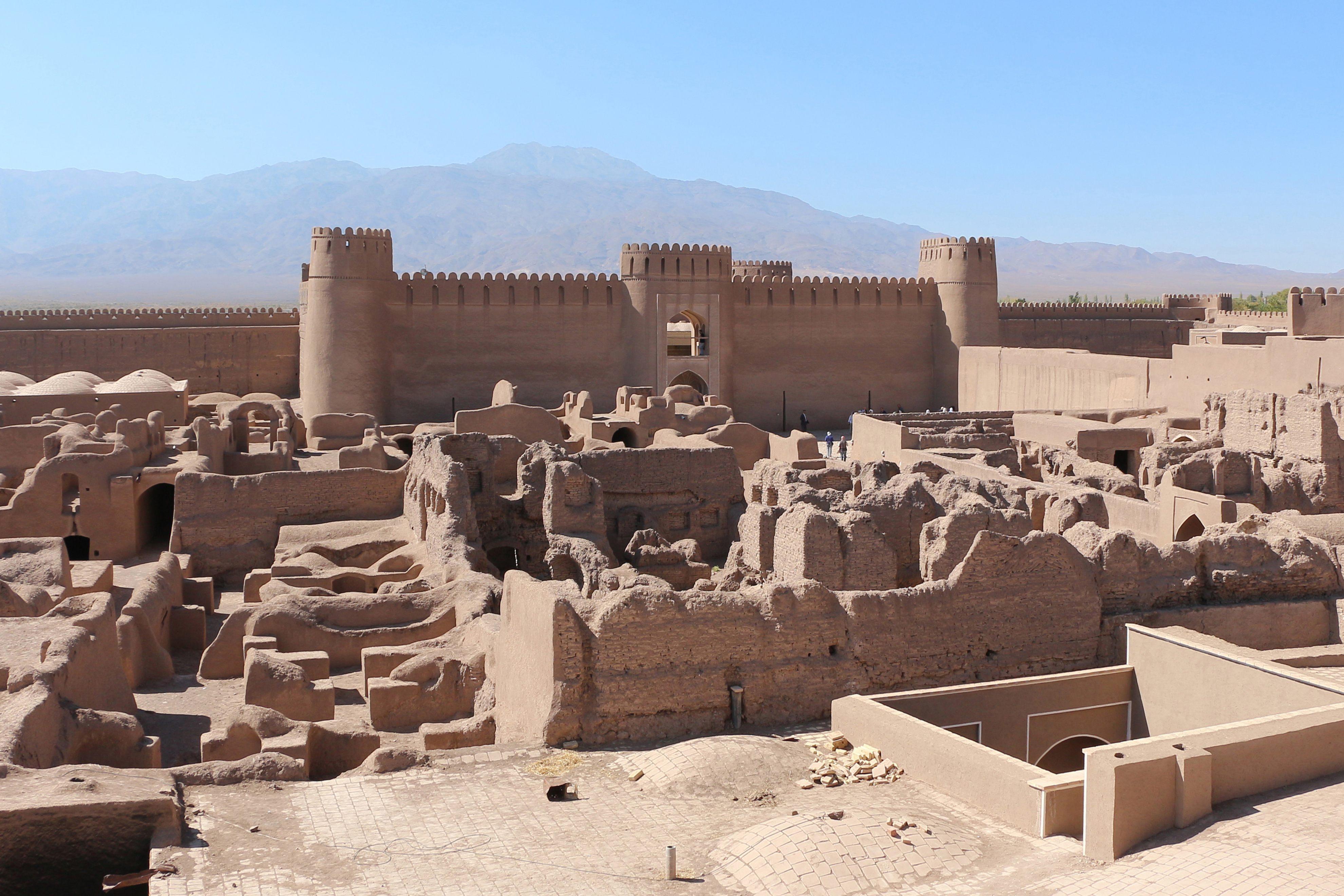
قلعة راين
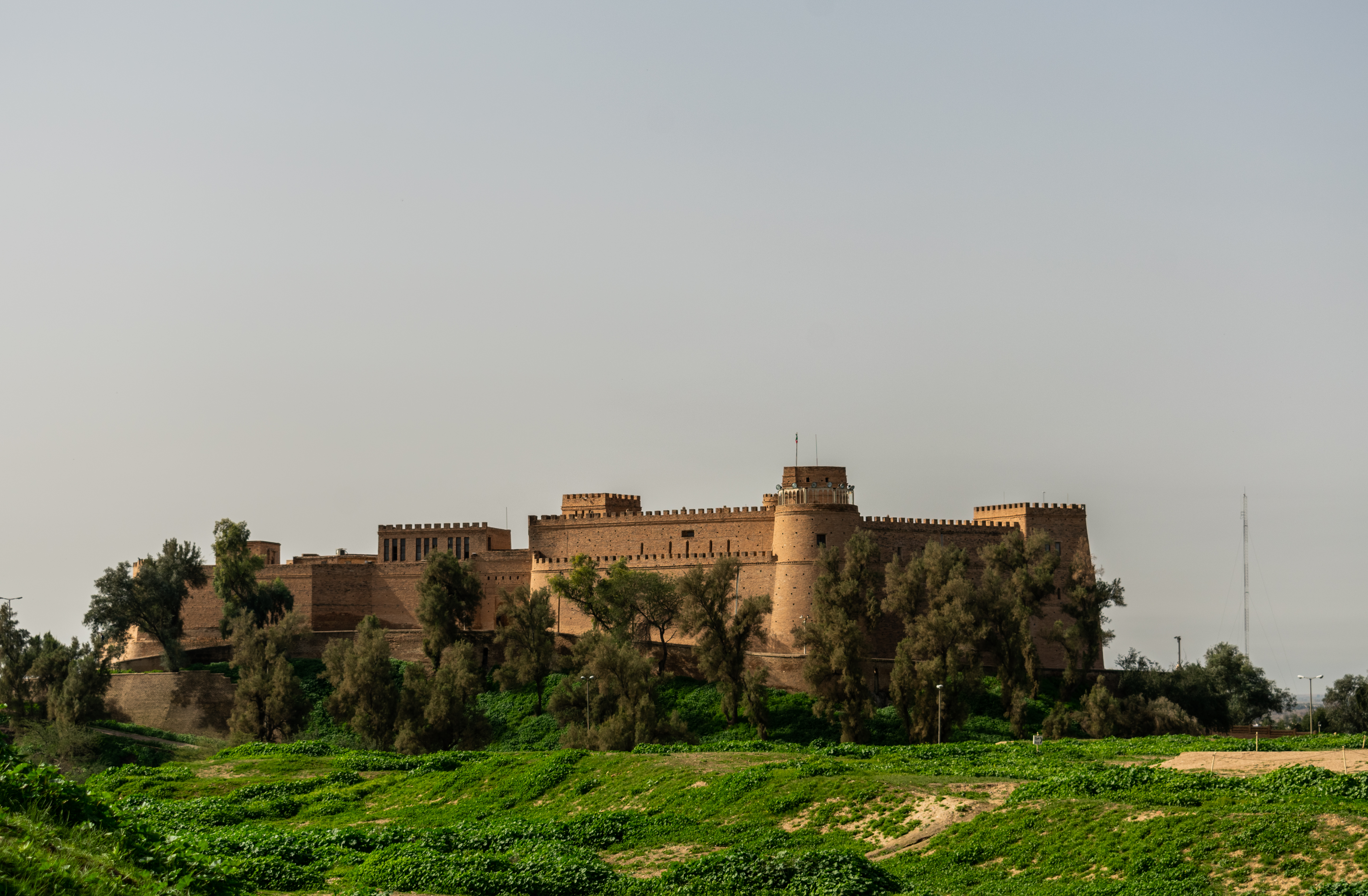
قلعة شوش
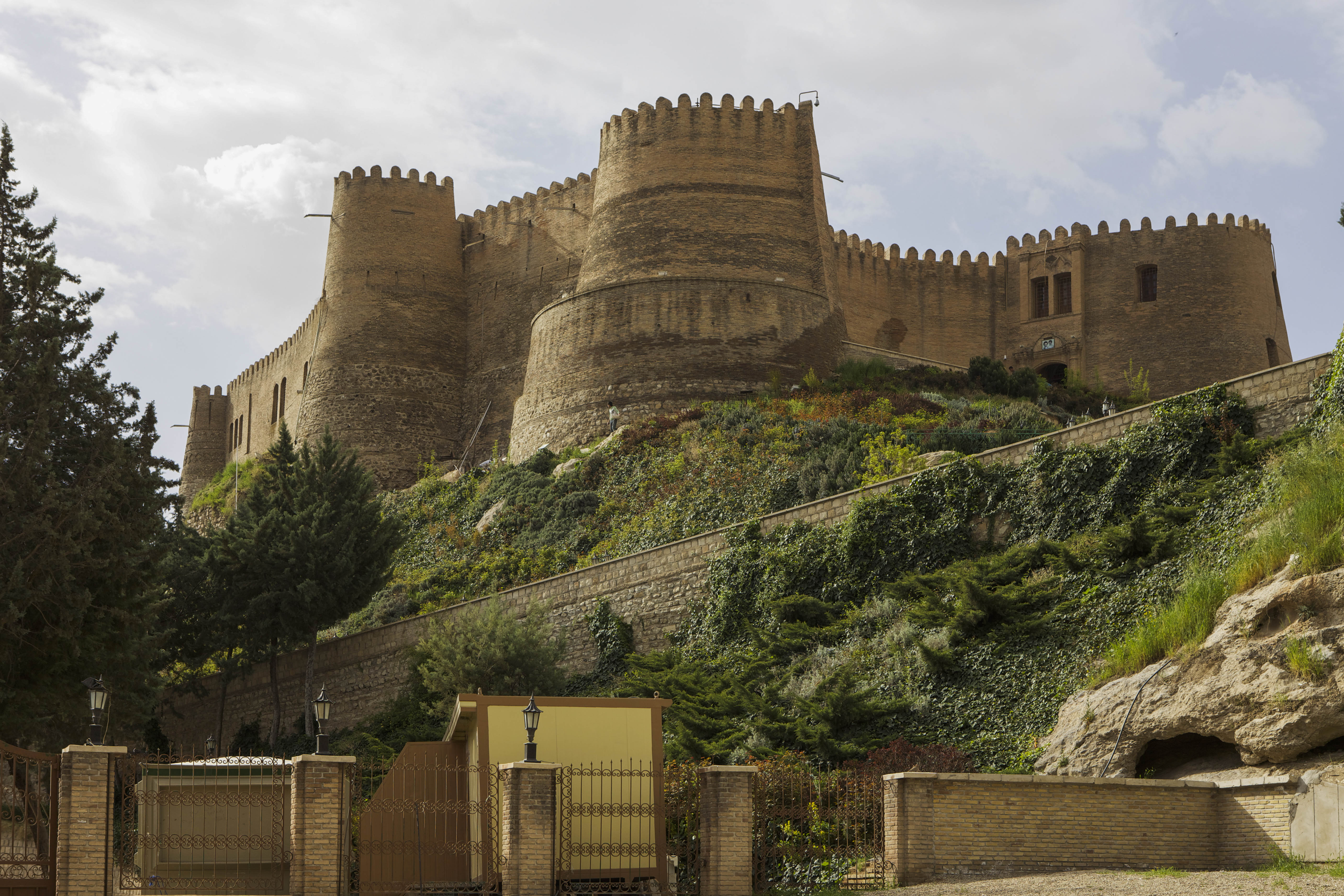
فلك الأفلاك
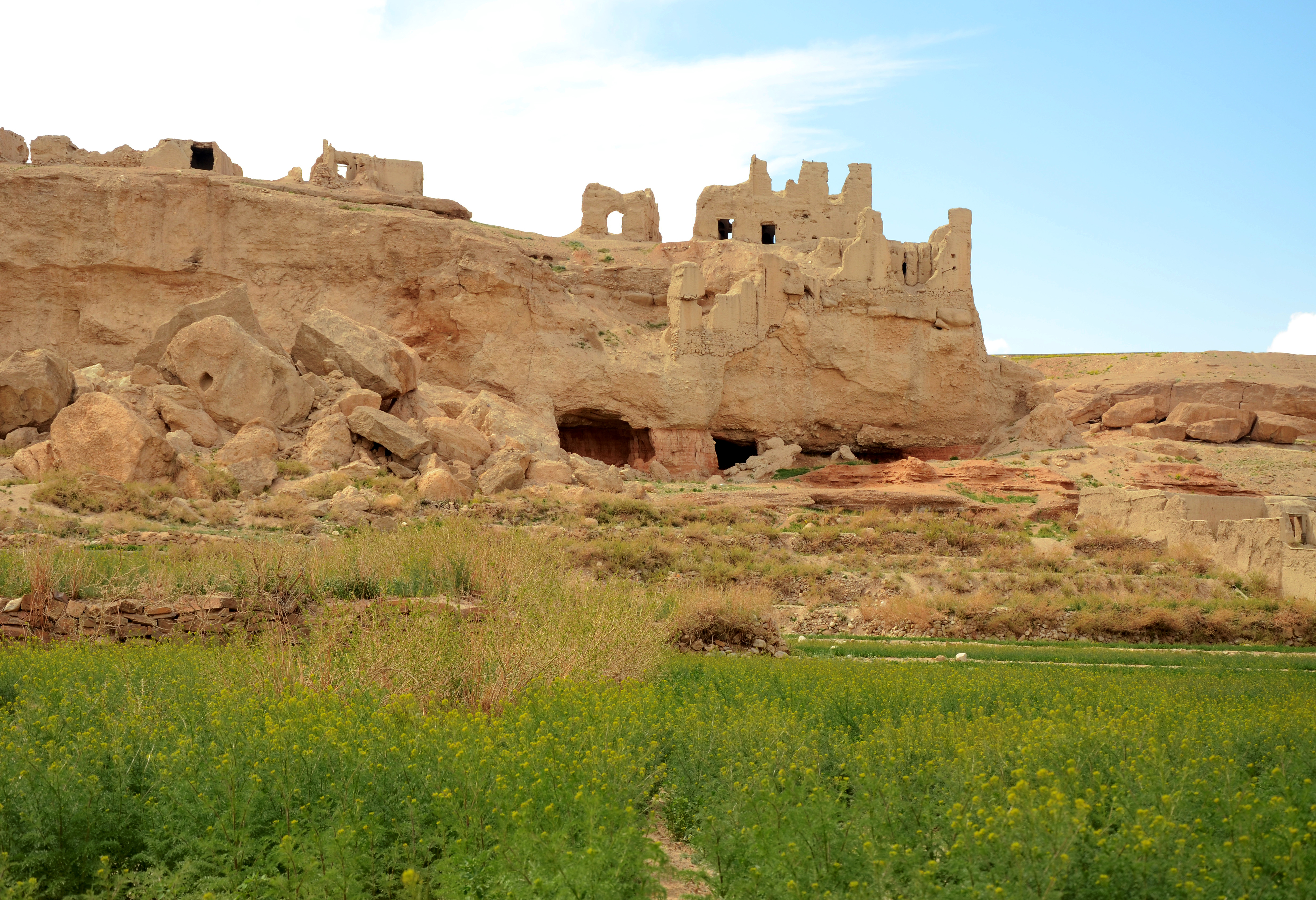
قلعة إيزدخواست
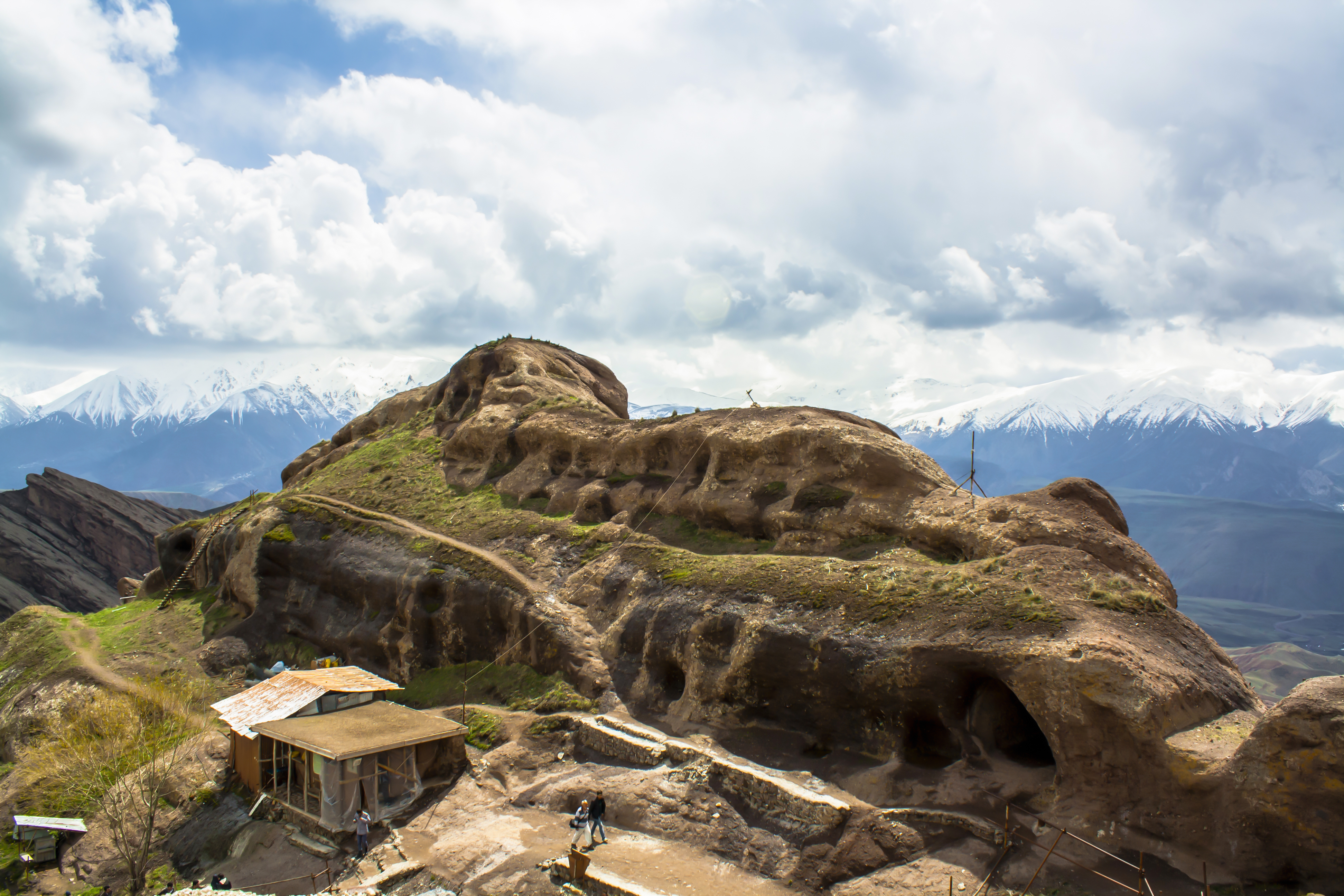
قلعة ألموت
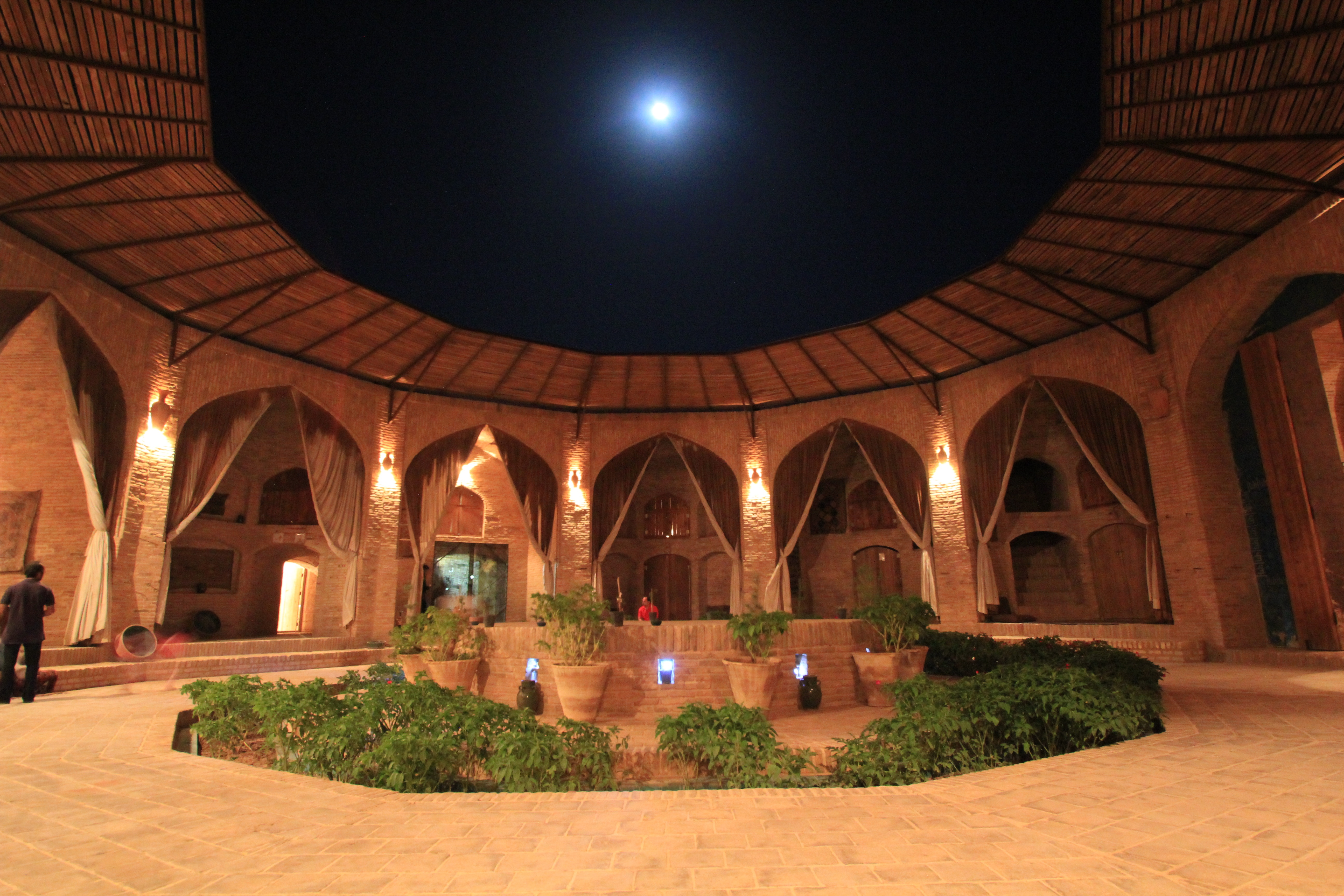
رباط زين الدين
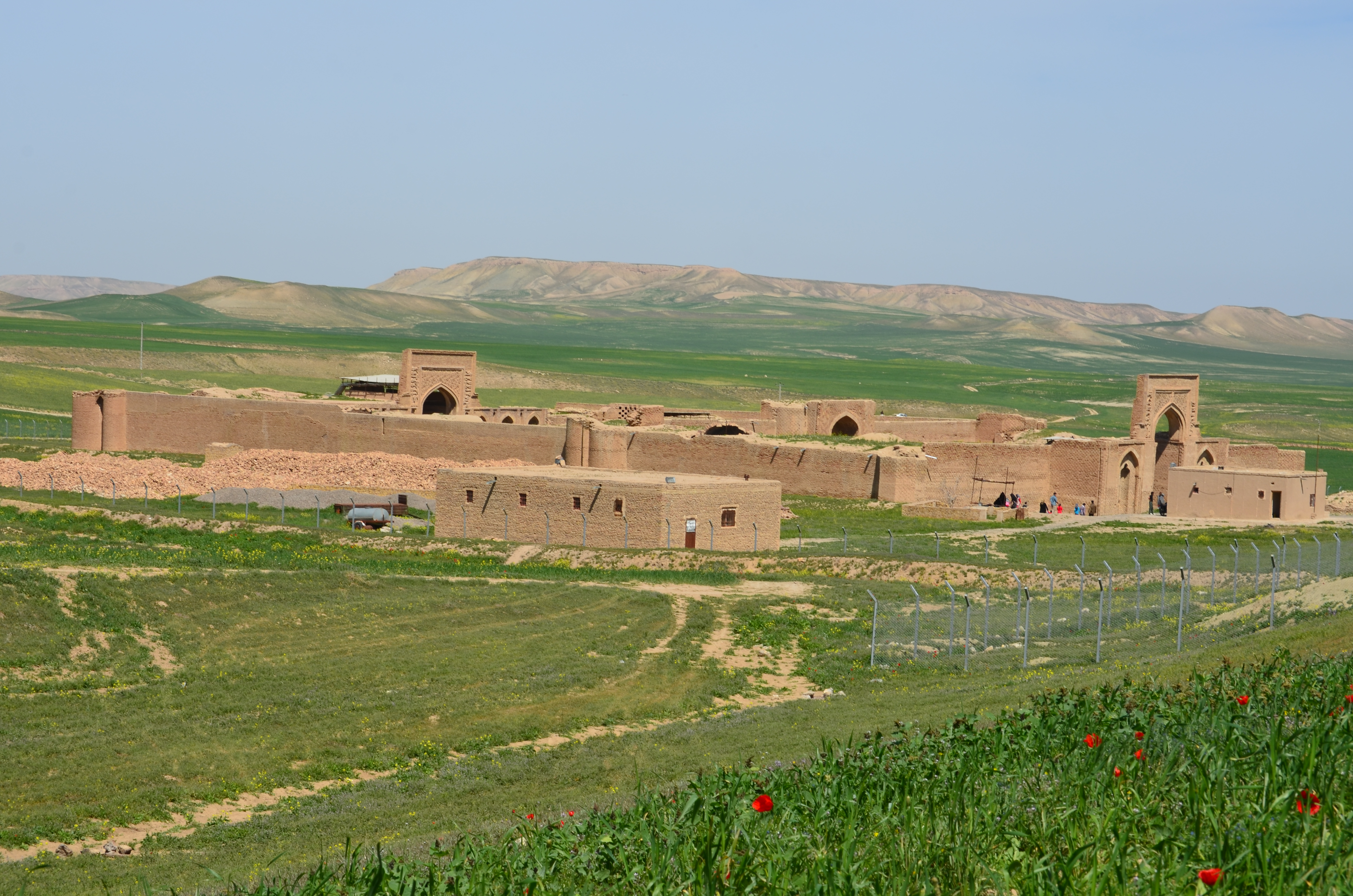
رباط شرف
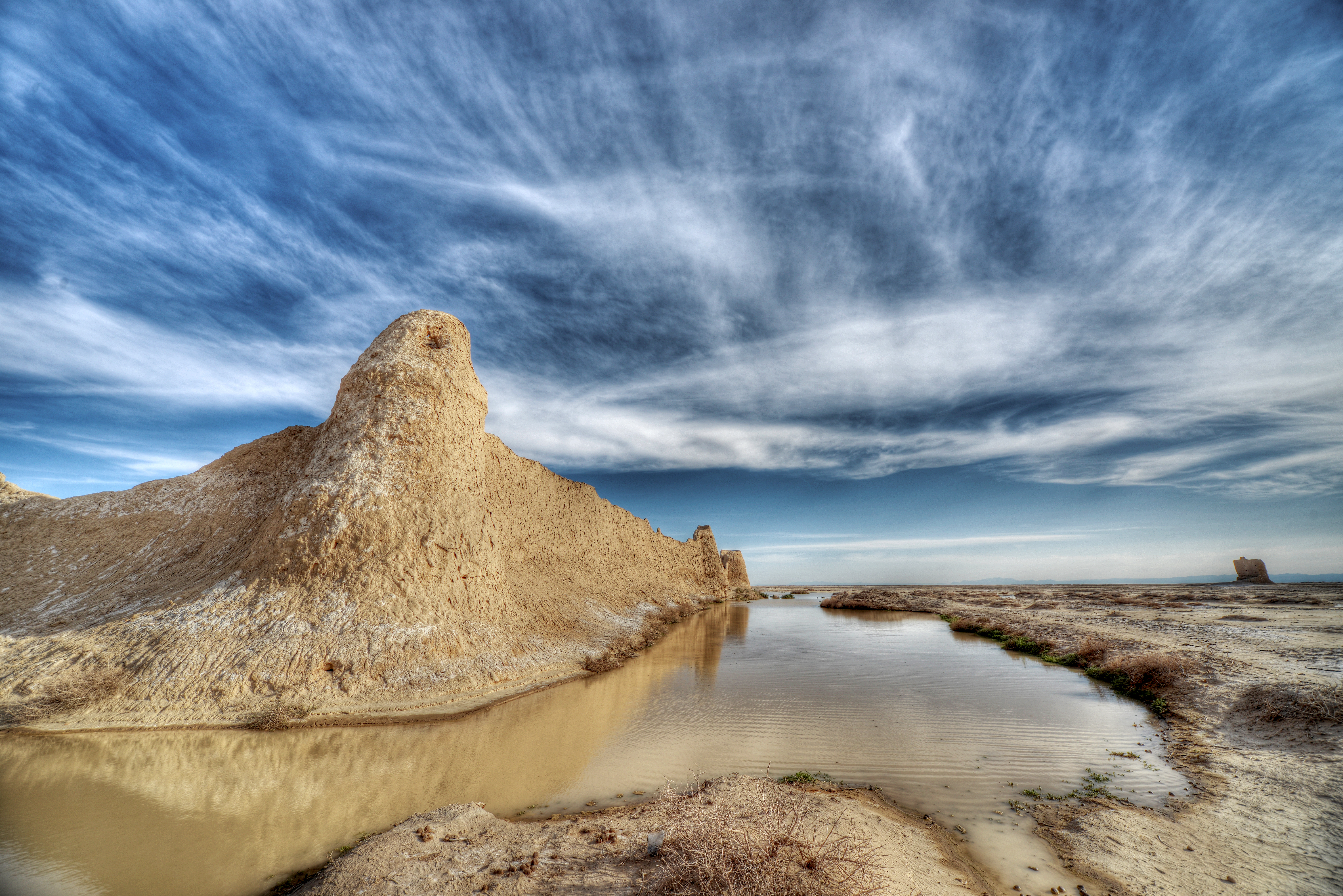
قلعة رستم
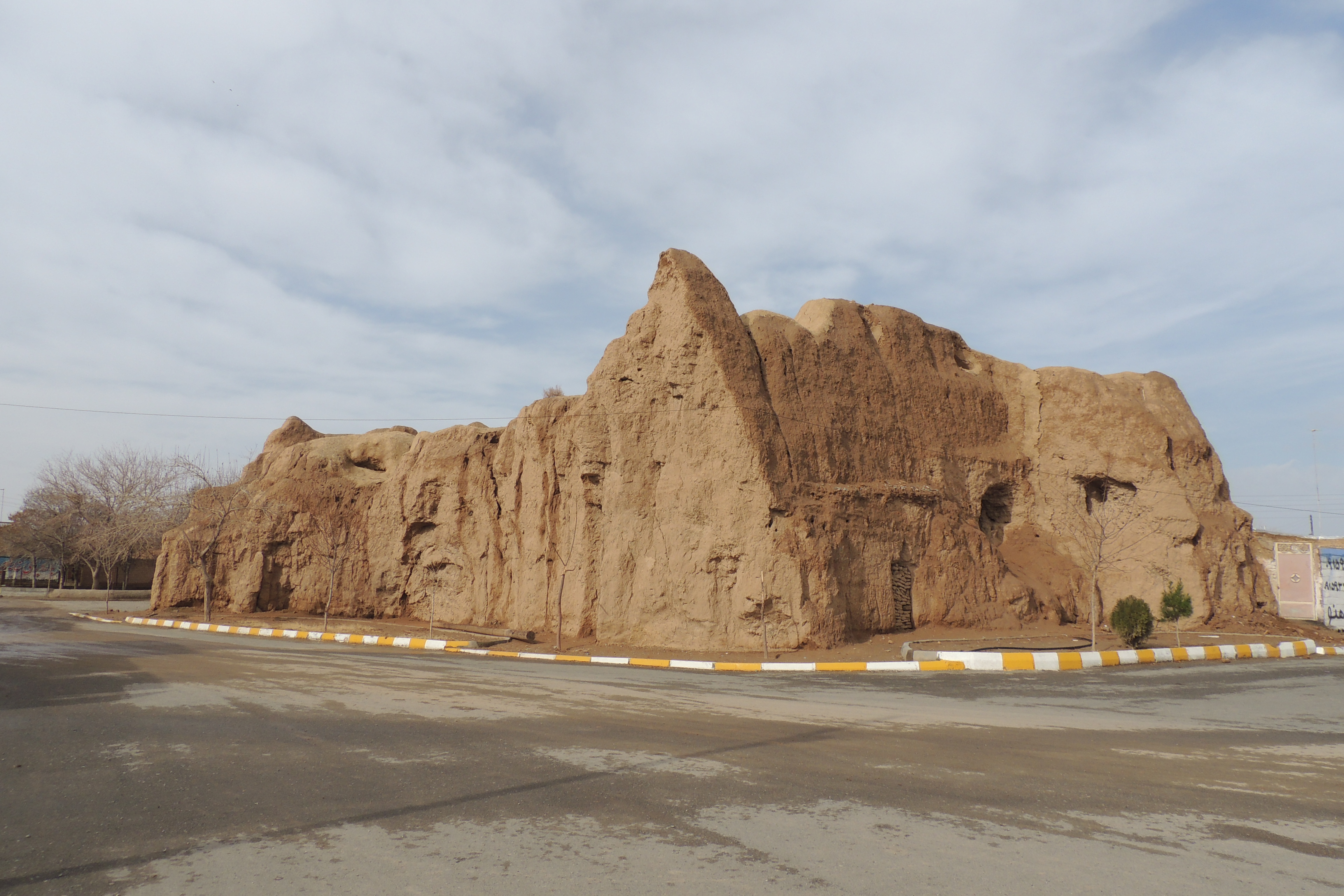
قلعة بزنجرد
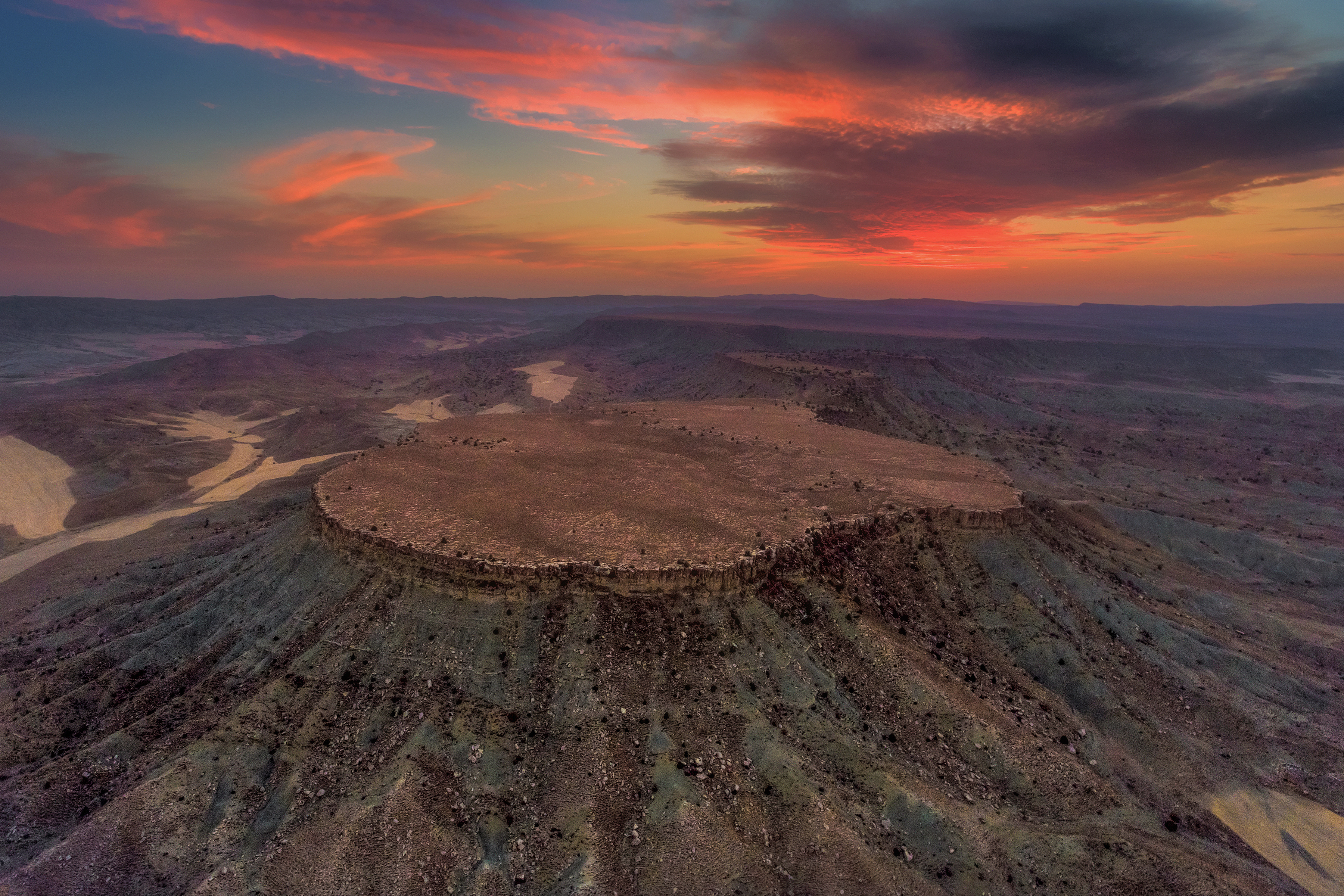
قلعة ألمادوشن
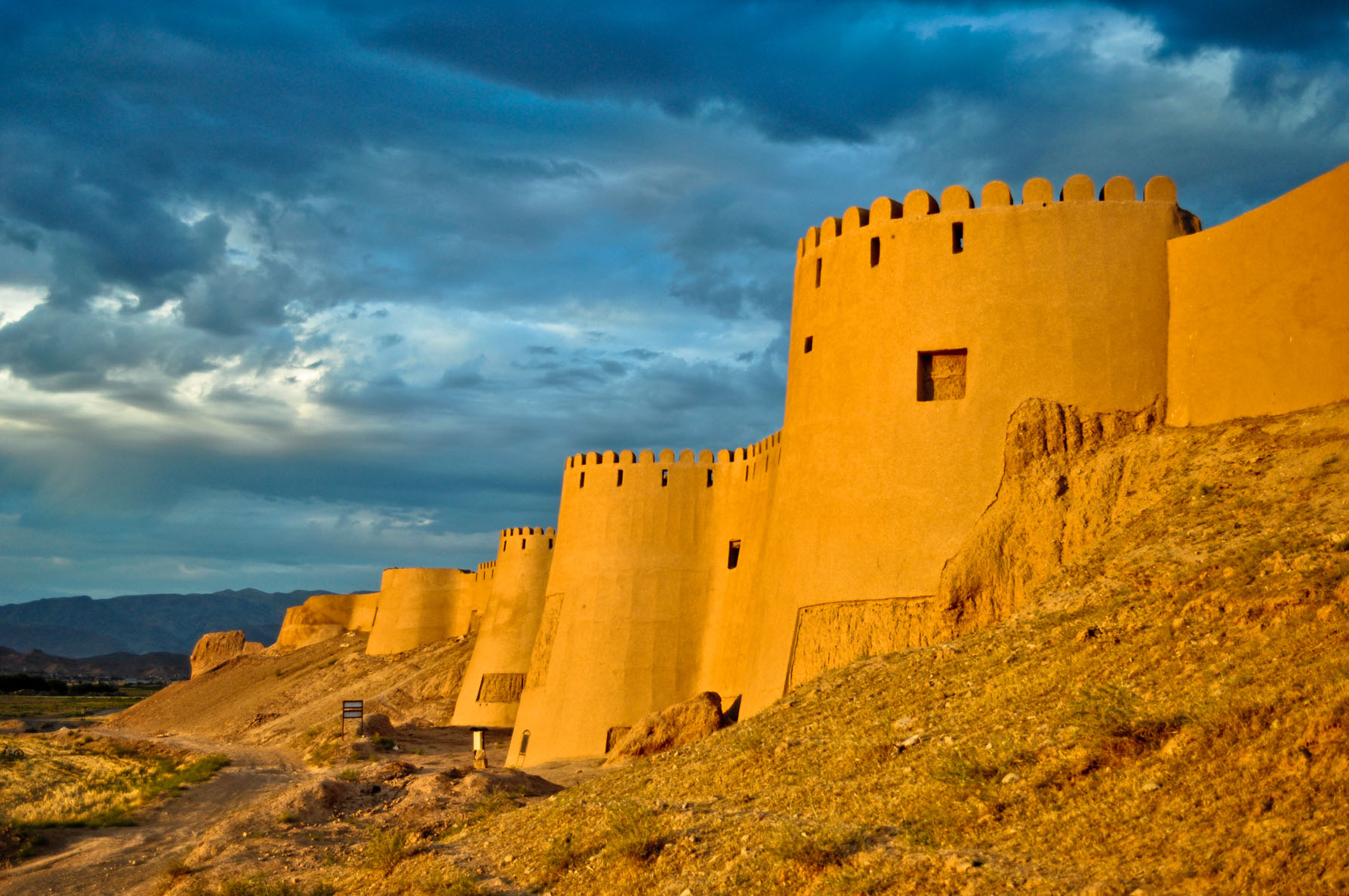
قلعة بلقيس
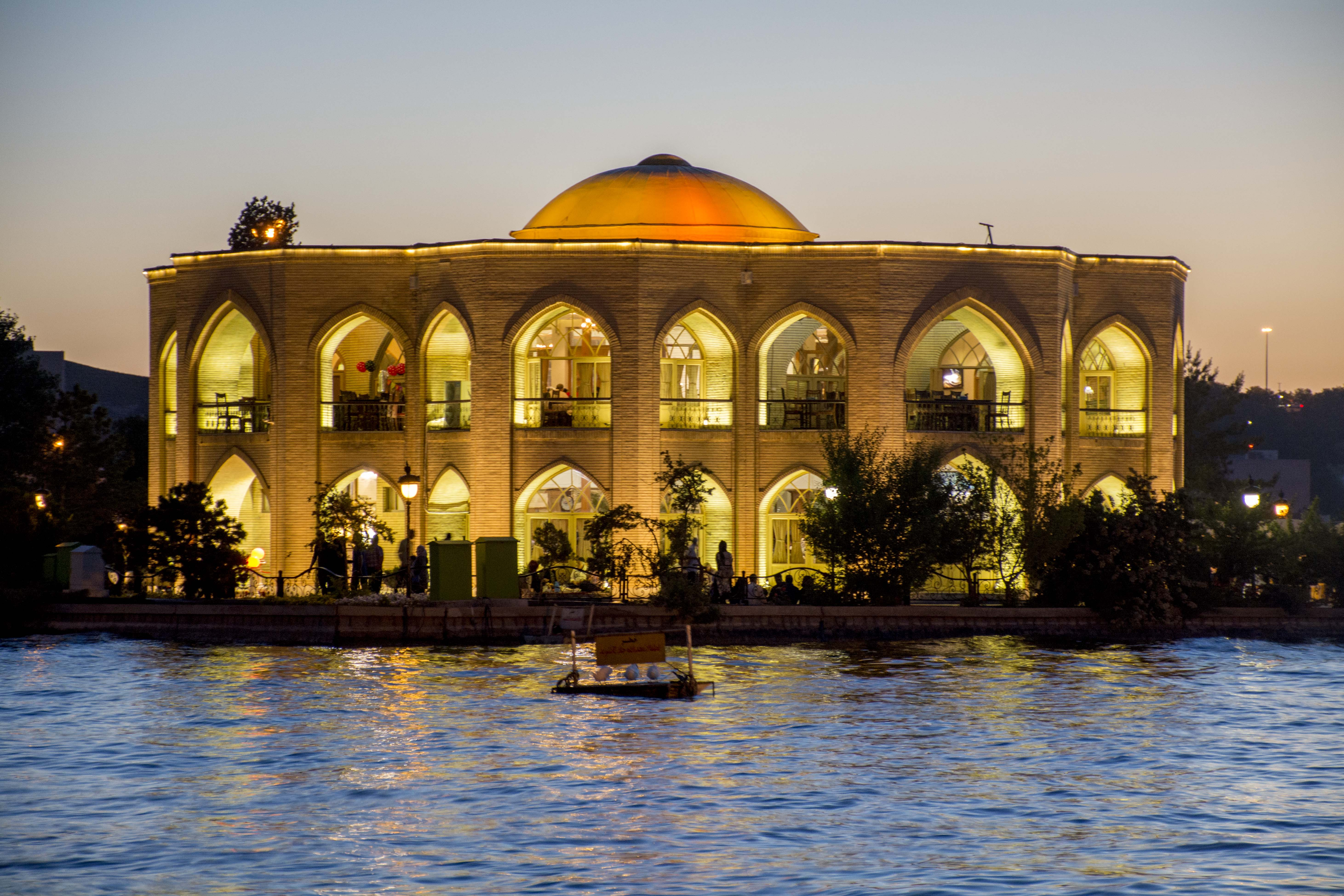
ائل غولي
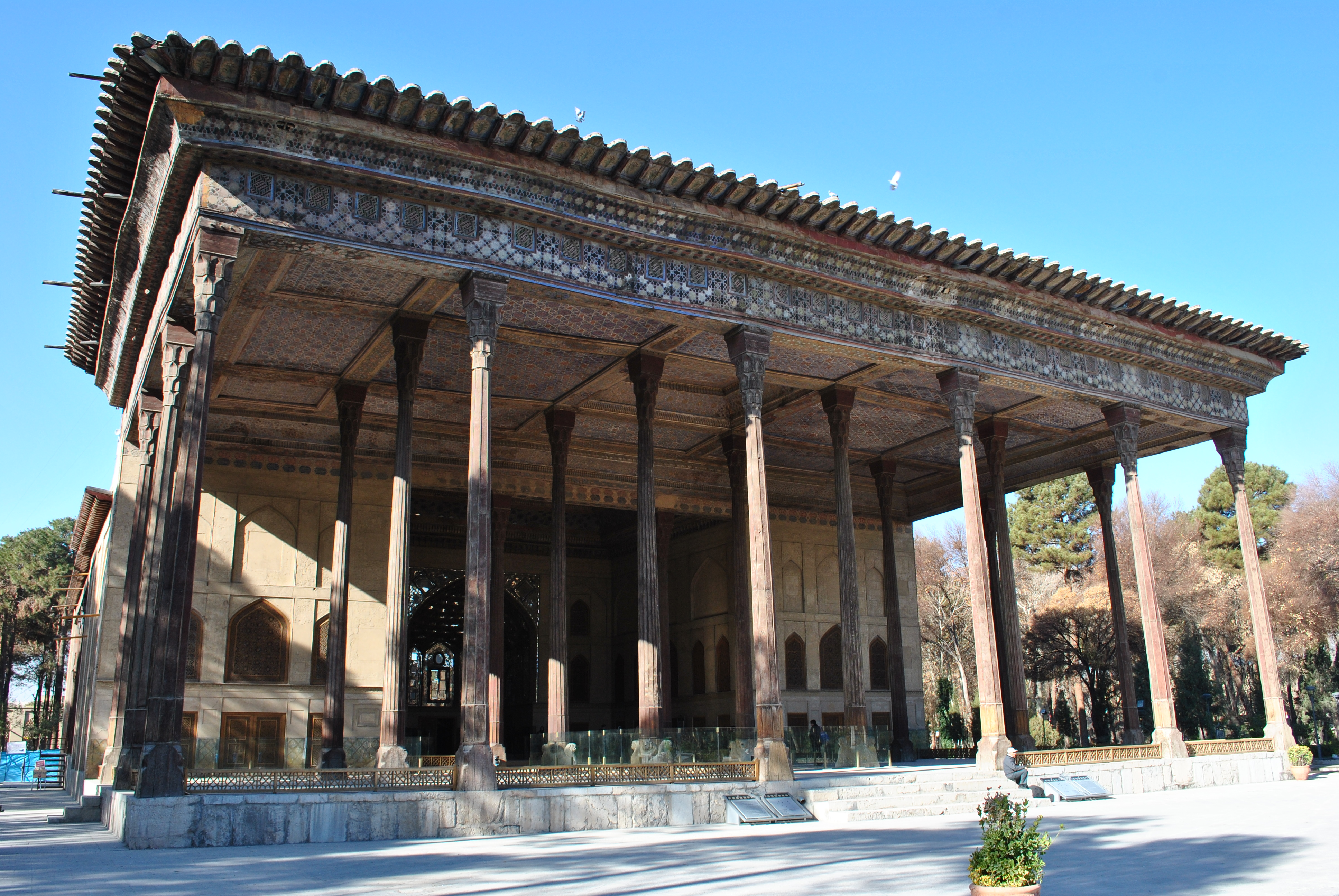
الأربعون عمودا
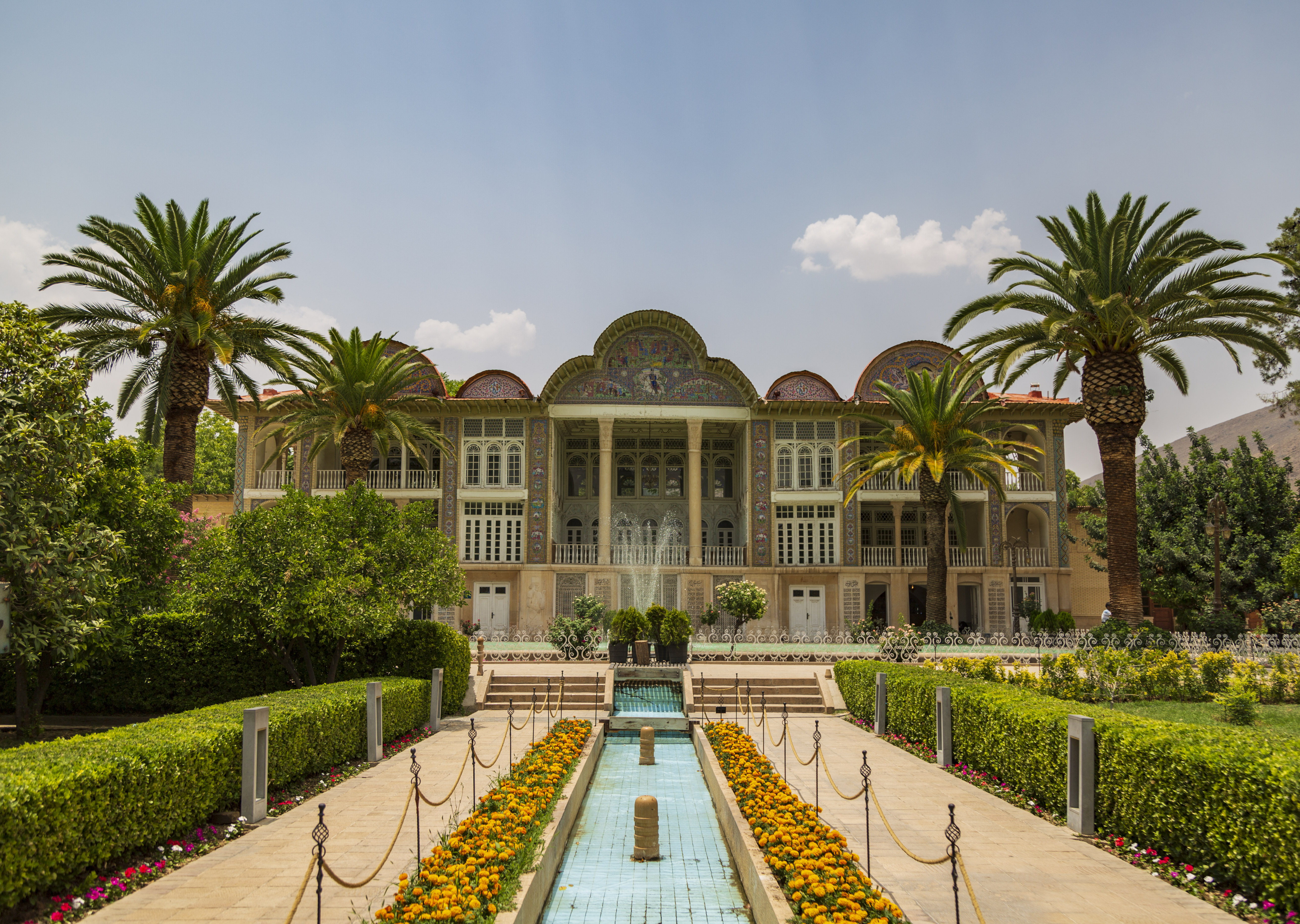
حديقة أرم
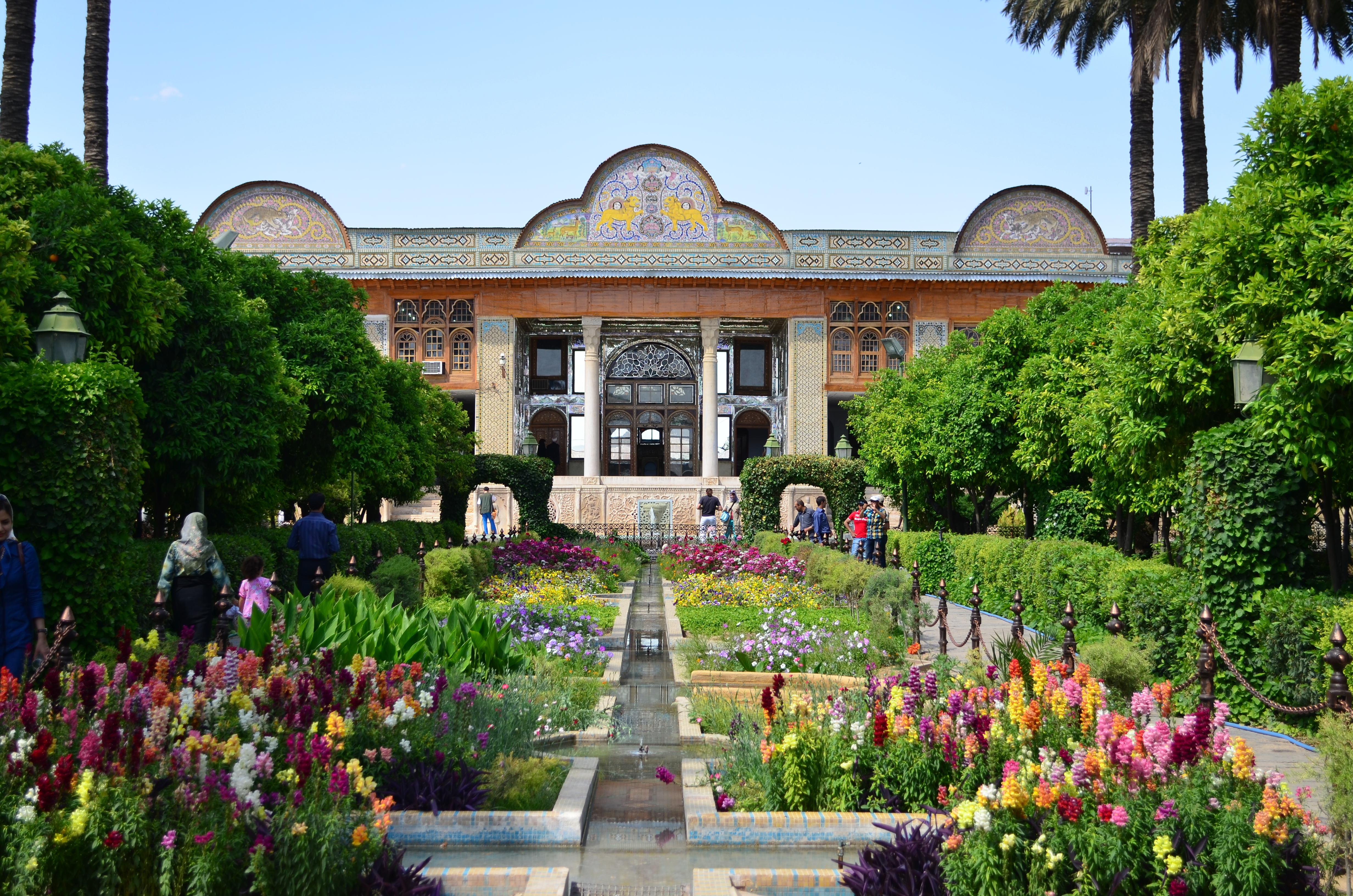
حديقة نارنجستان قوام
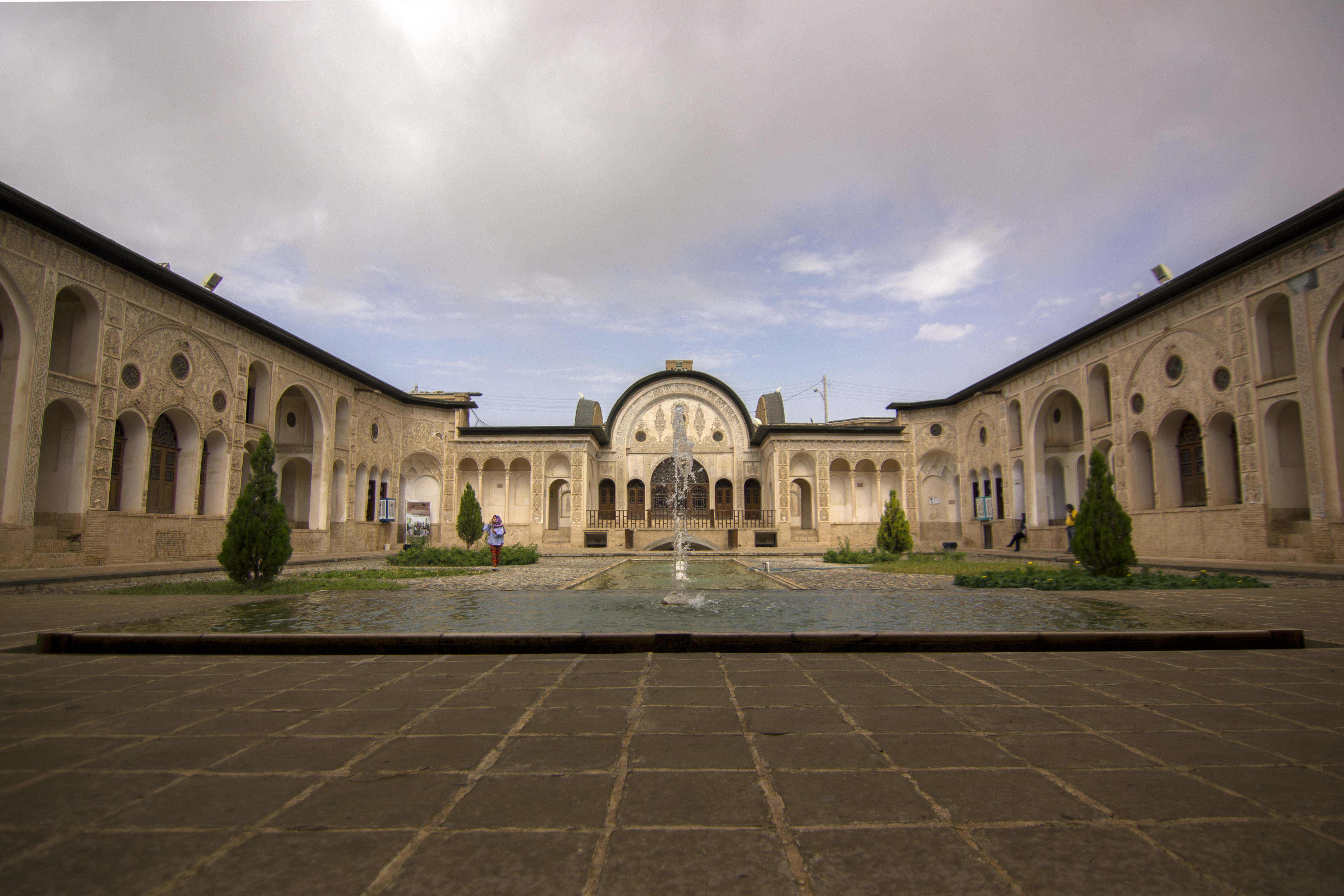
منزل طبطبائي
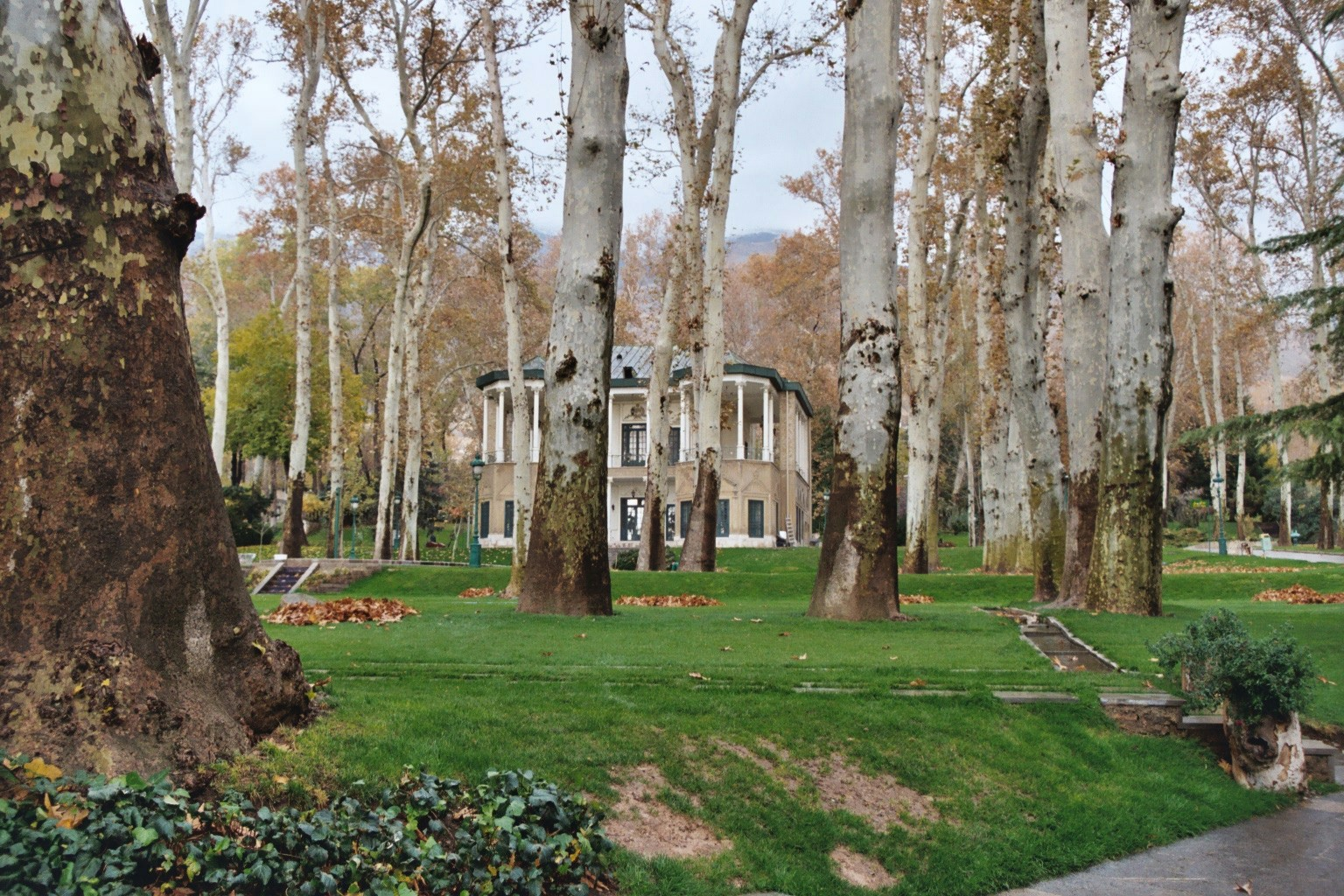
قصر نياوران
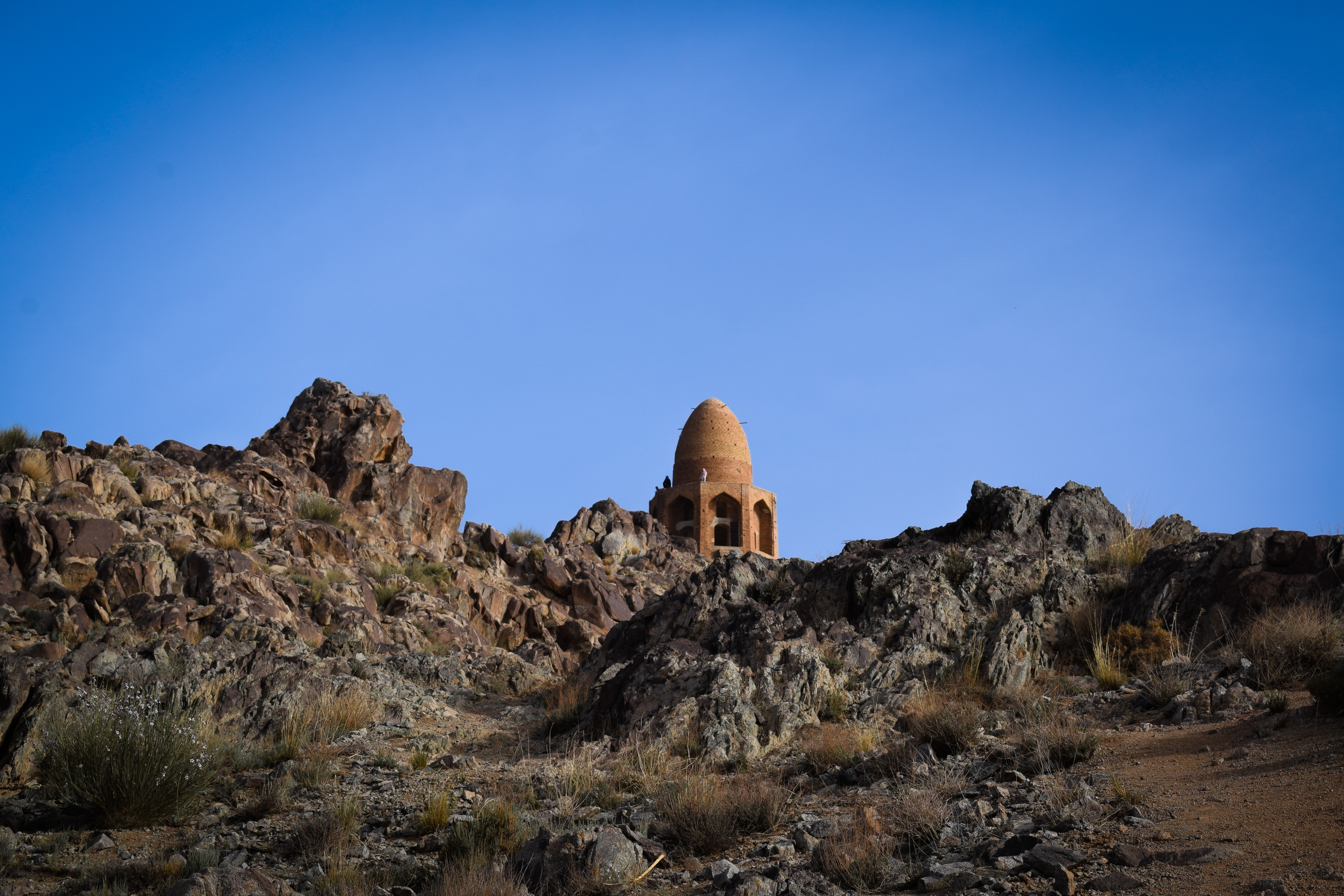
قبة باز
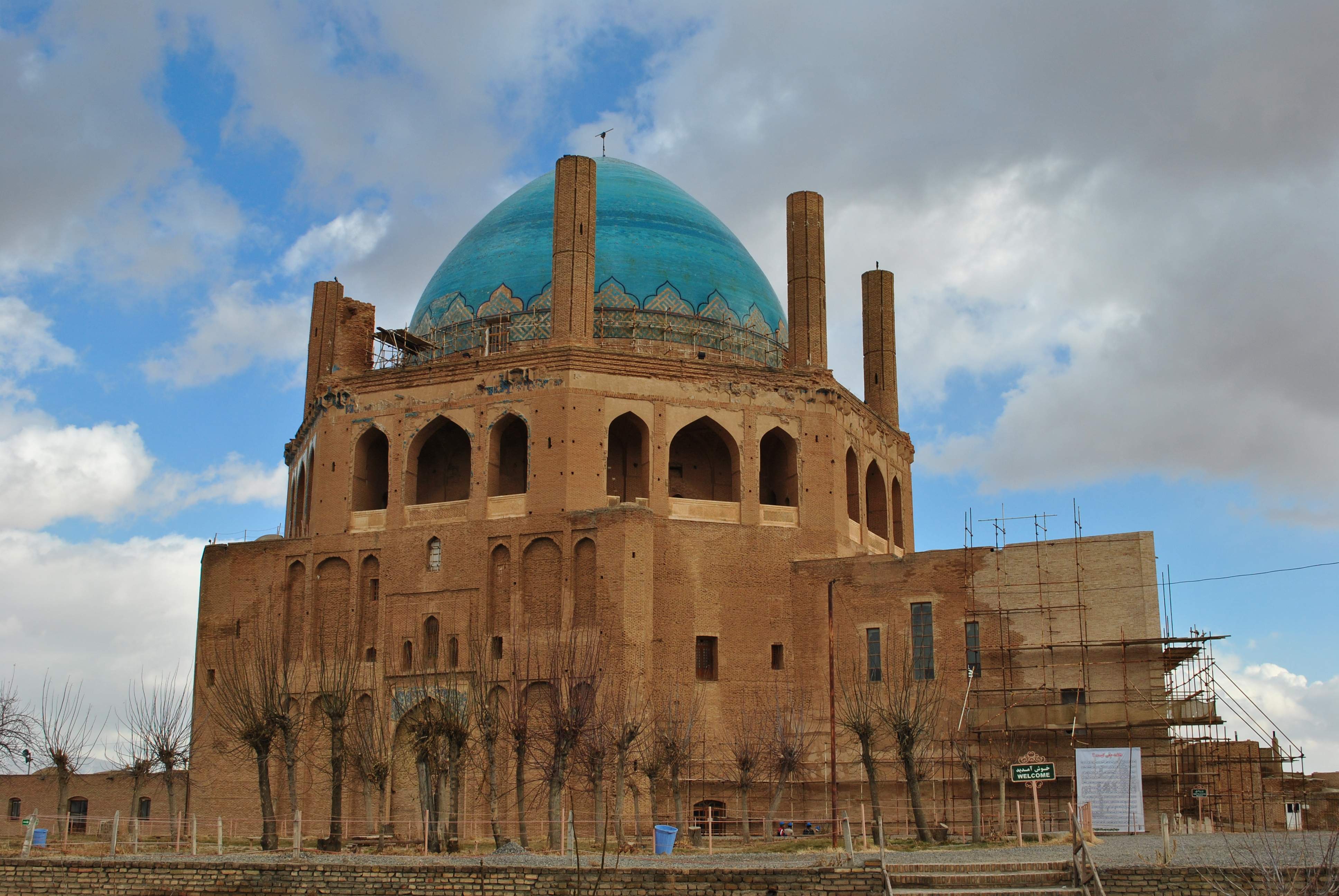
قبة السلطانية
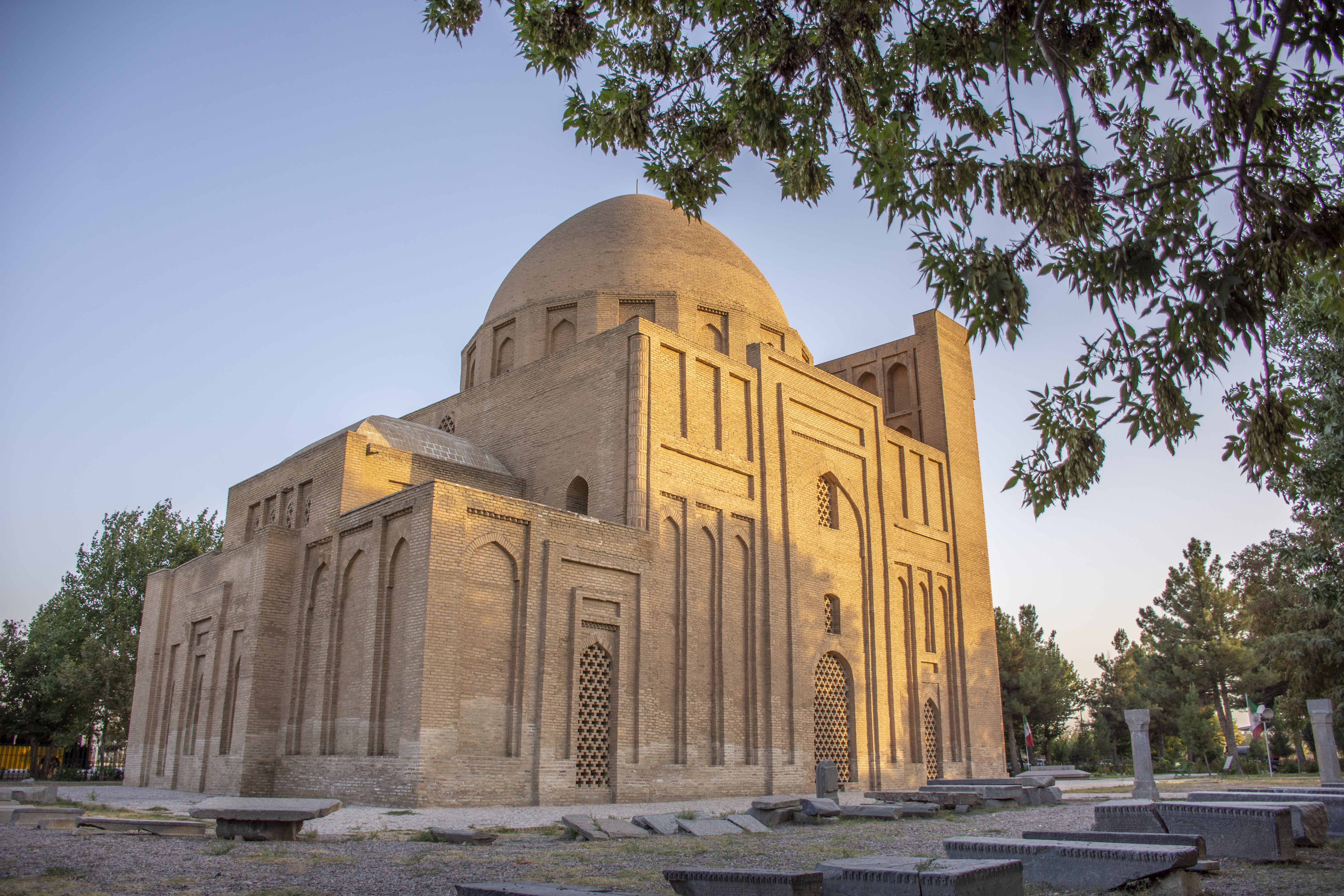
قبة هارون
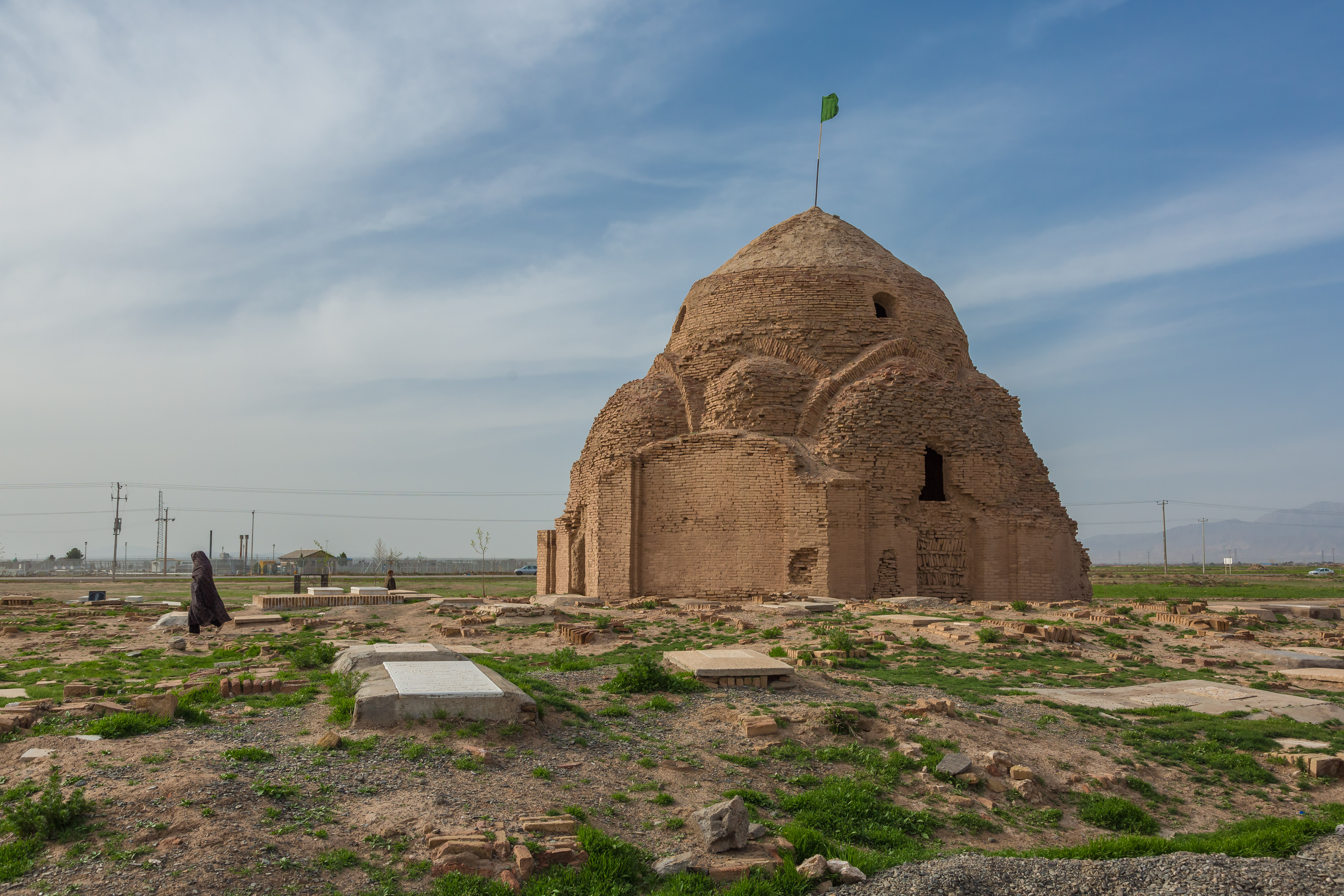
قبة أجري
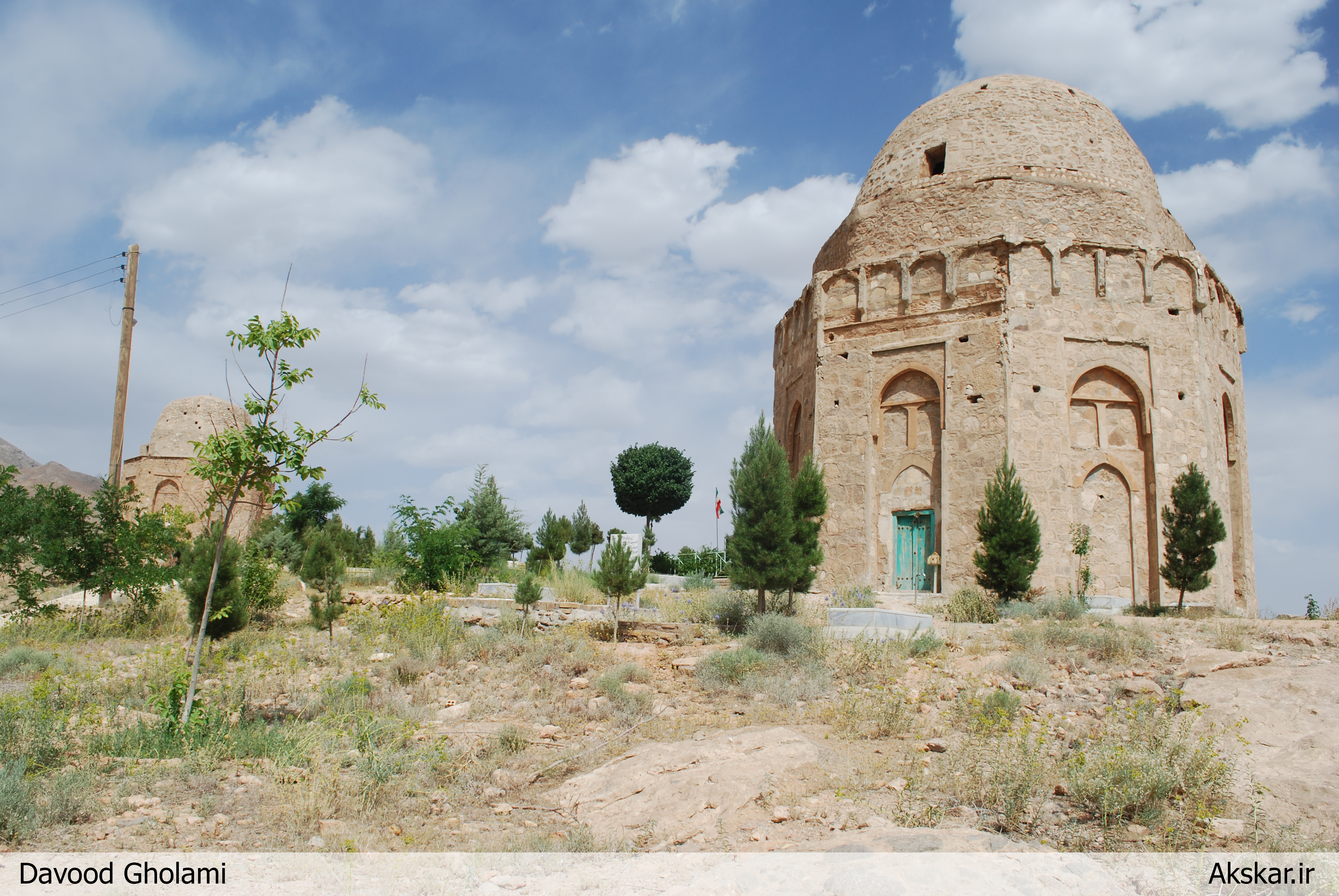
قبة الشيخ جنيد
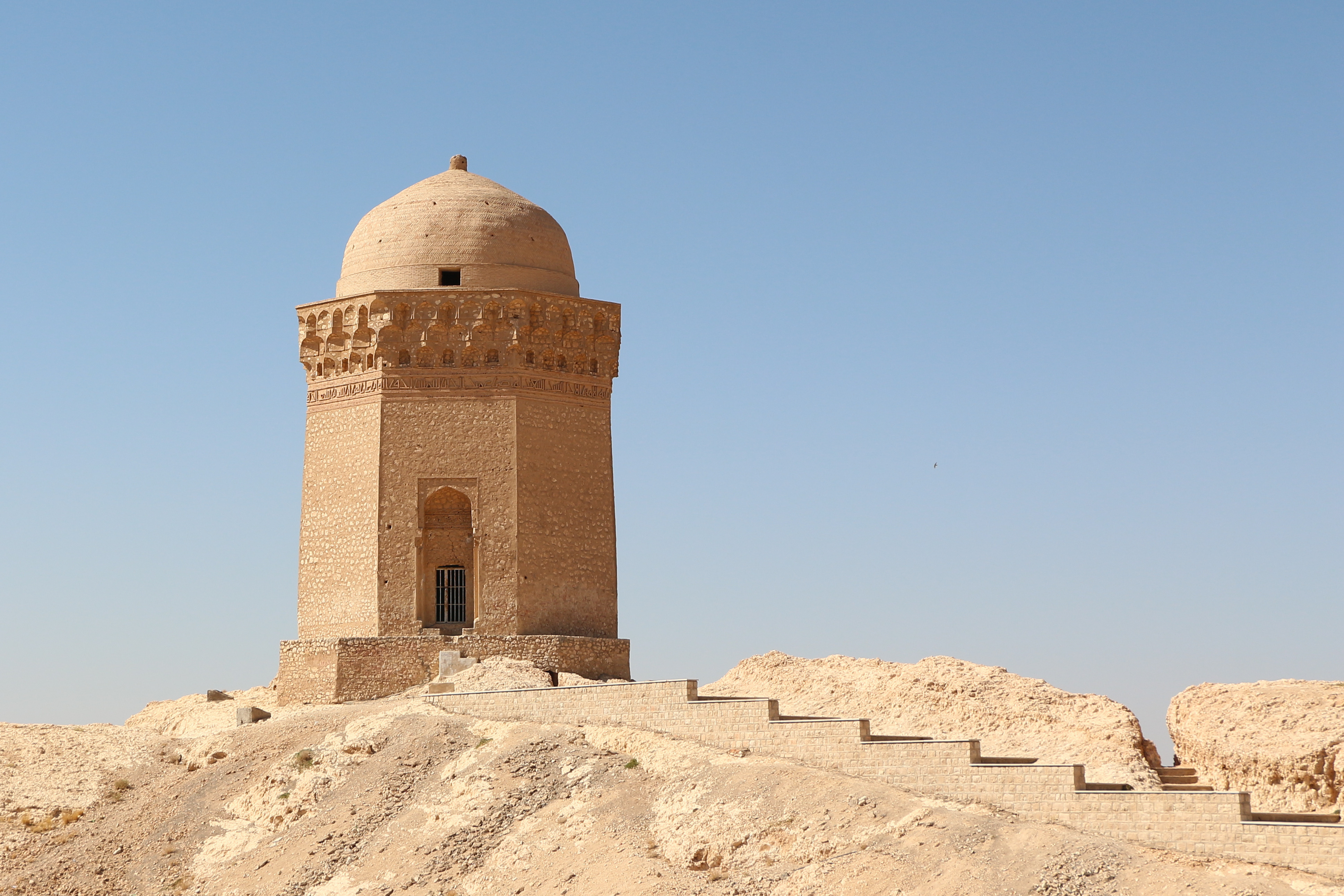
قبة عالي
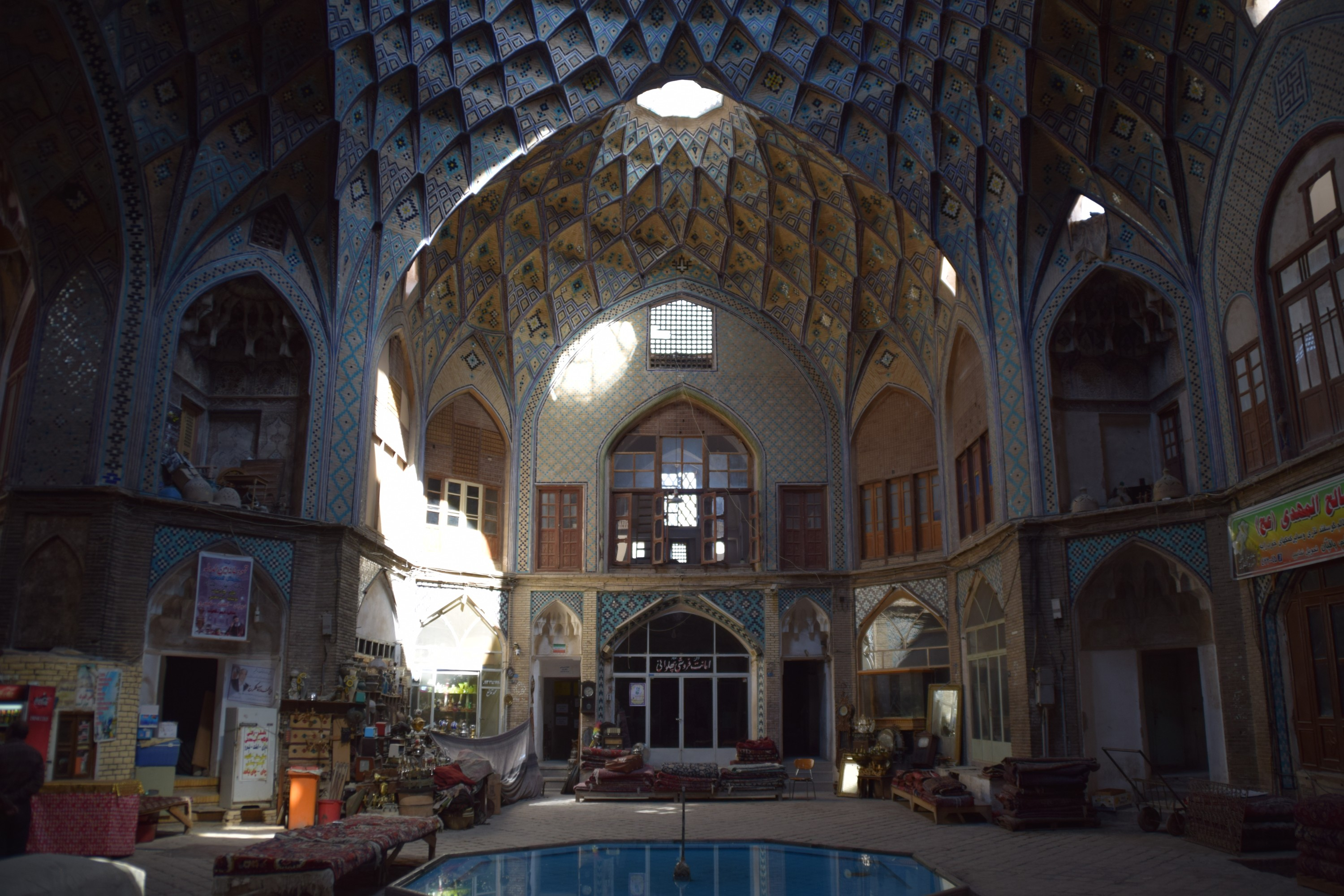
بازار كاشان
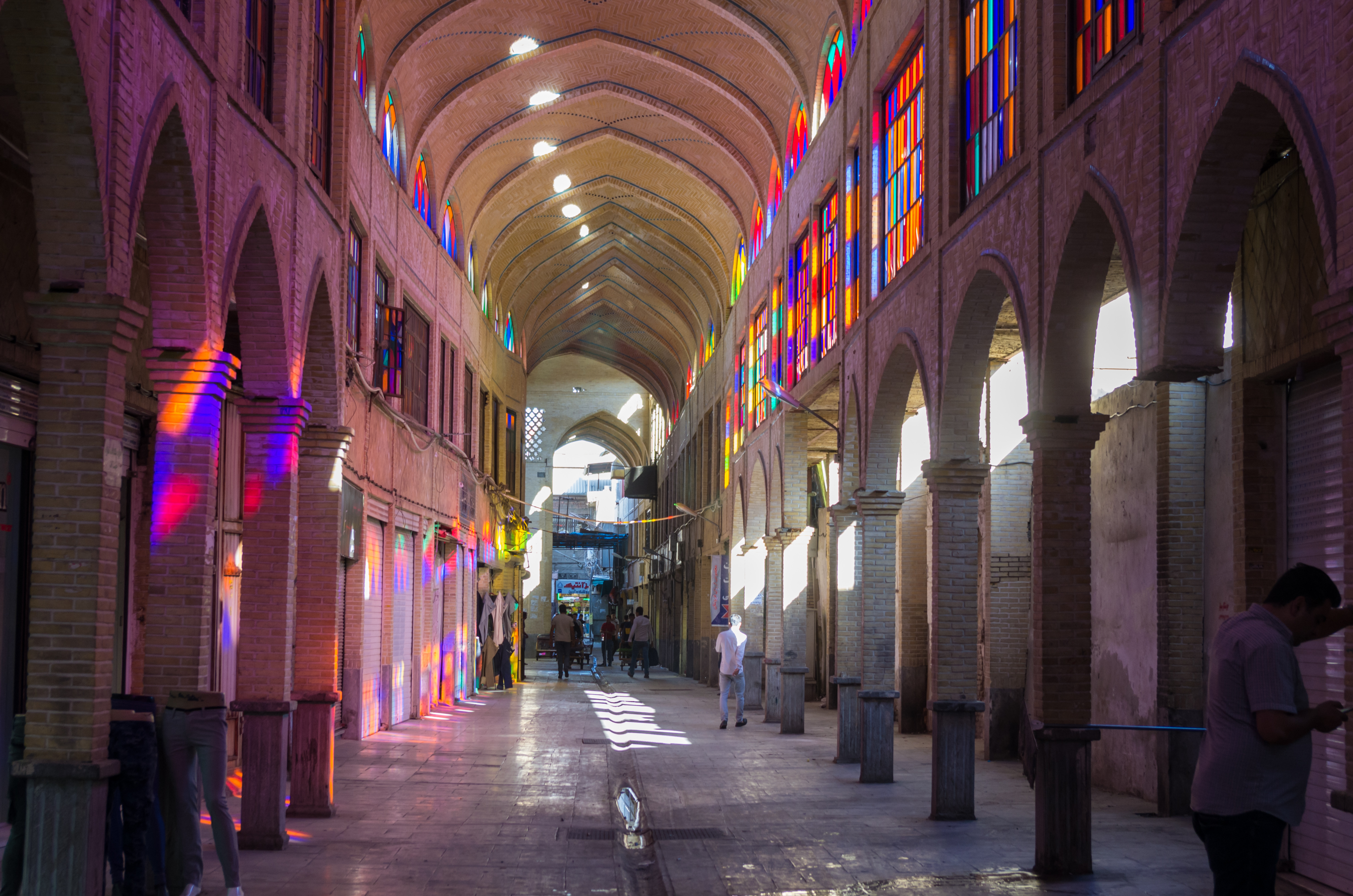
بازار طهران الكبير
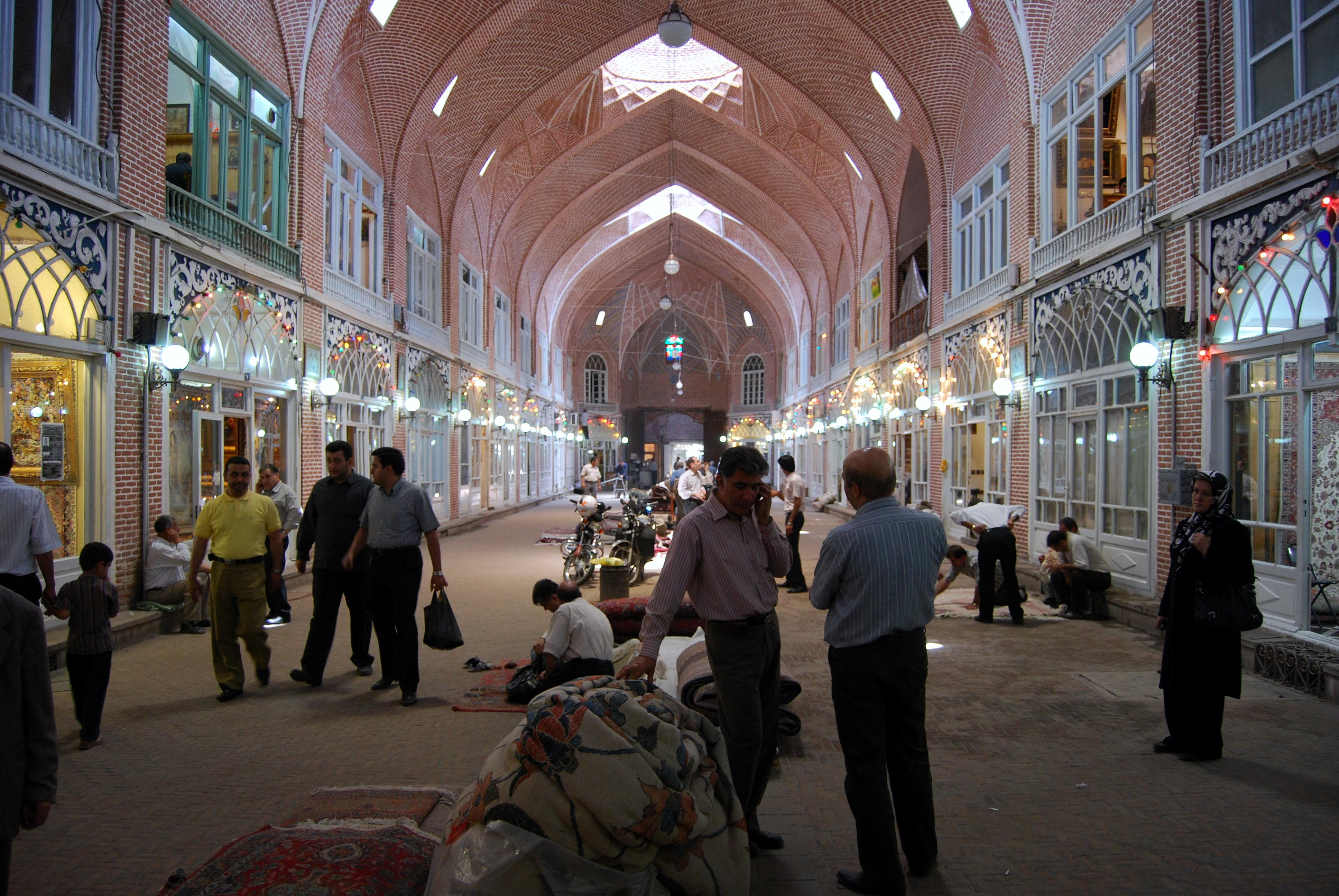
بازار تبريز
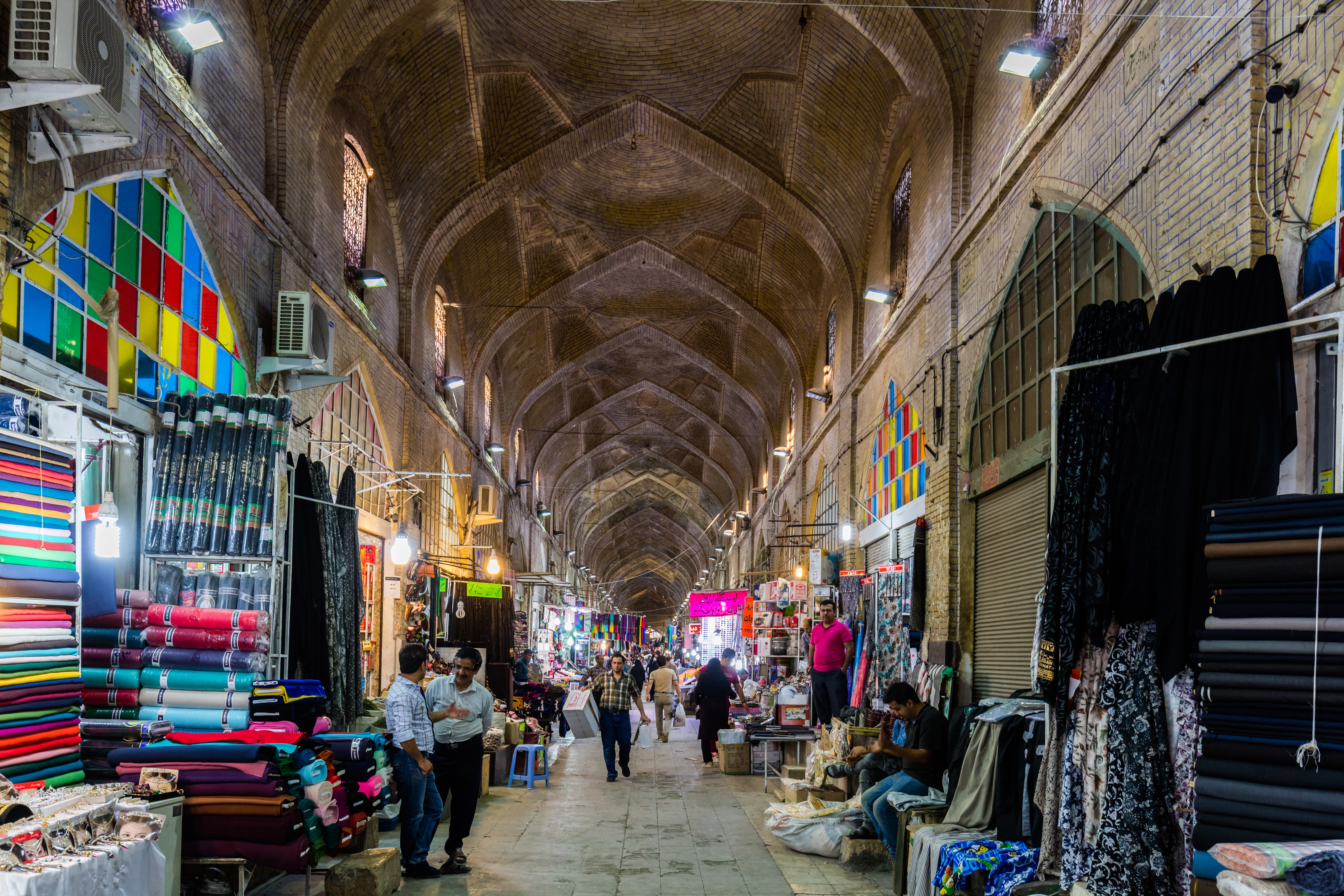
بازار وكيل
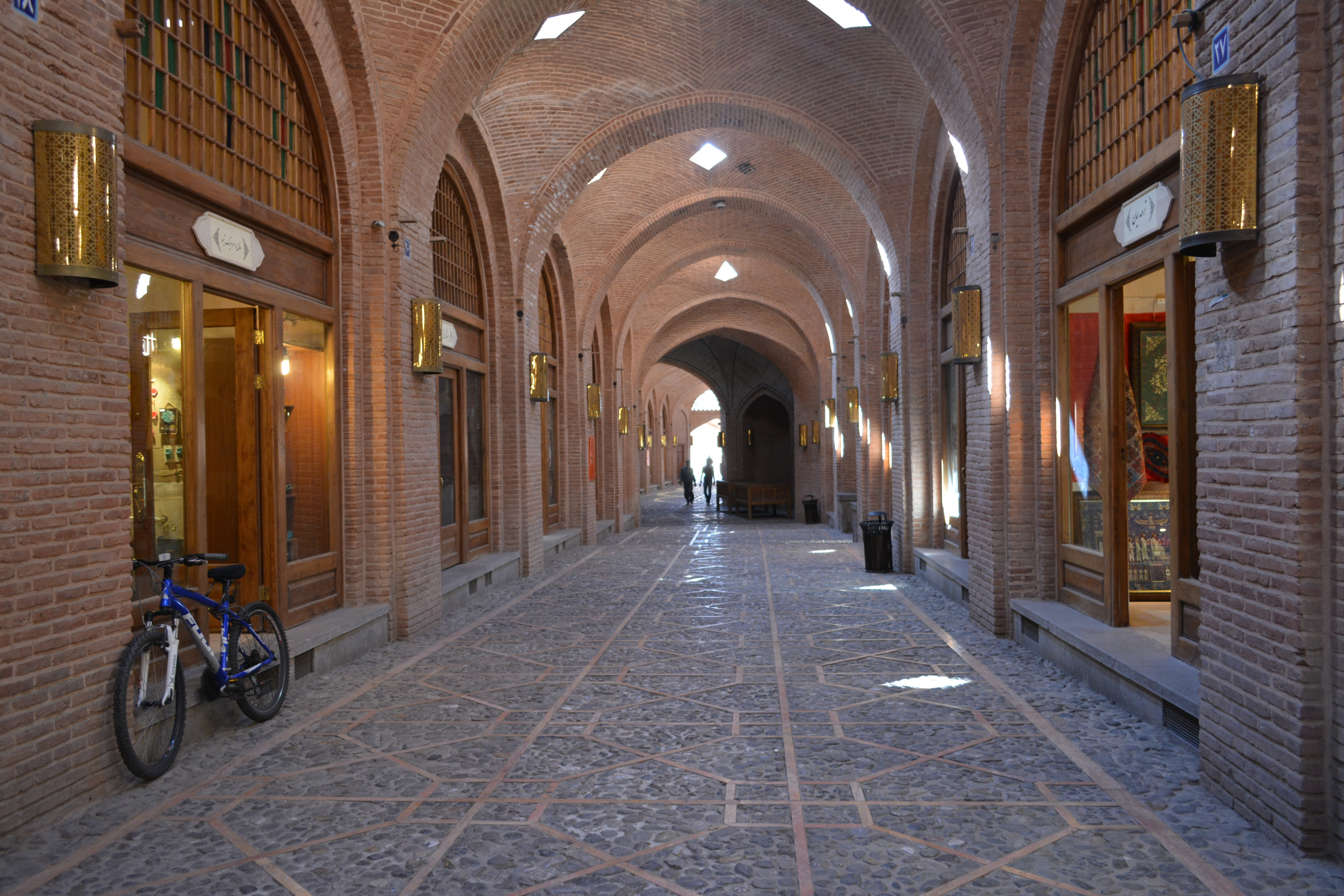
بازار قزوين
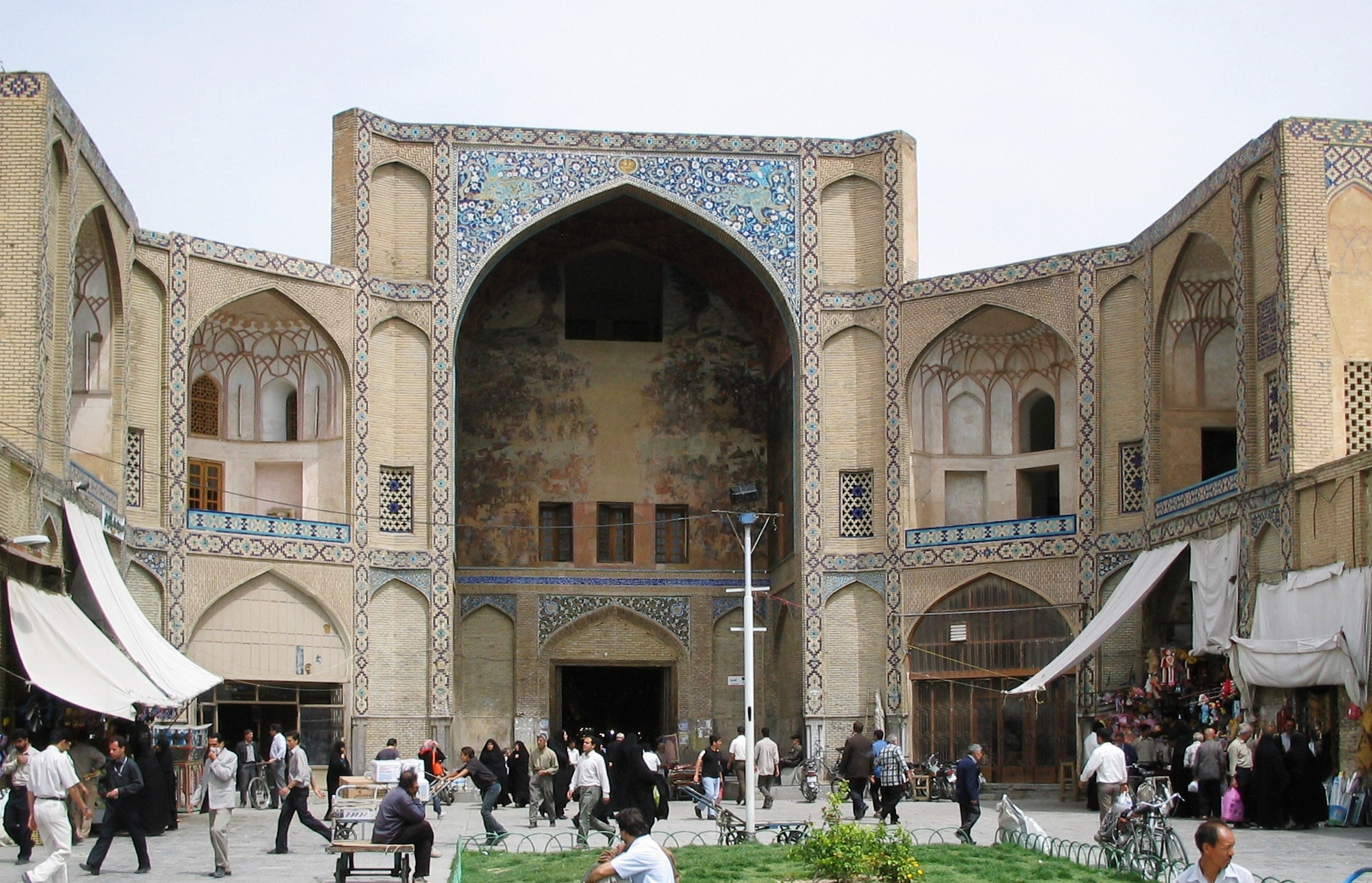
بازار أصفهان
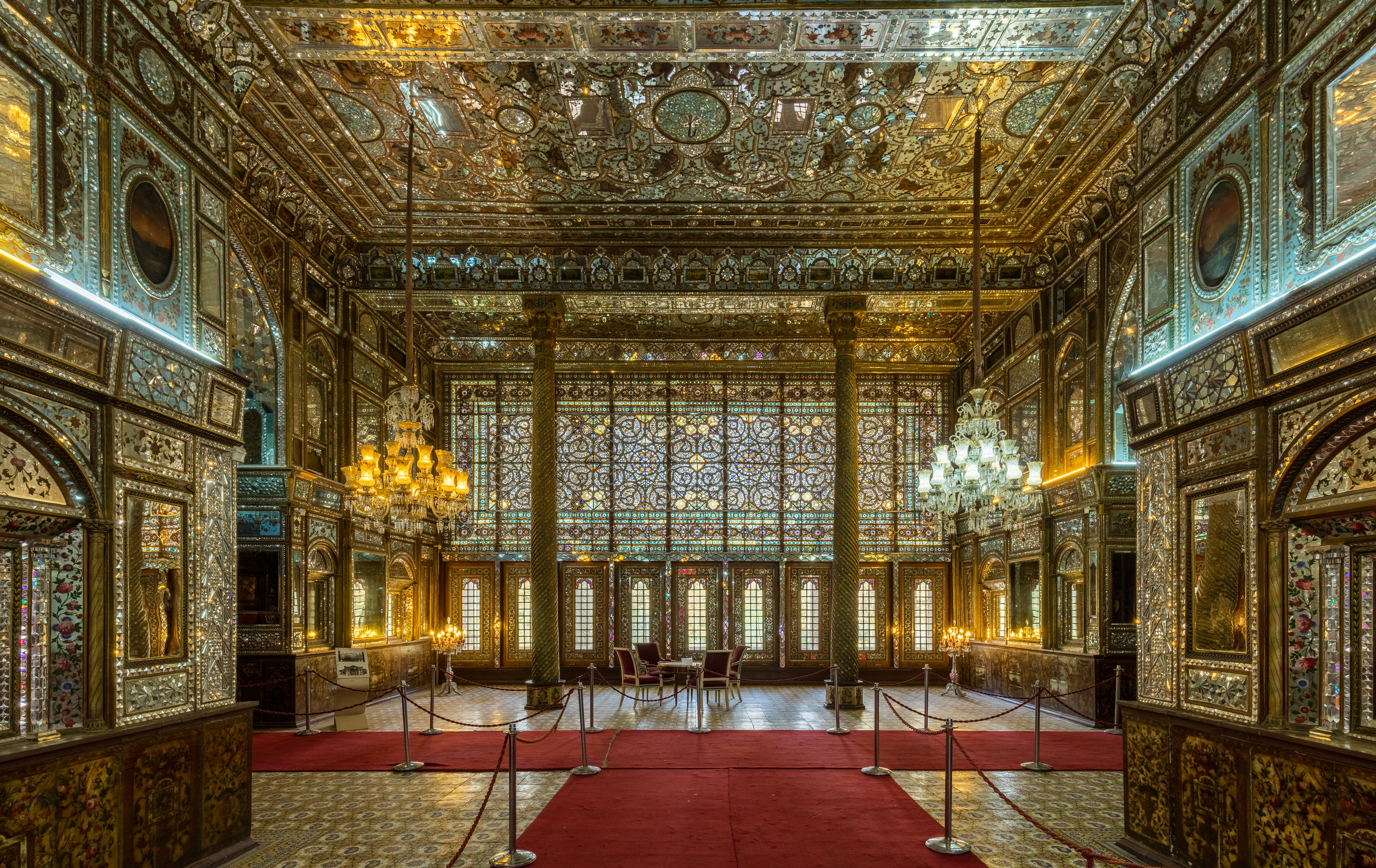
قصر كلستان
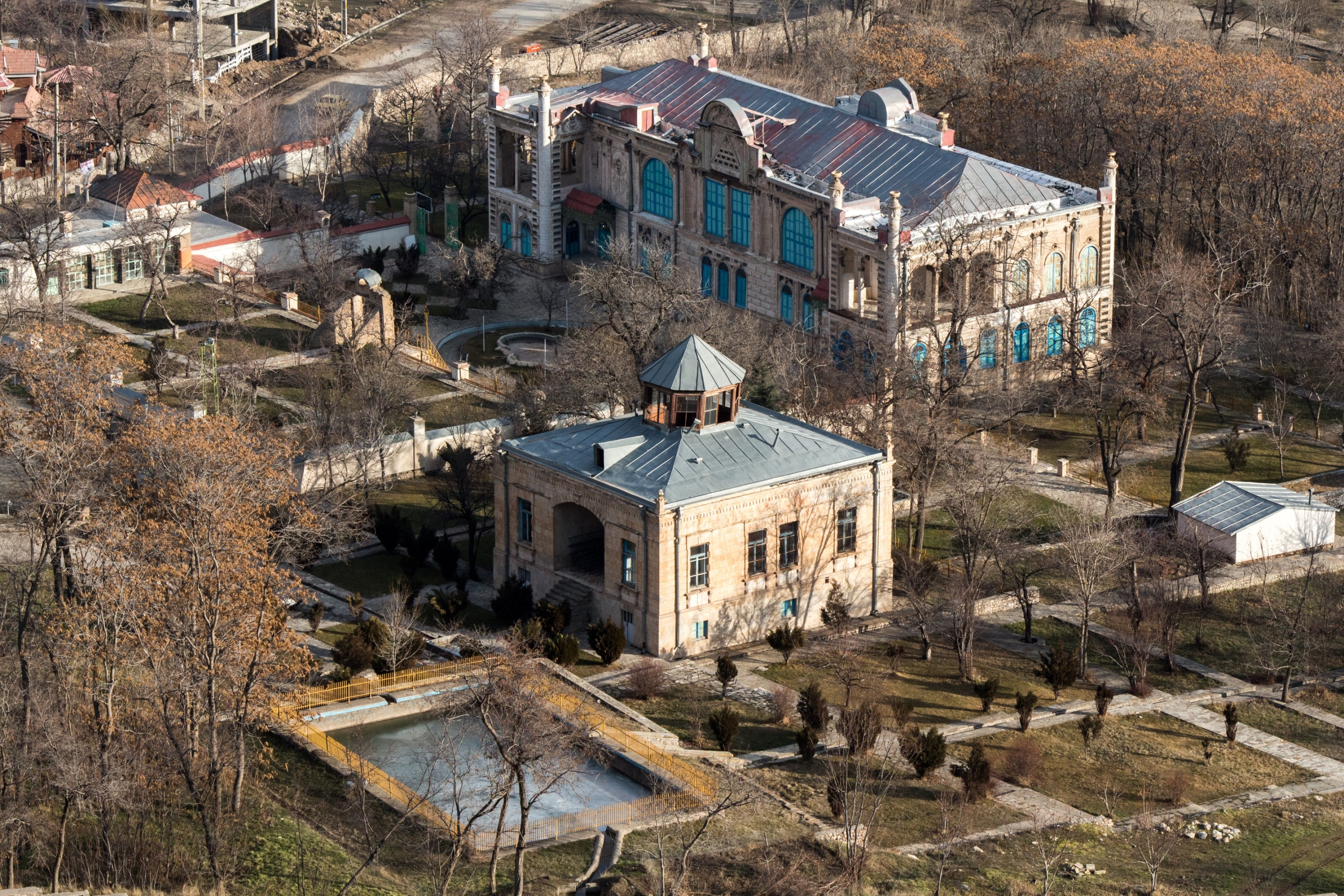
قصر باغتشة جوق
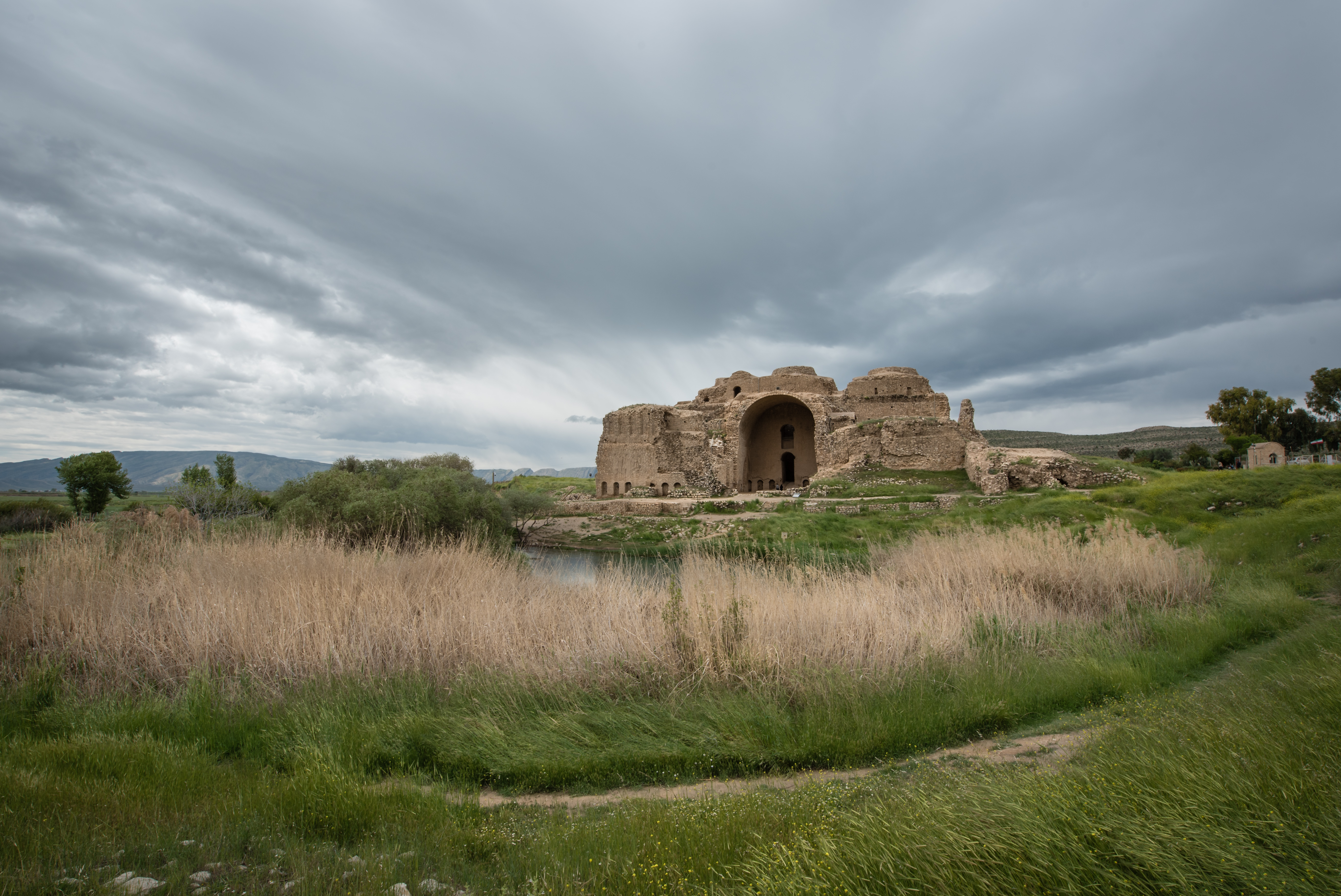
قصر أردشير بابكان
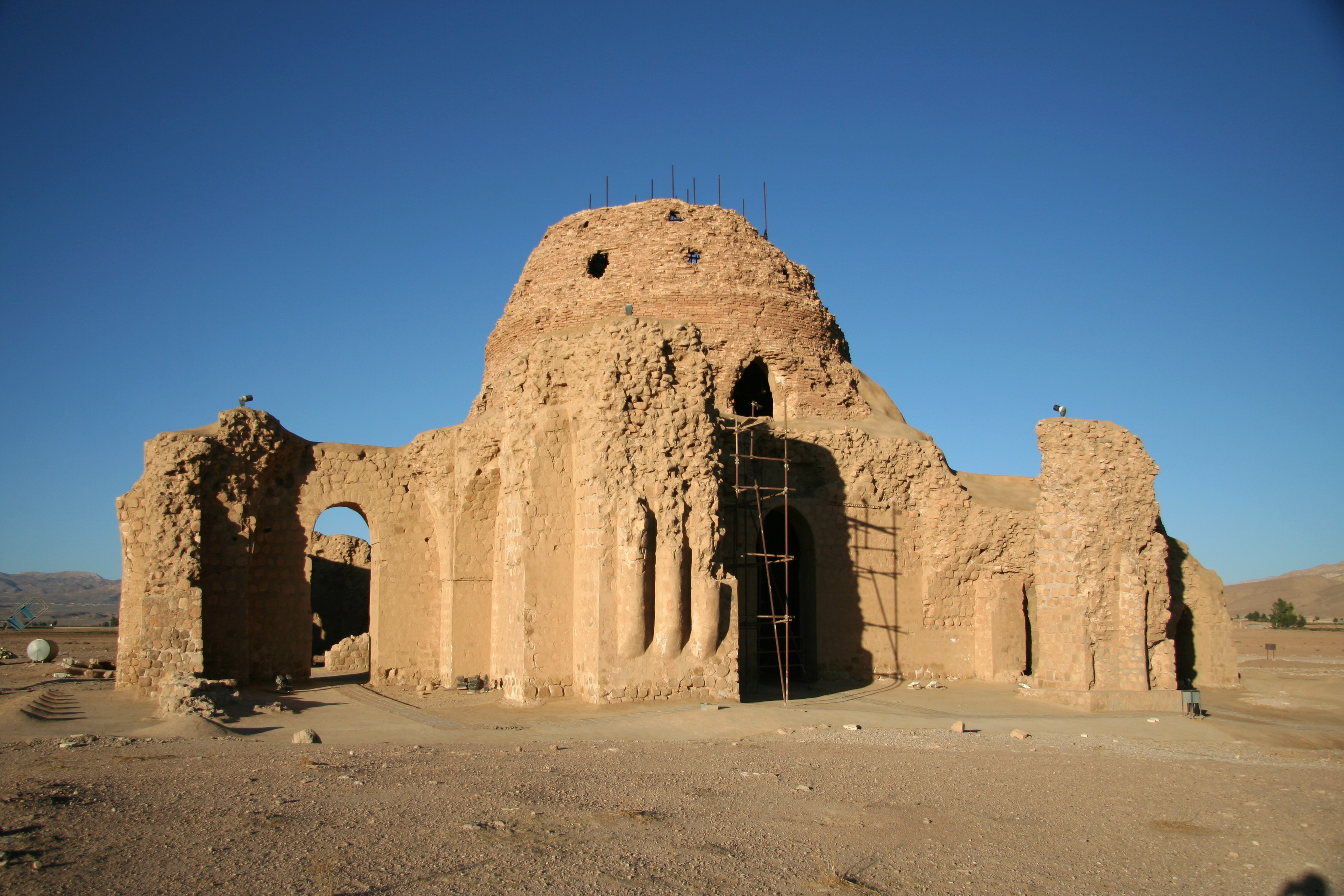
قصر سروستان
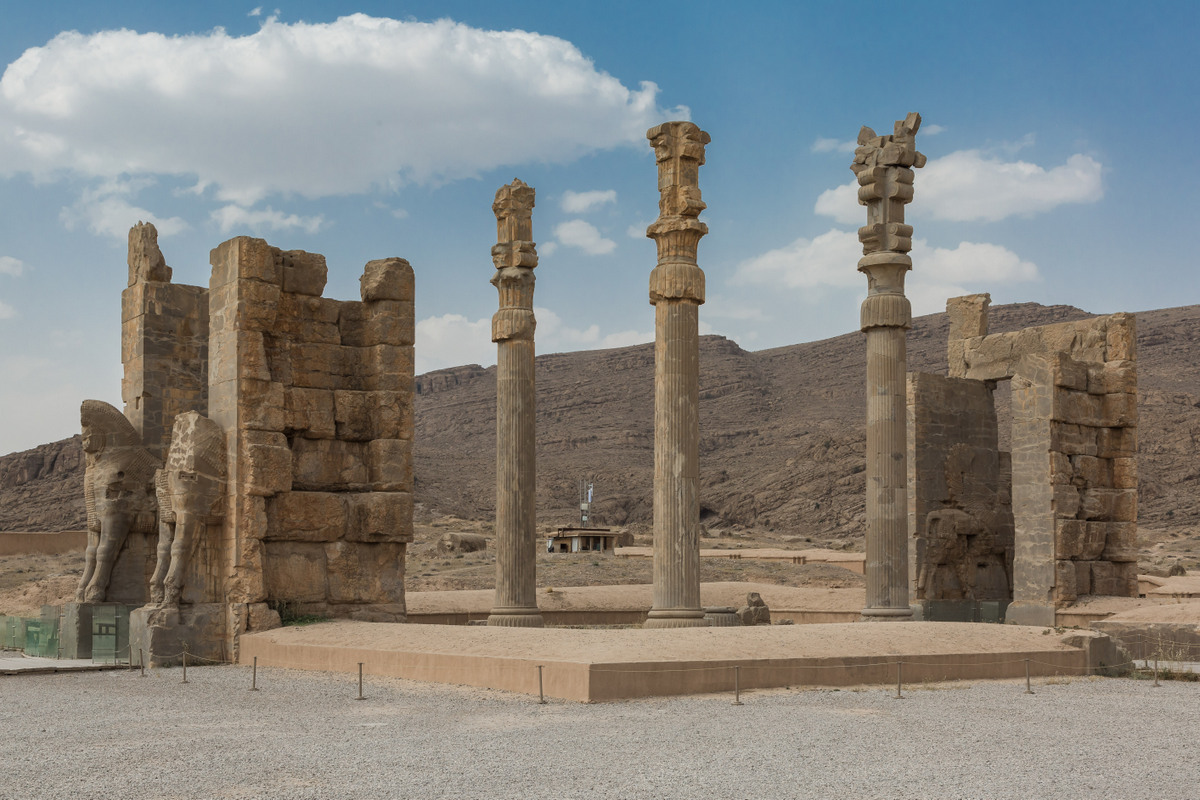
قصر بوابة كل الأمم
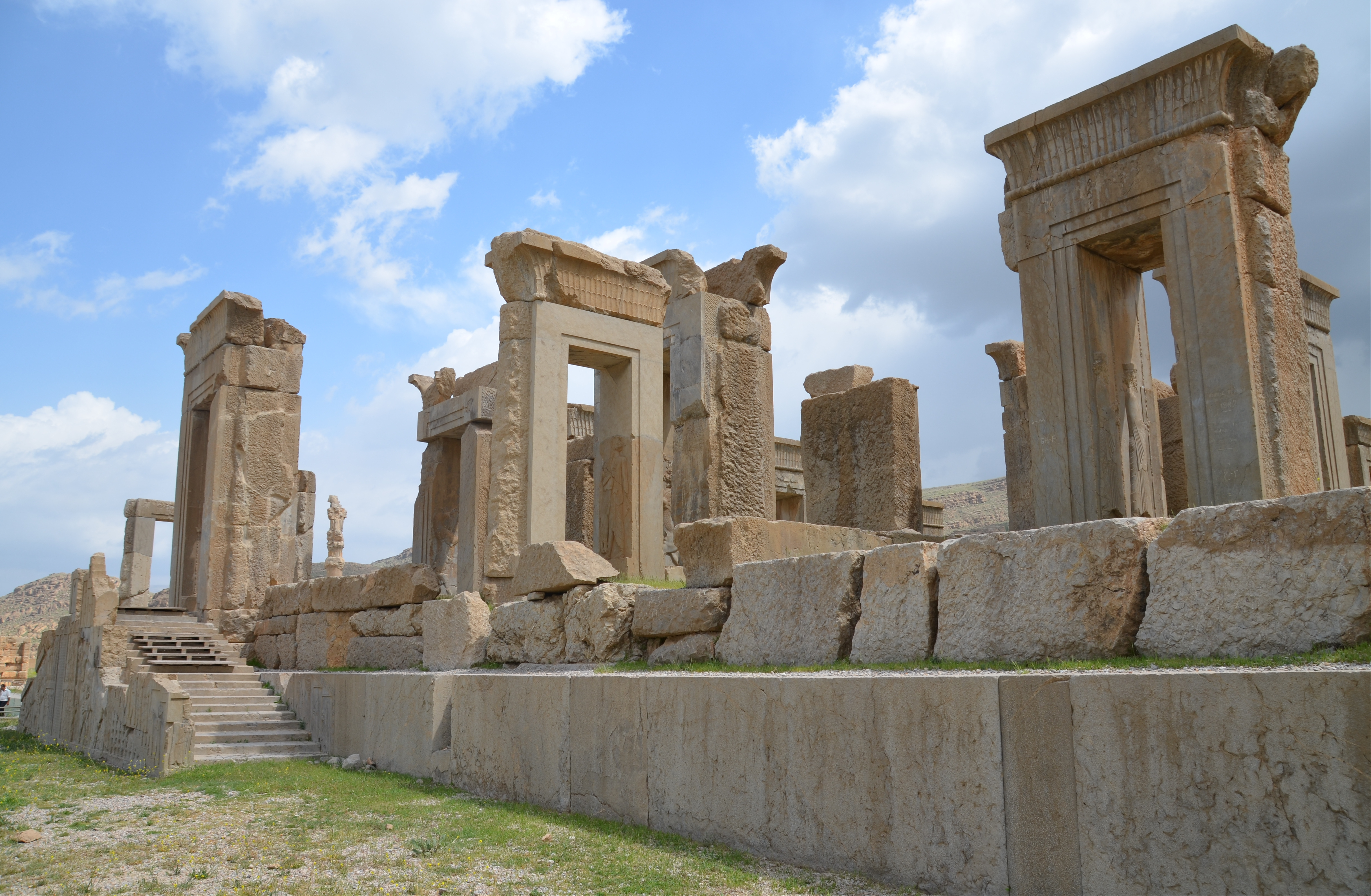
قصر تتشر
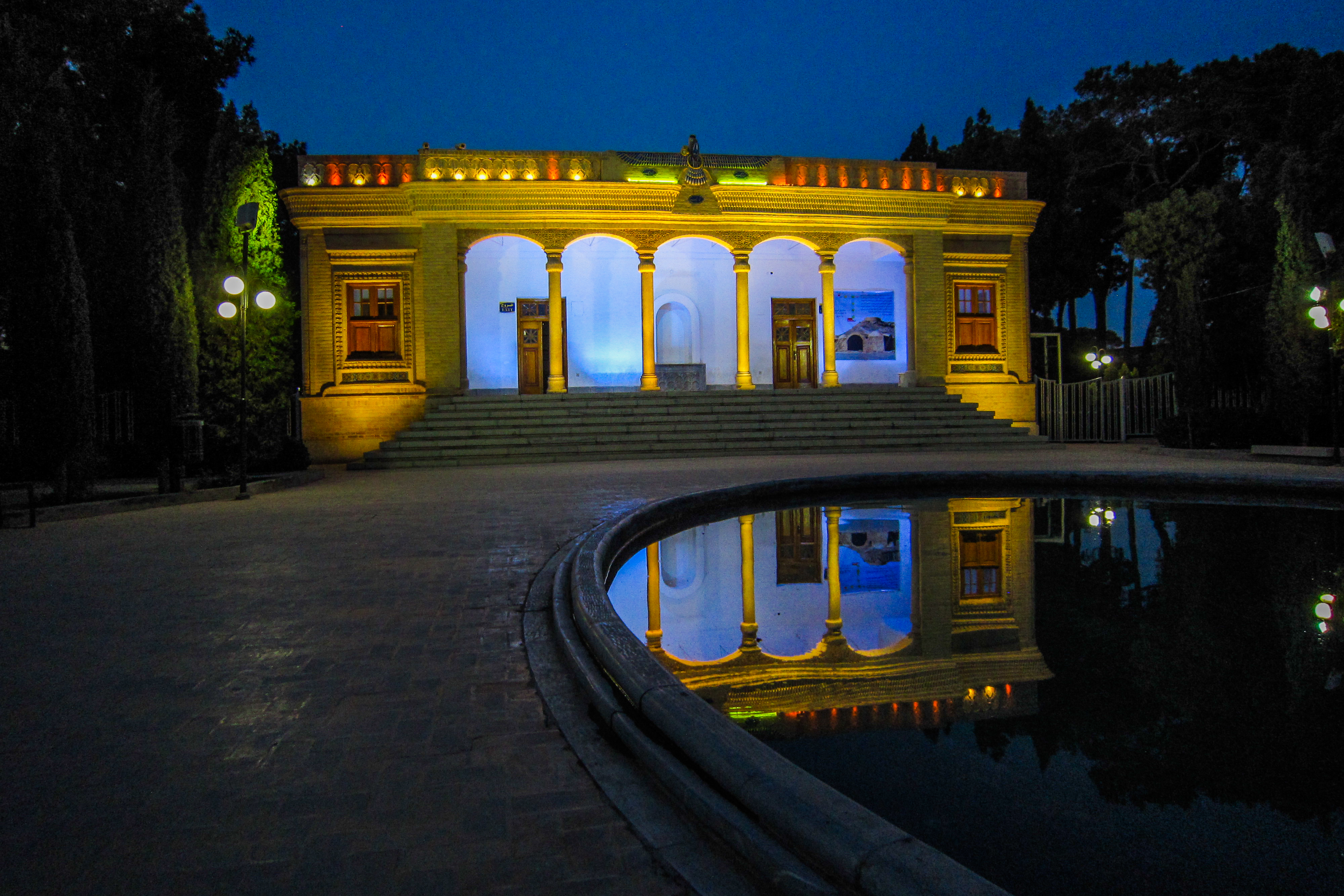
معبد النار يزد
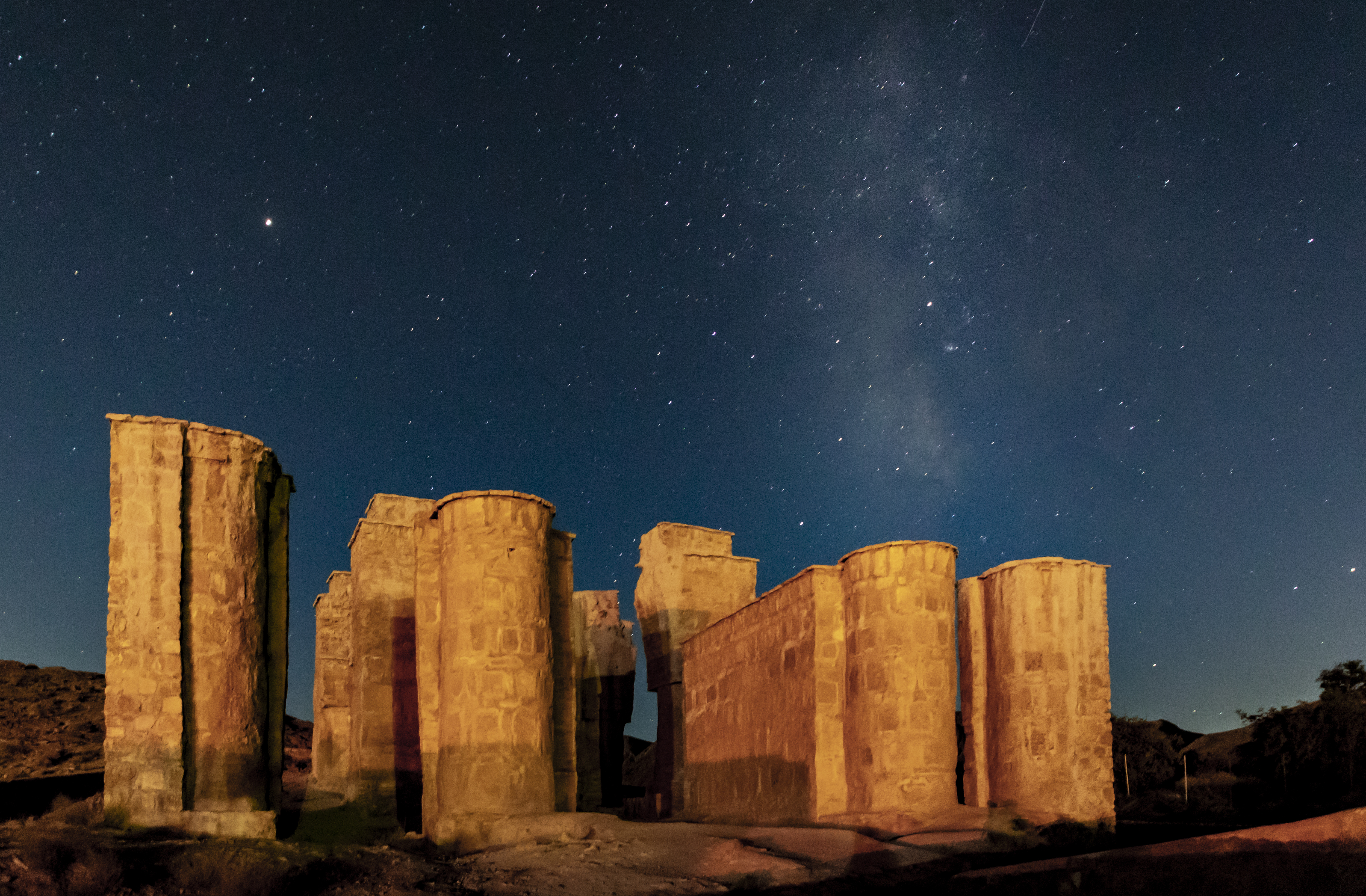
معبد النار أتشكوه
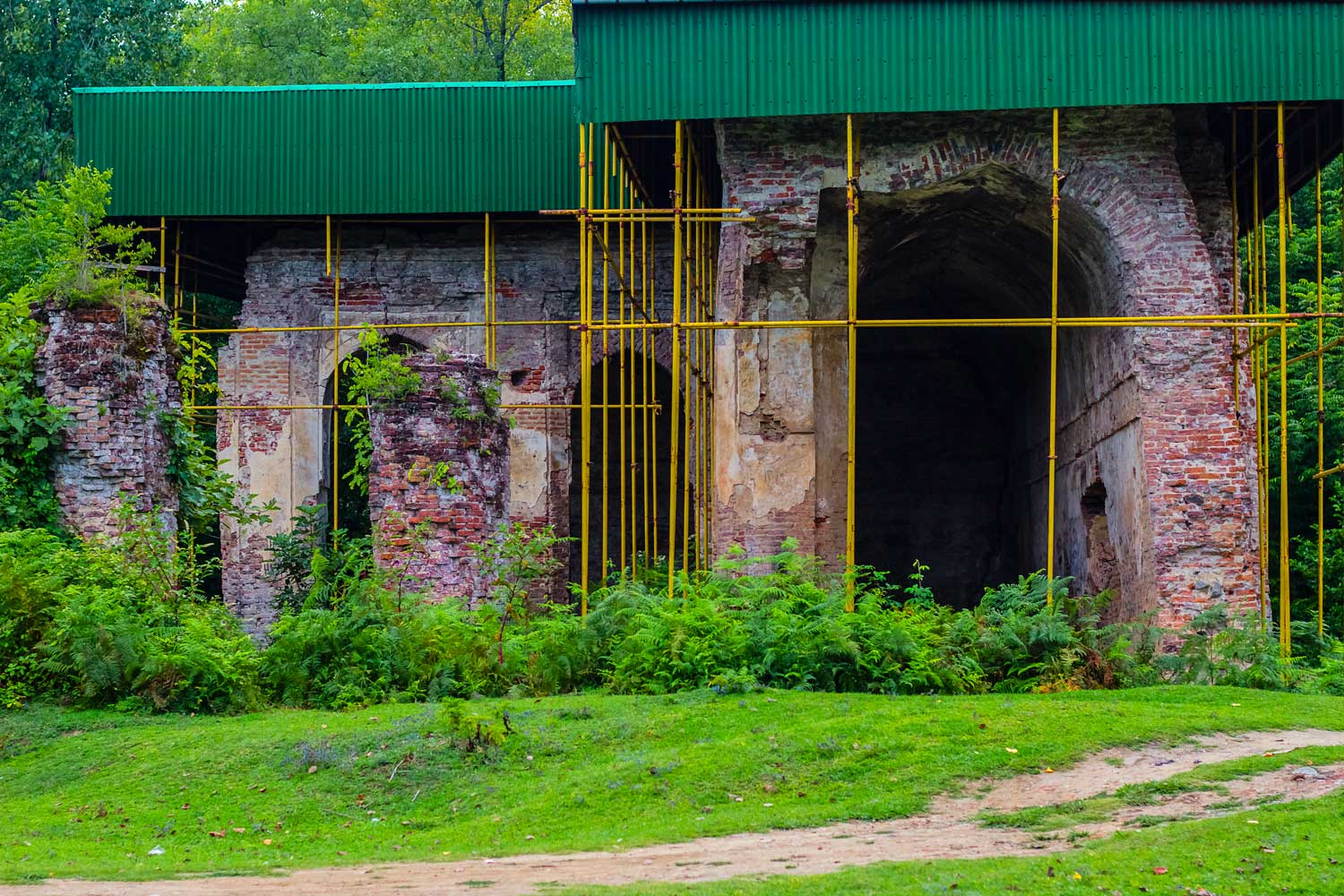
إسبي مزغت
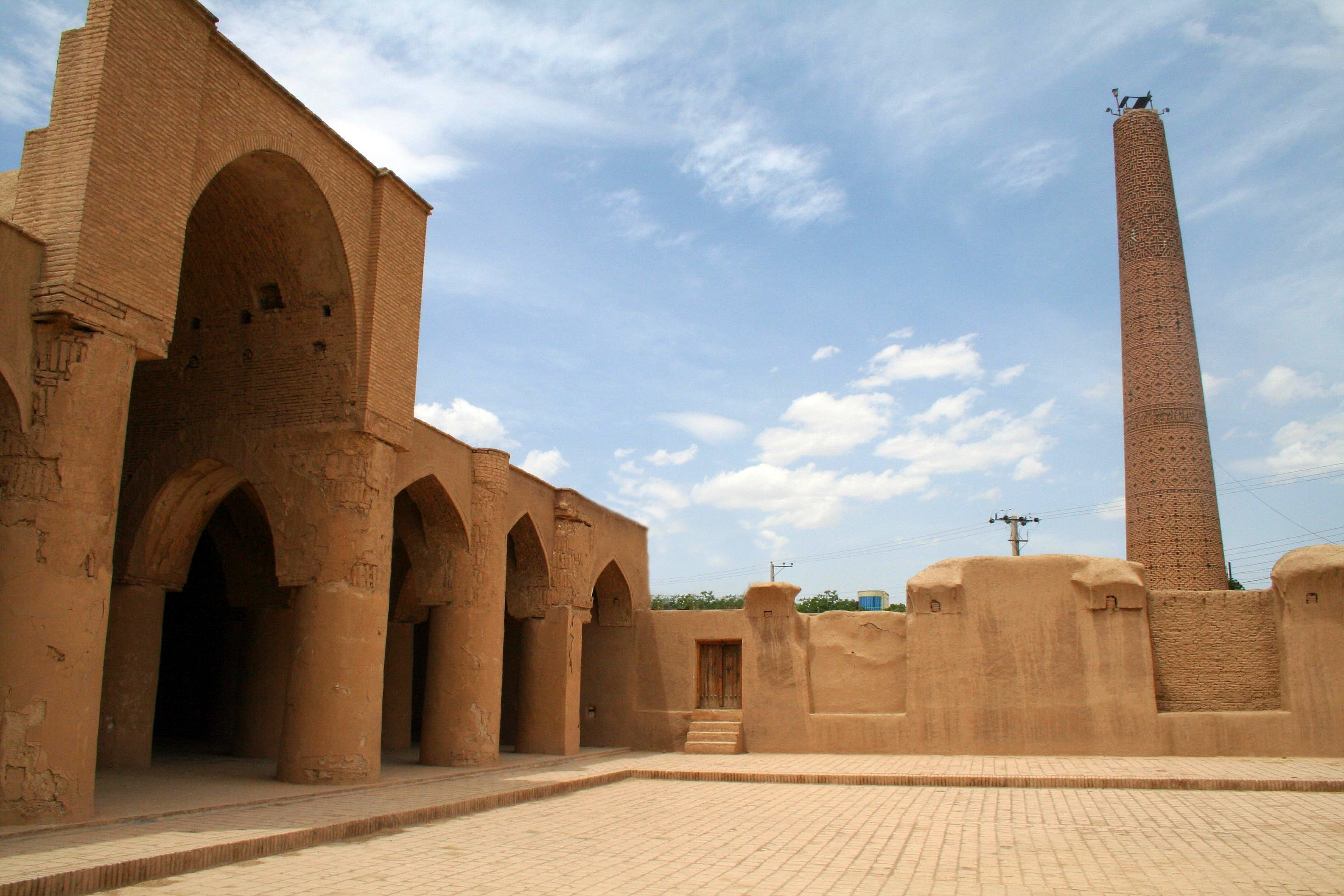
تاريخانية
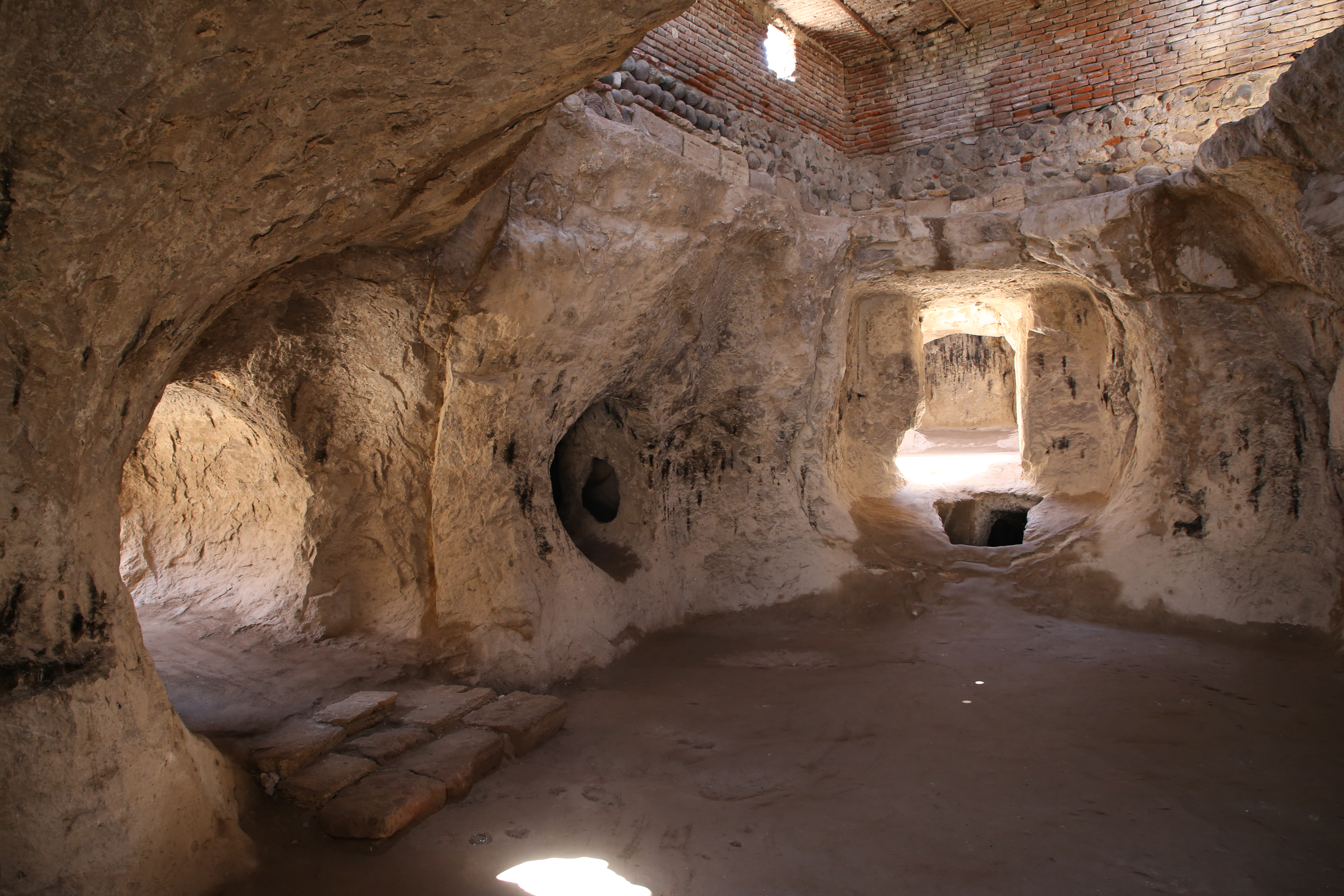
معبد مهر
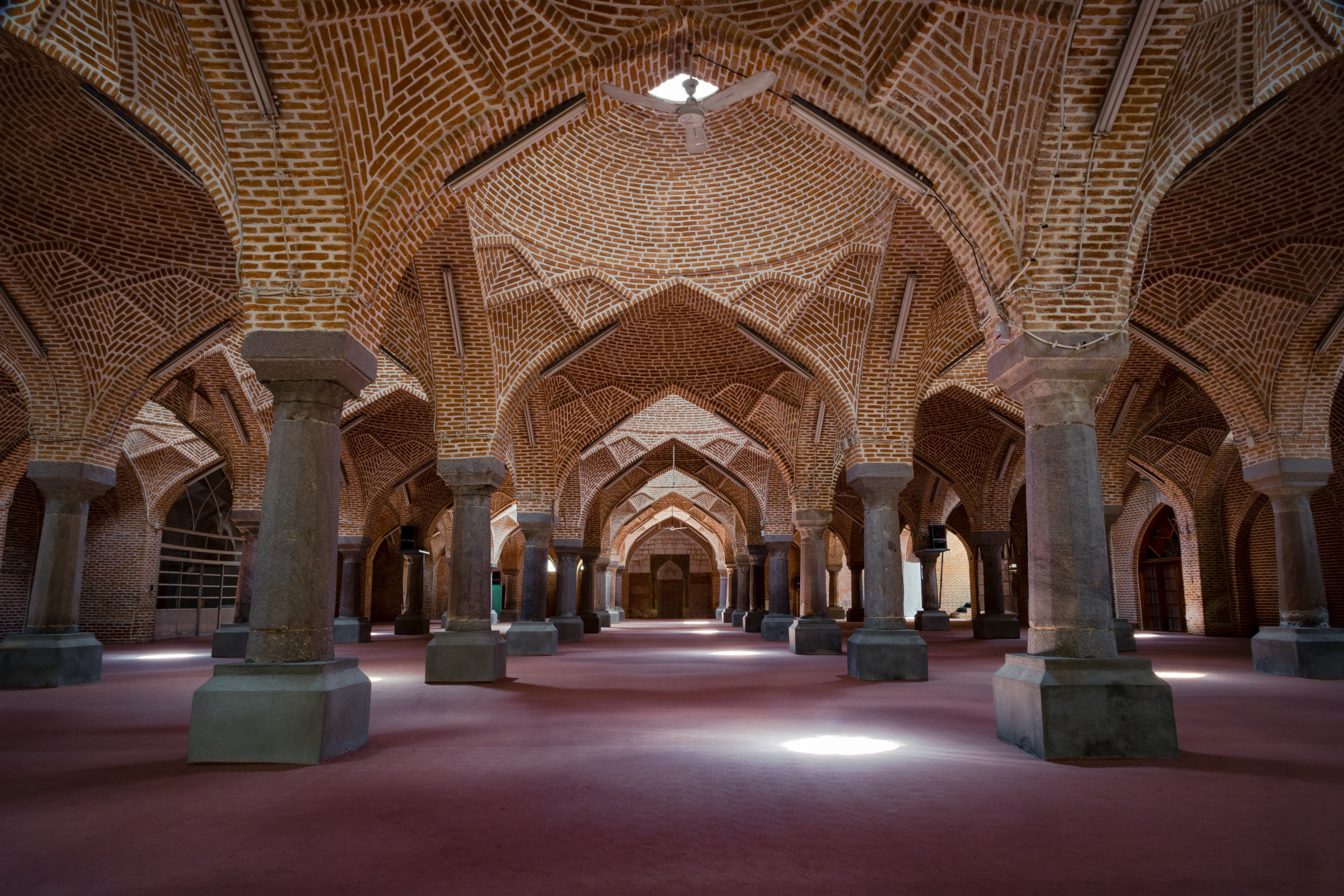
جامع تبريز
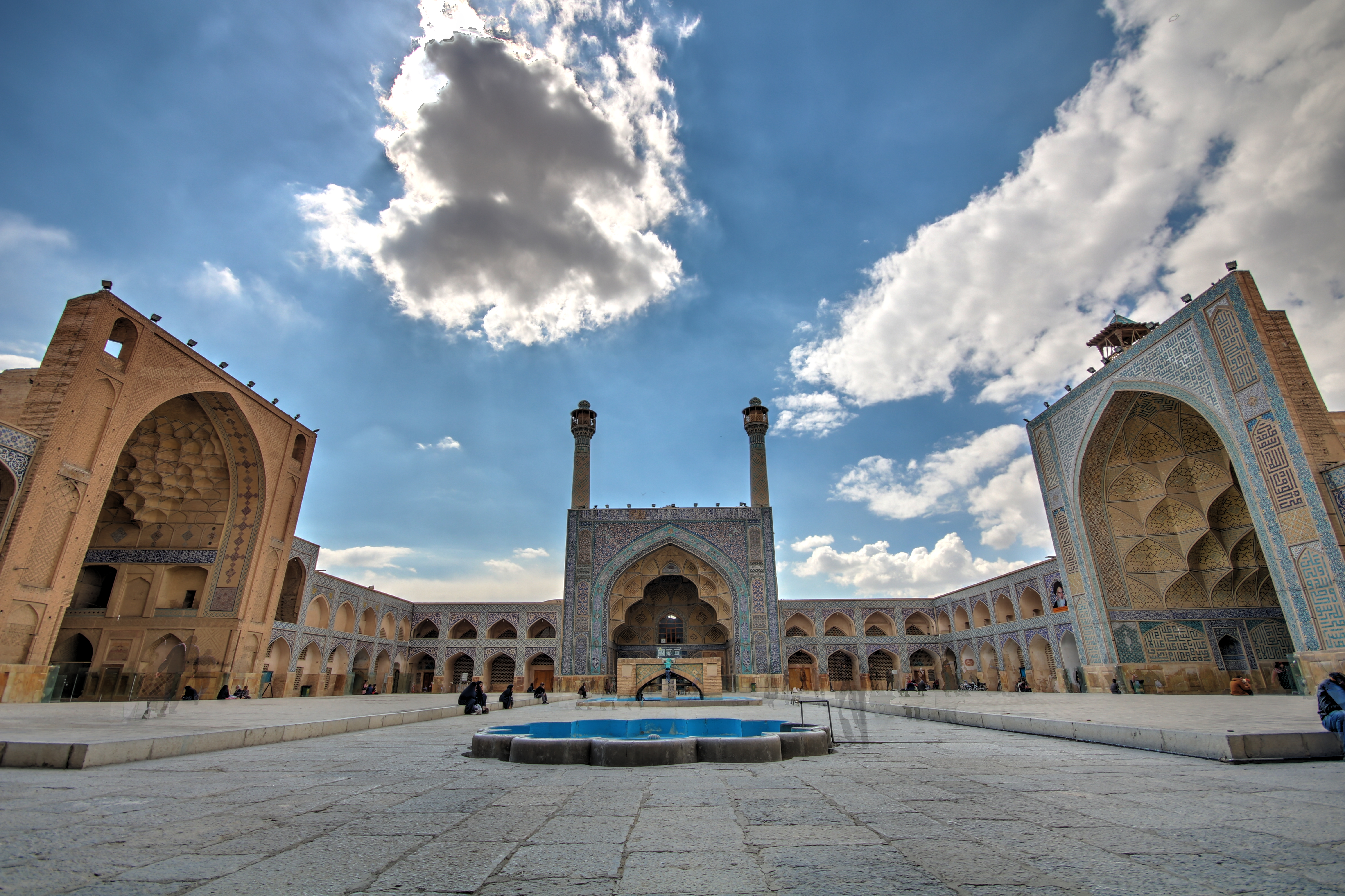
مسجد الجامع أصفهان
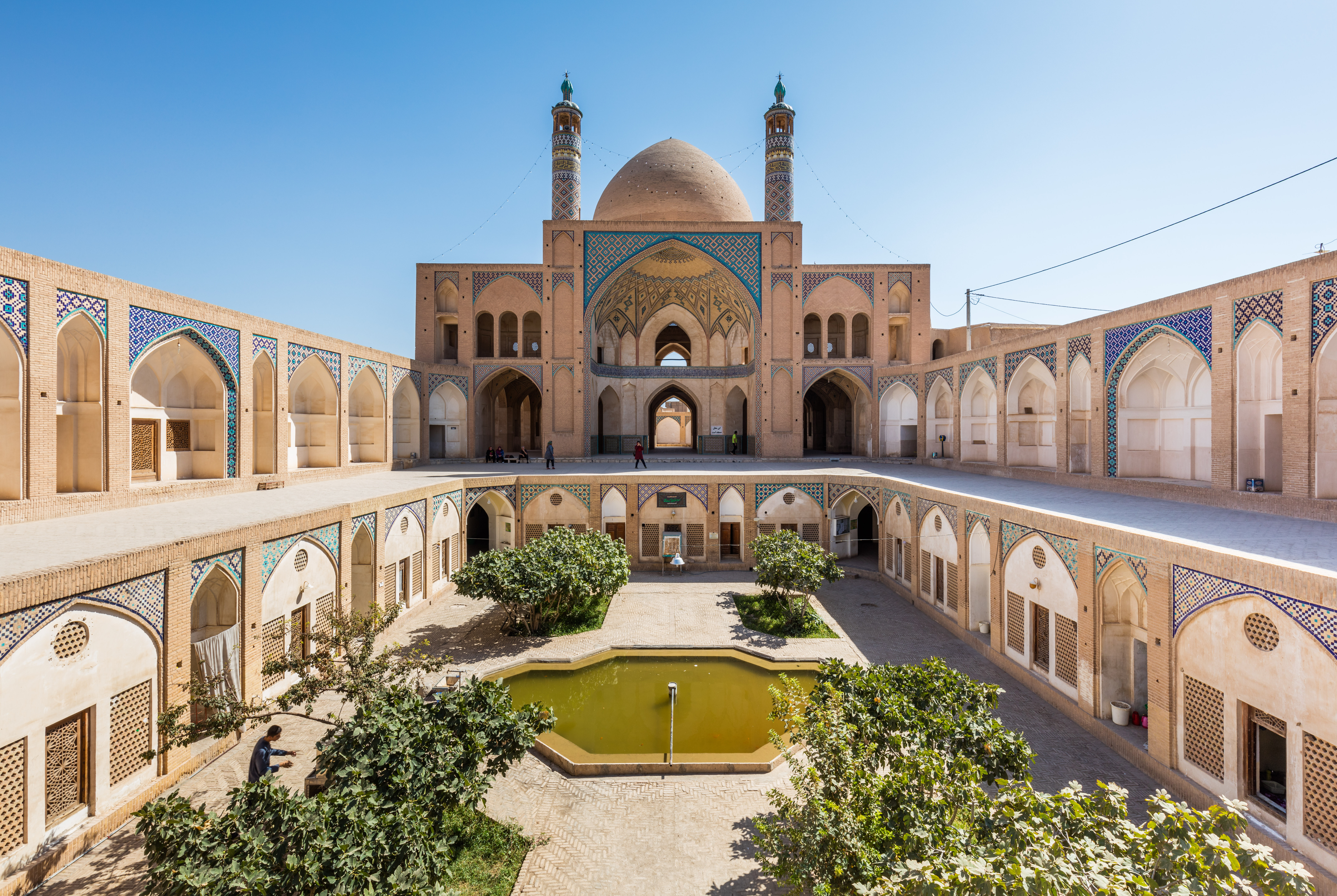
مسجد أغا بزرك
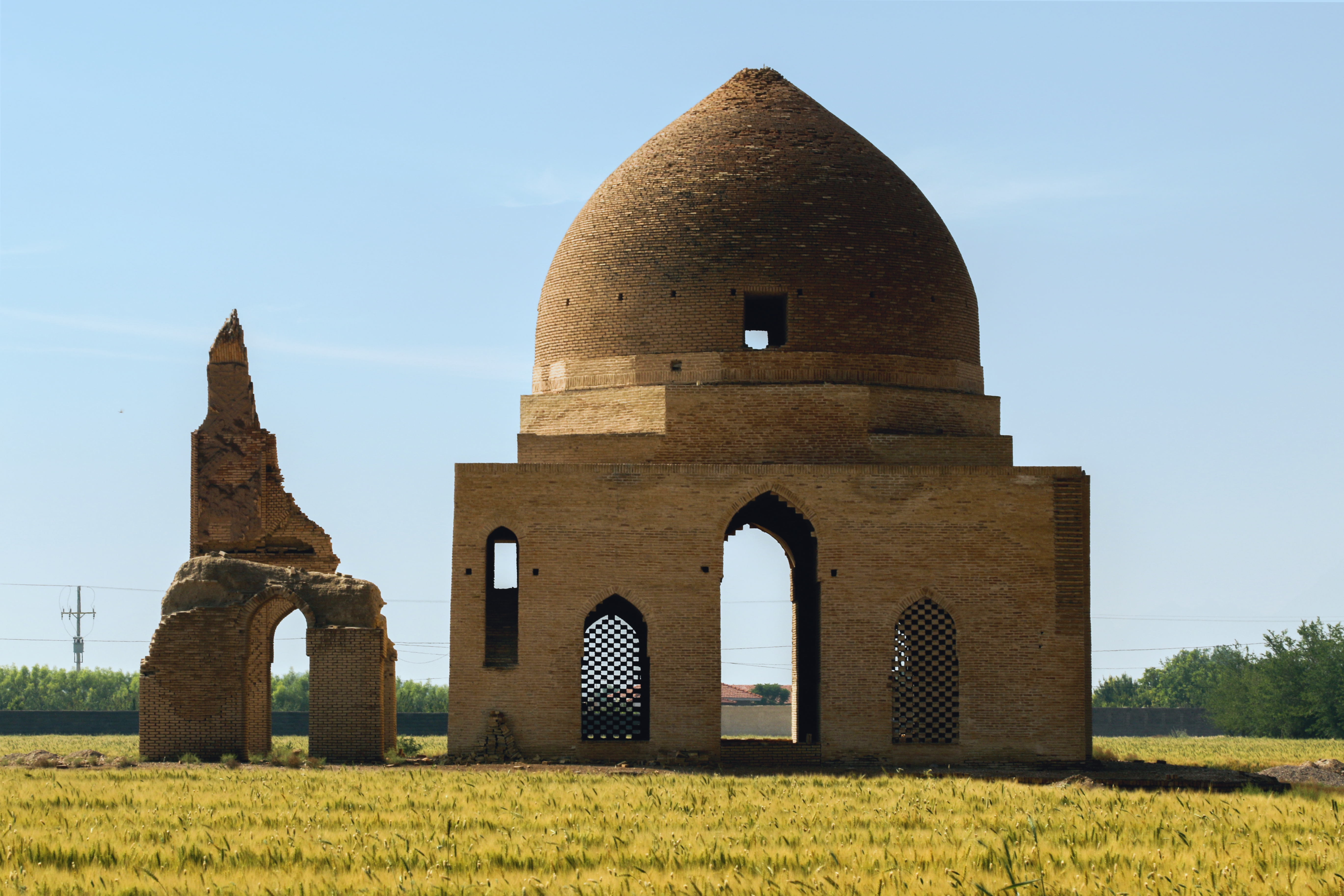
جامع كاج
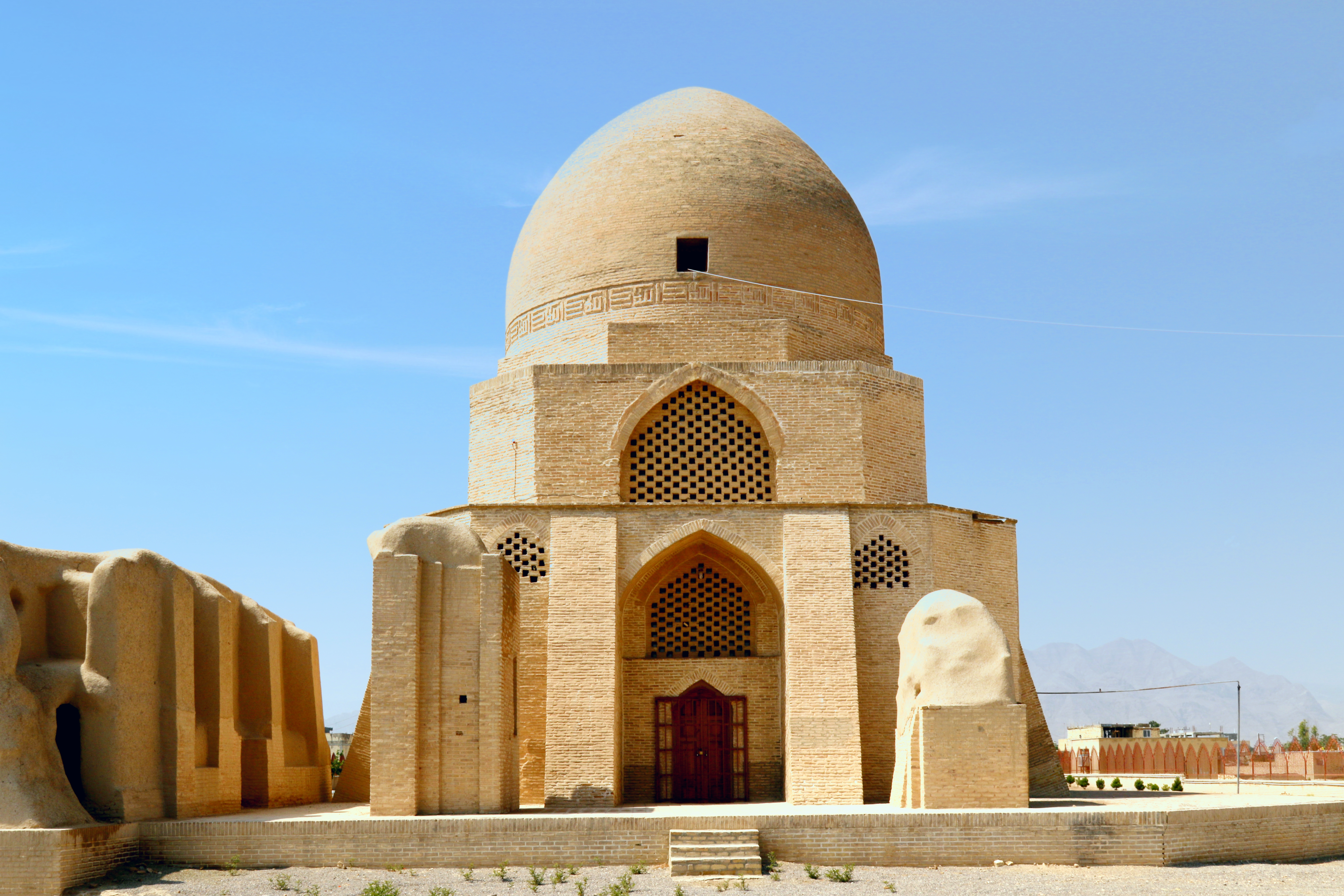
مسجد أزيران
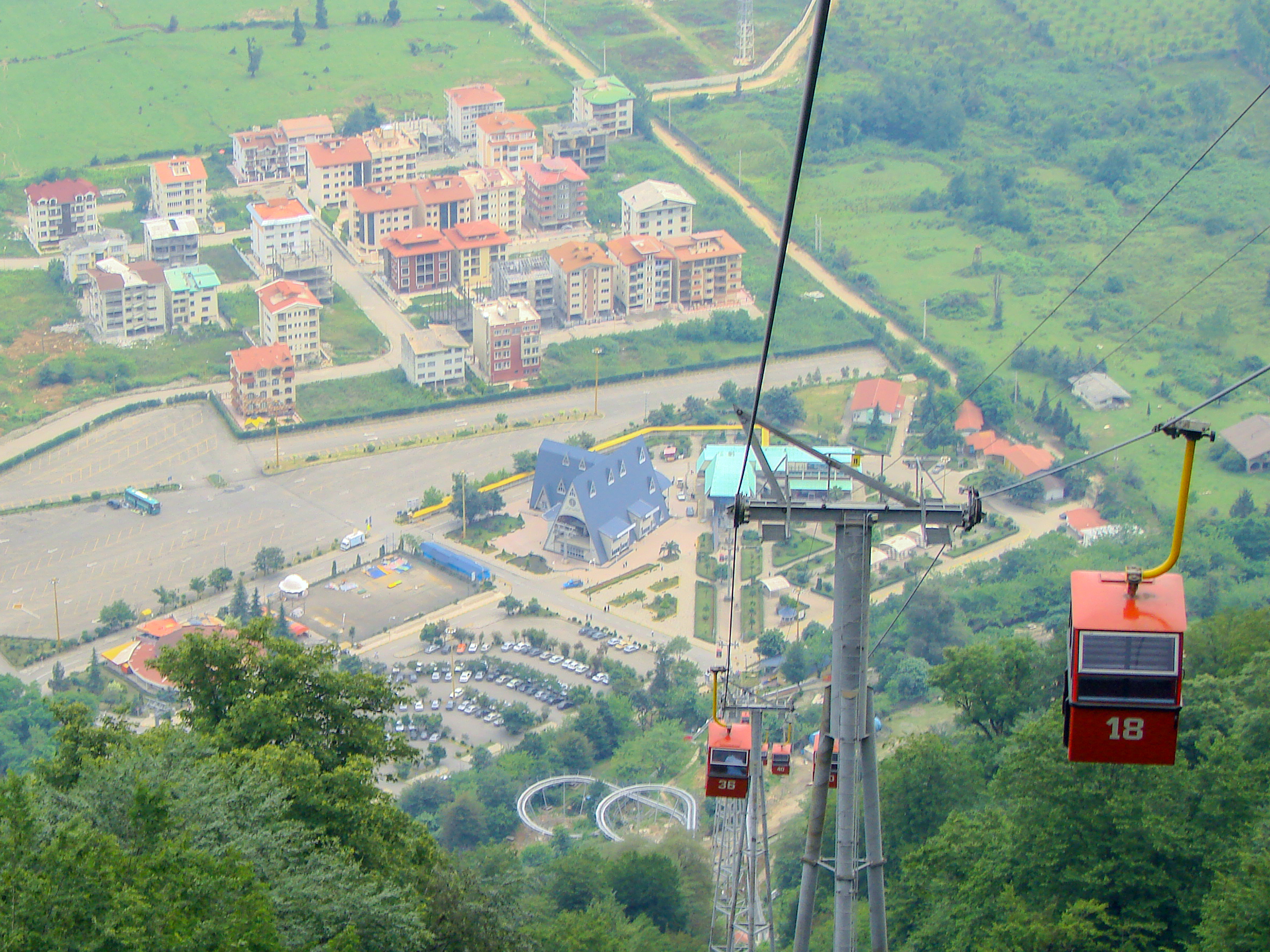
تلفريك نمك آبرود
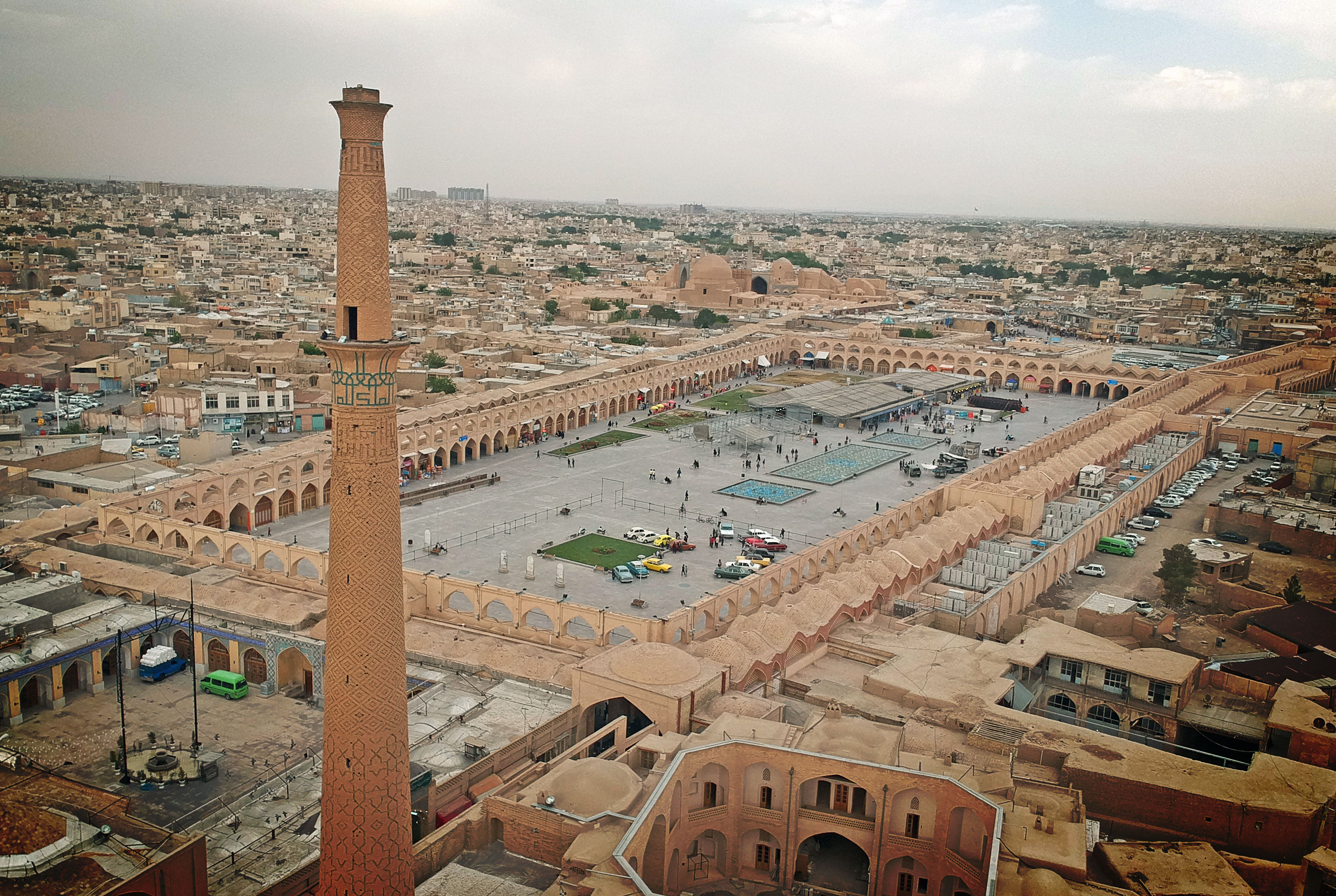
مسجد ومئذنة علي
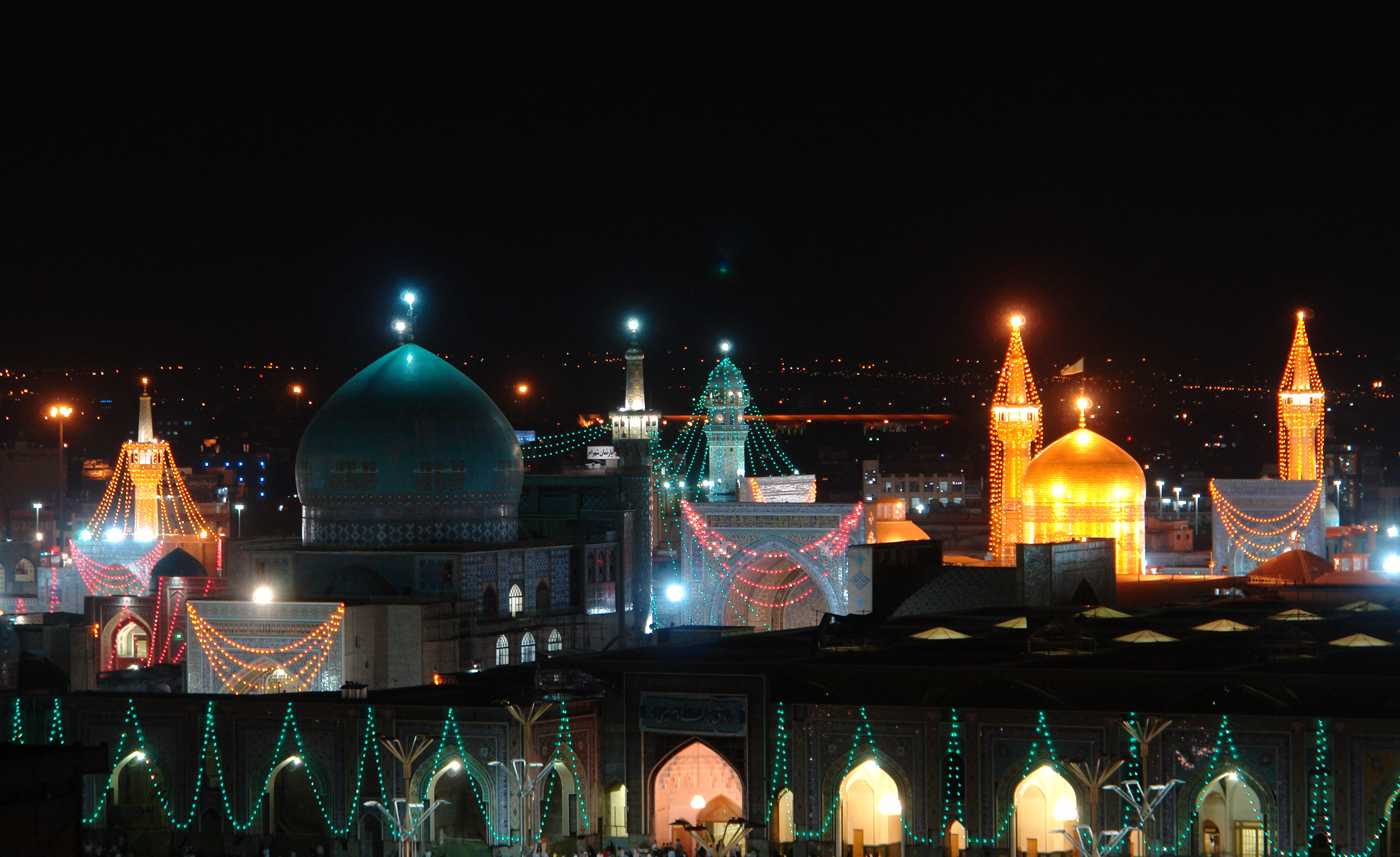
مسجد جوهرشاد والحضرة الرضوية
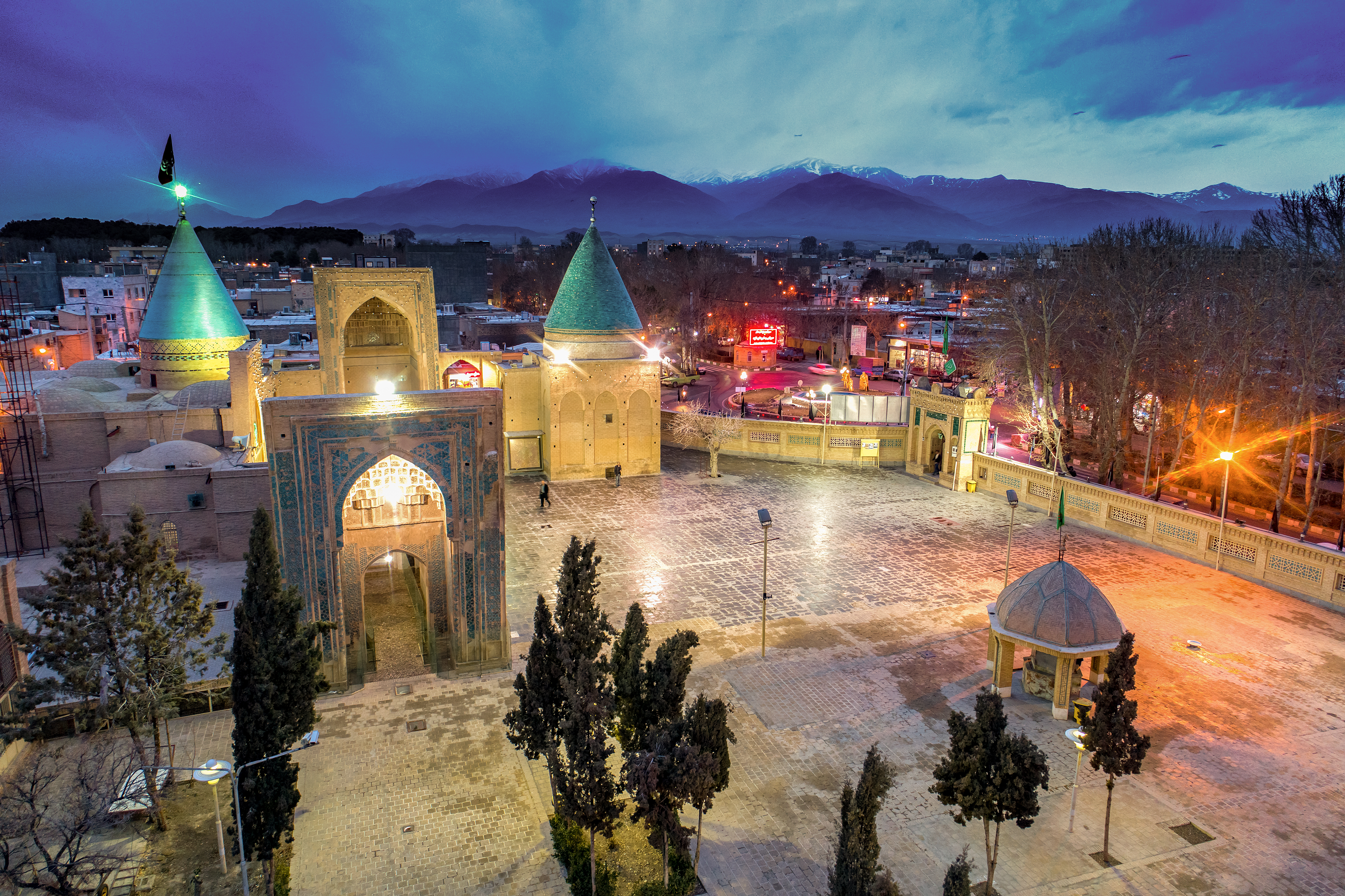
مسجد الشيخ بسطامي
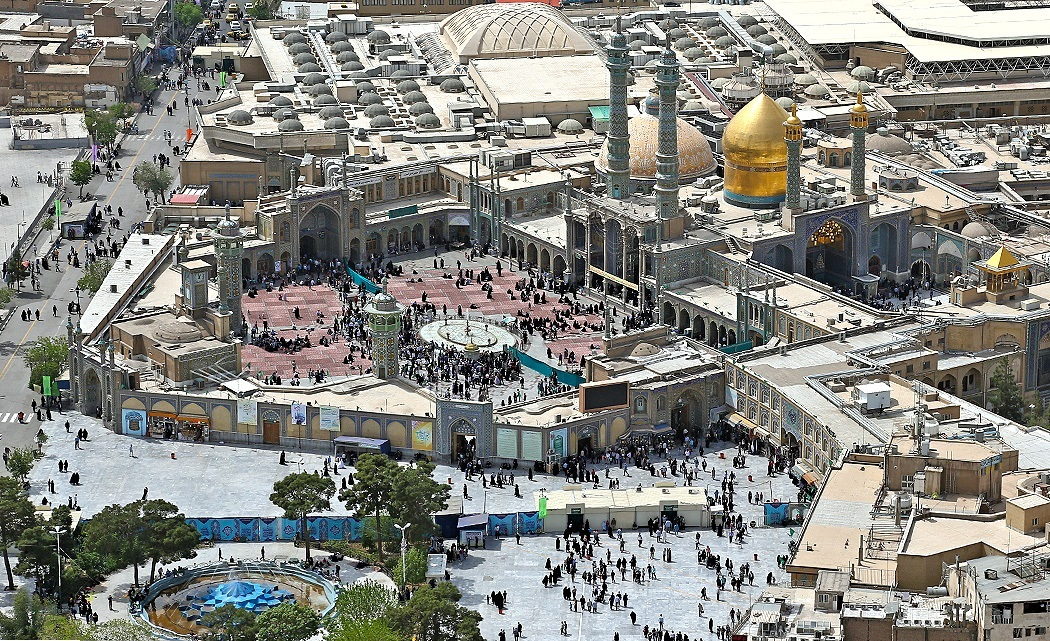
مدفن فاطمة بنت موسى الكاظم
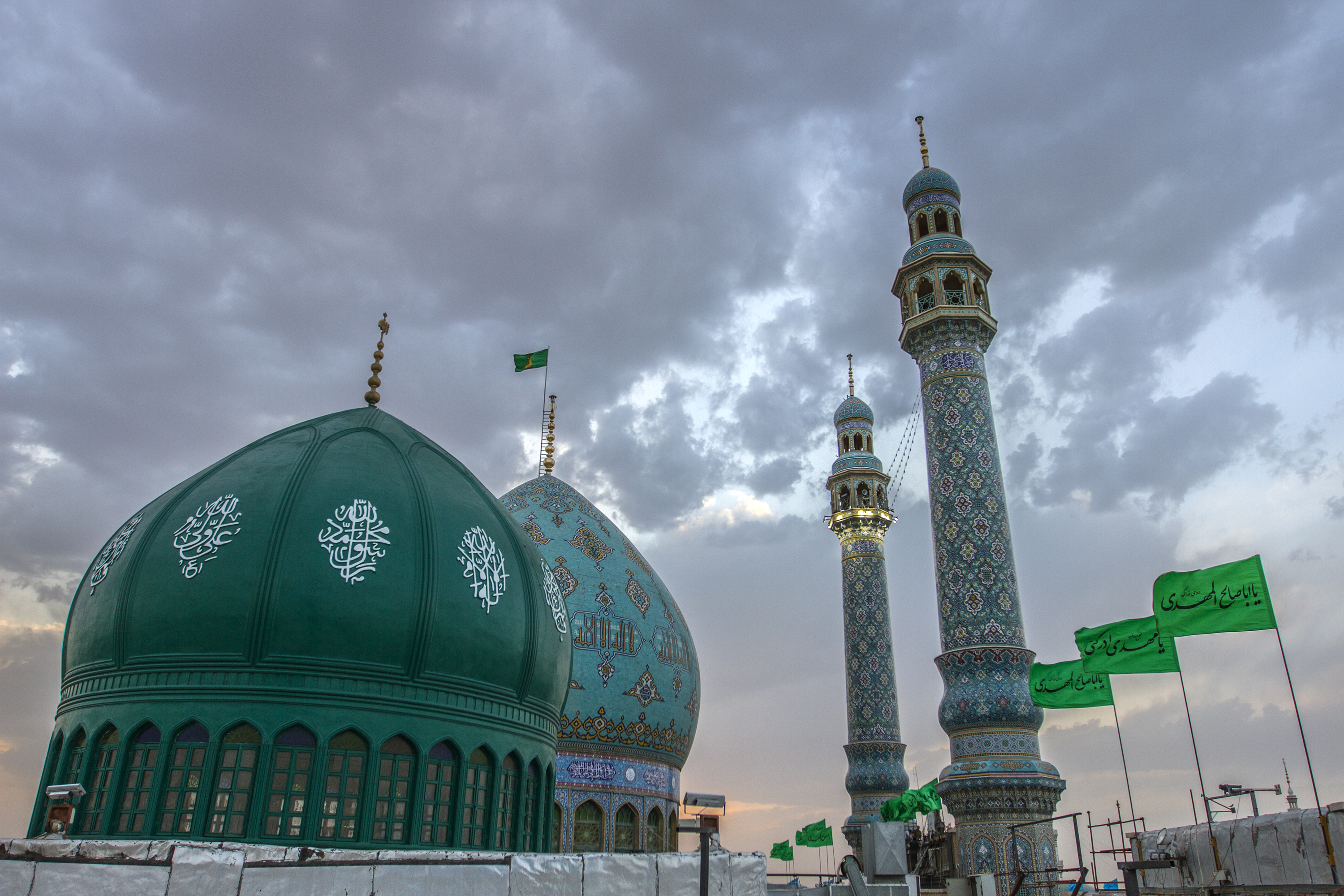
مسجد جمكران
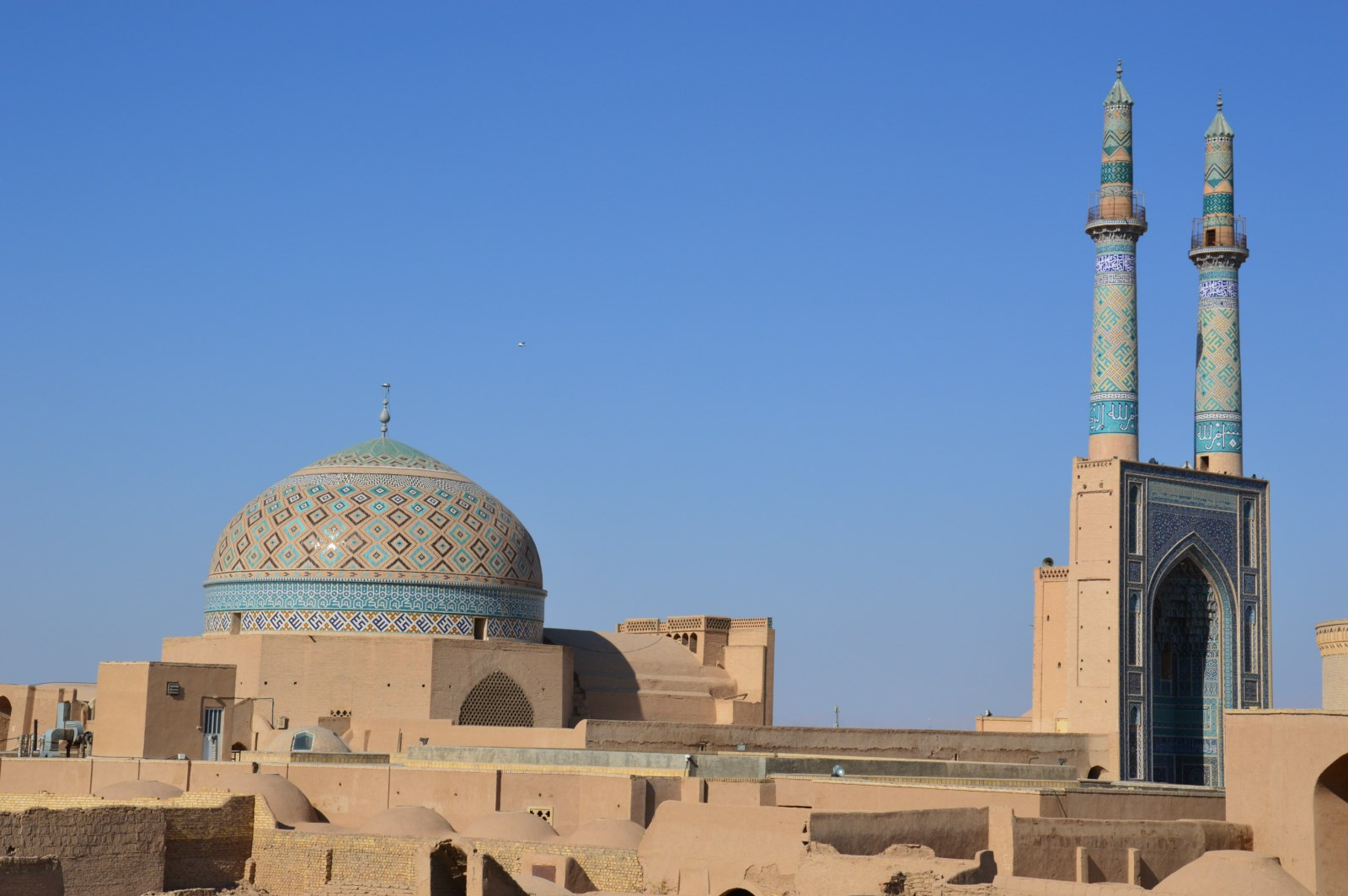
جامع يزد
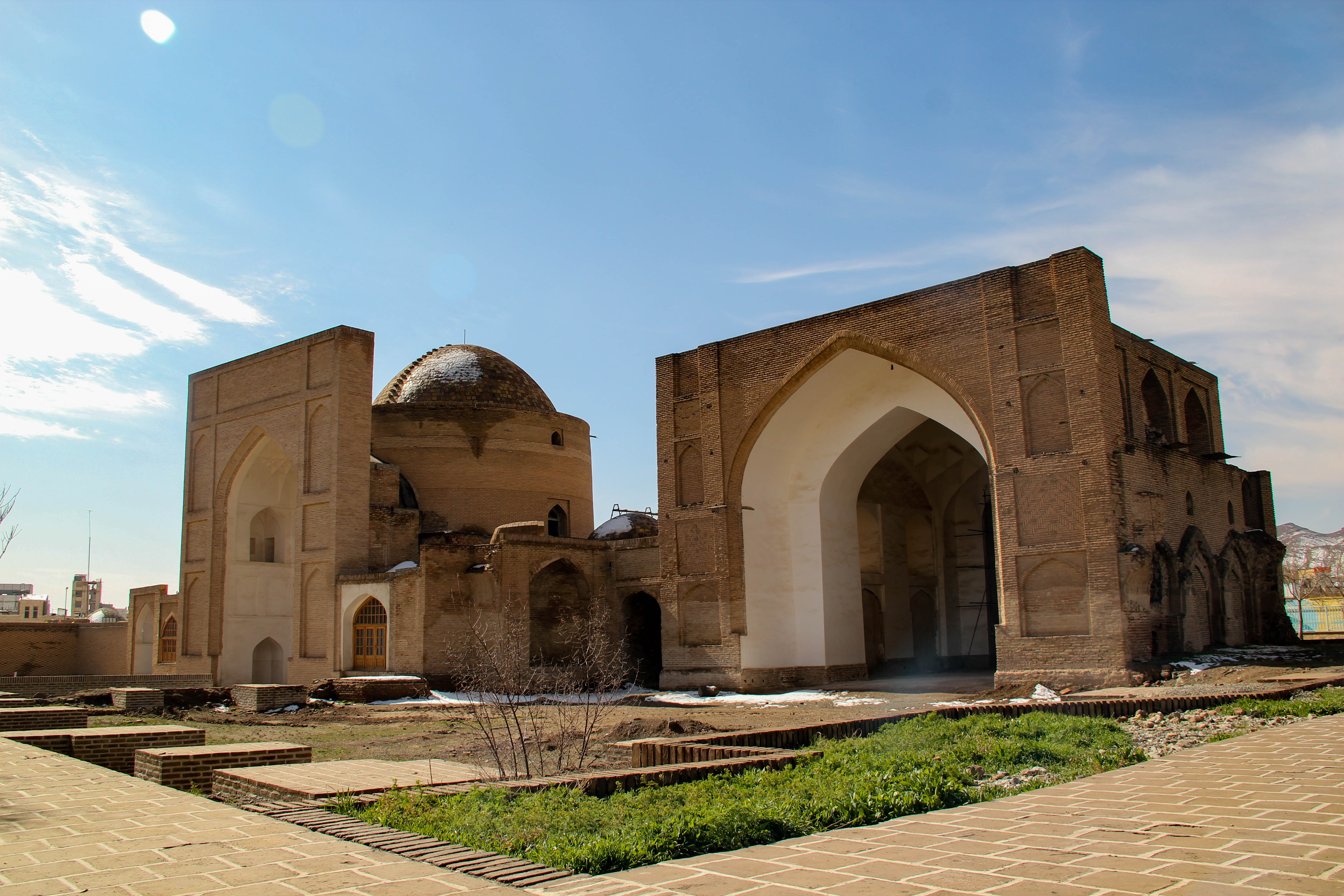
قبر ومسجد قطب الدين حيدر
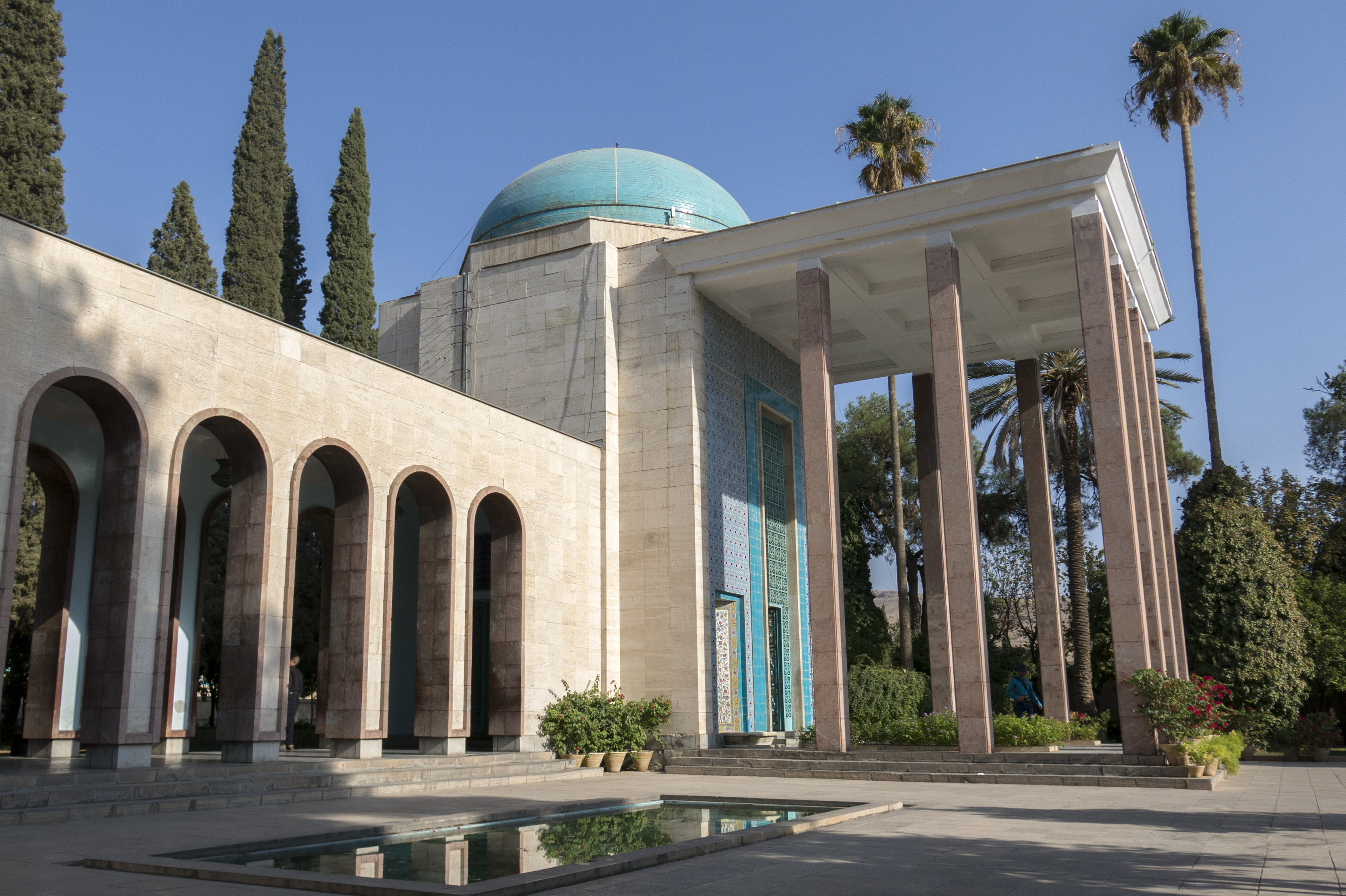
ضريح سعدي الشيرازي
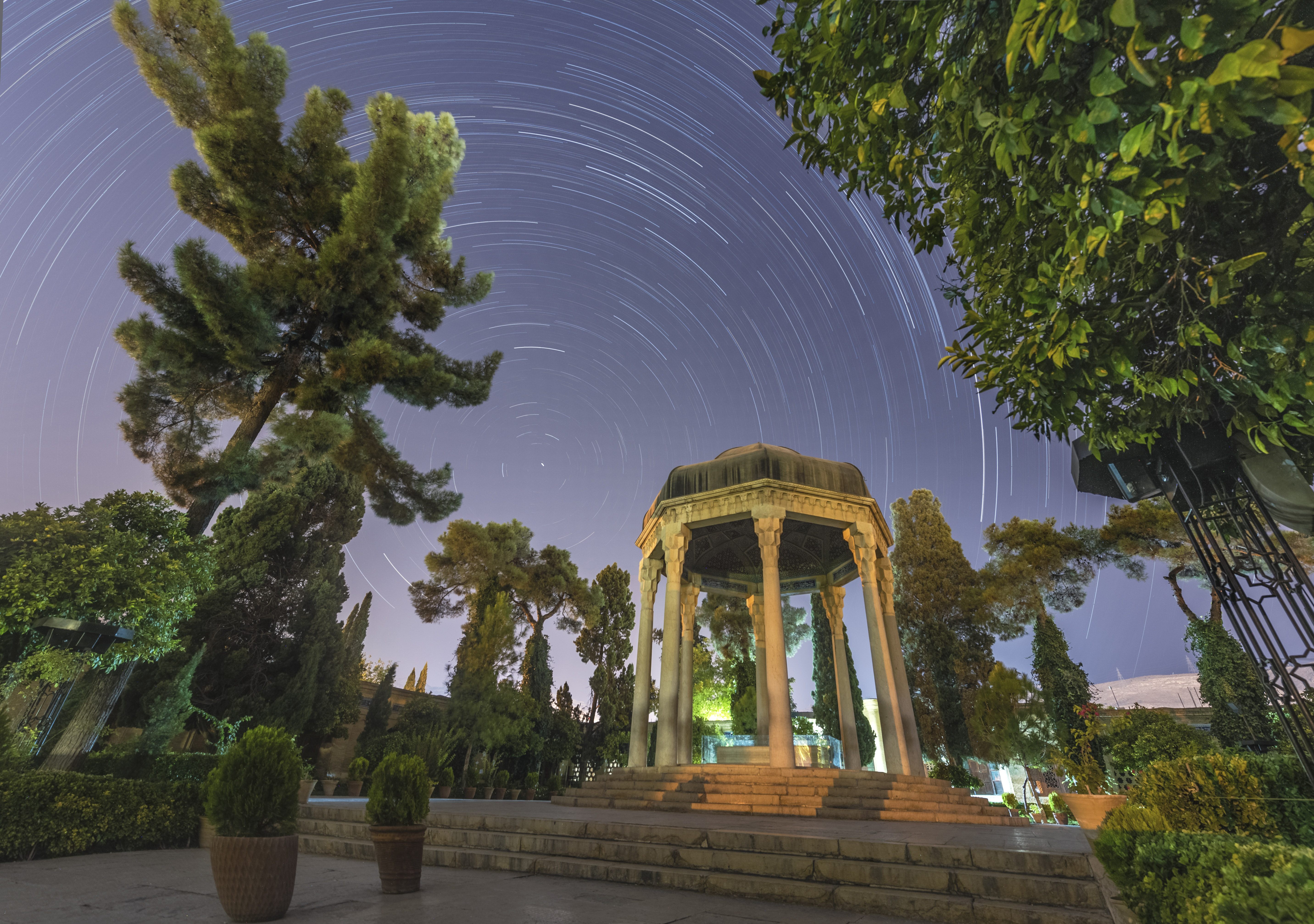
ضريح حافظ الشيرازي
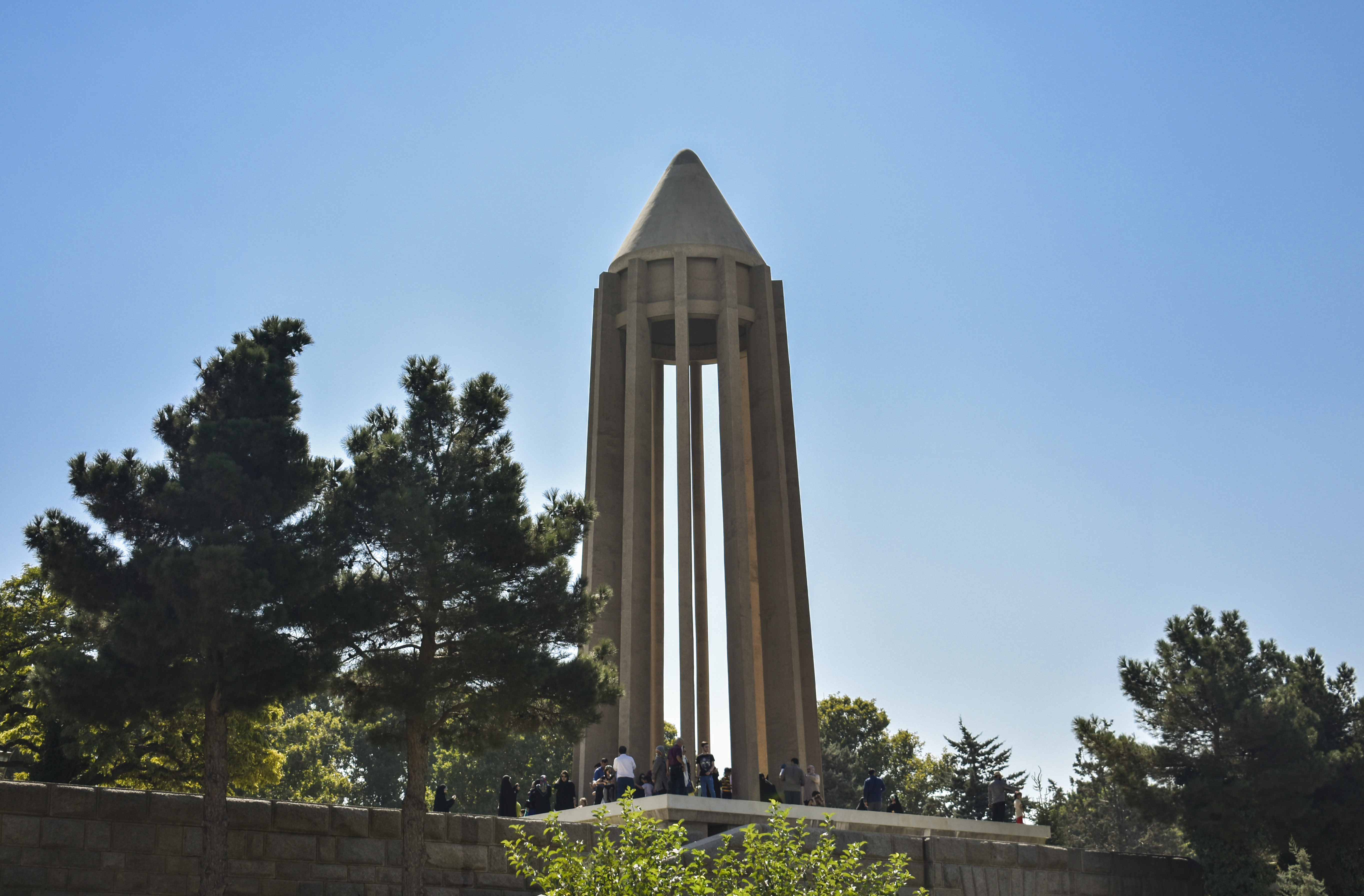
ضريح ابن سينا
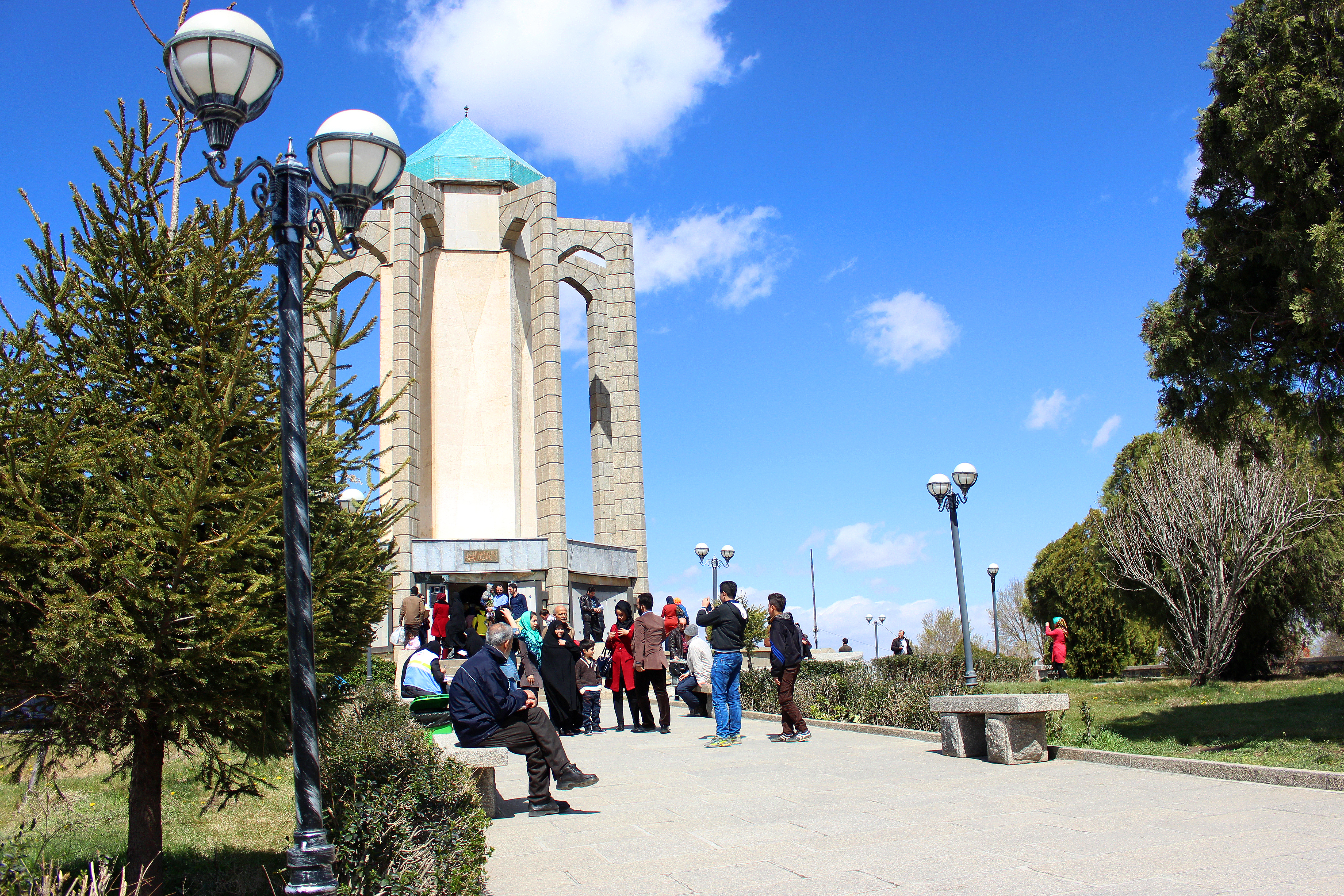
ضريح بابا طاهر (همدان)
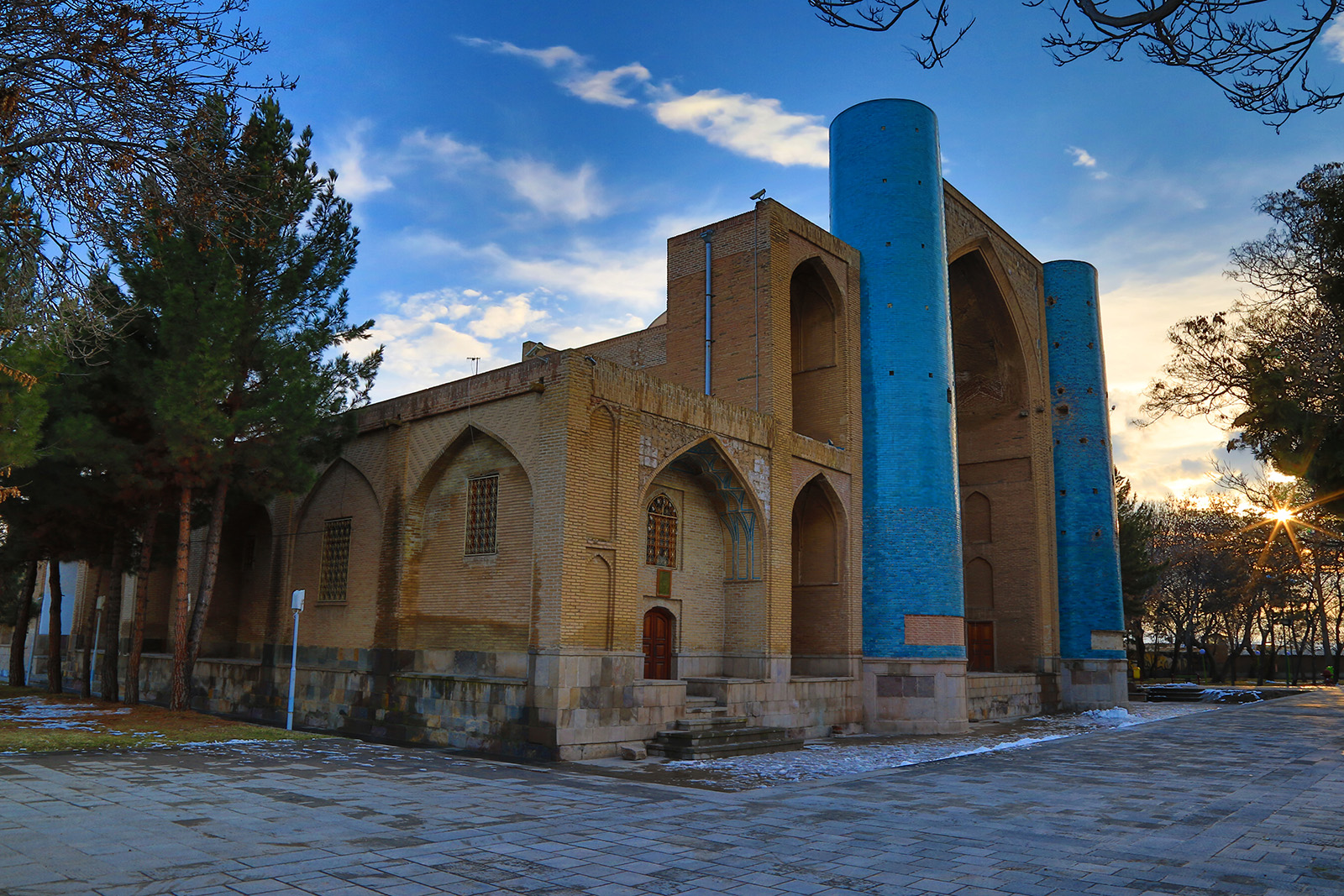
ضريح الشيخ شهاب الدين الأهري
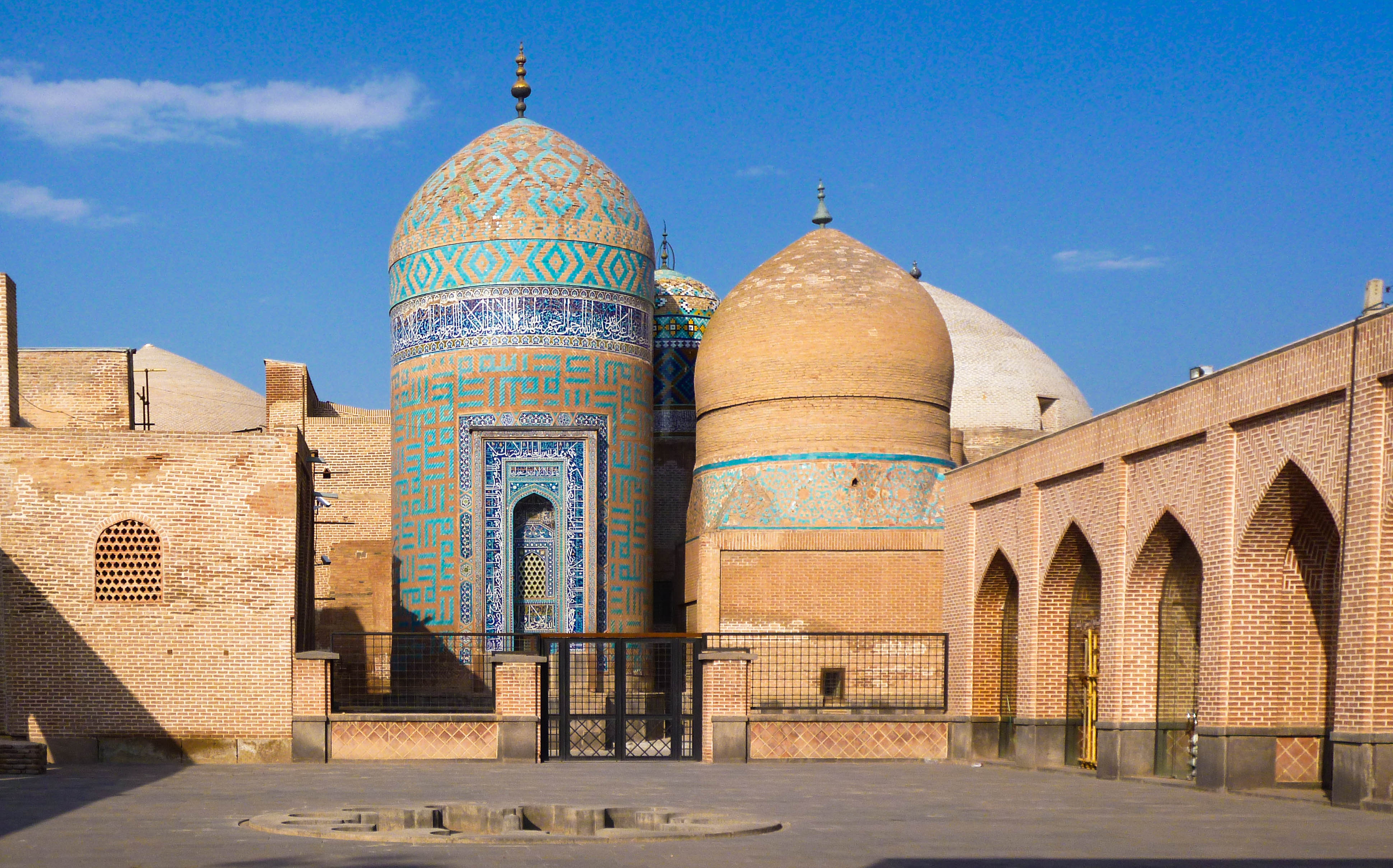
مجمع ضريح وتكية الشيخ صفي الدين
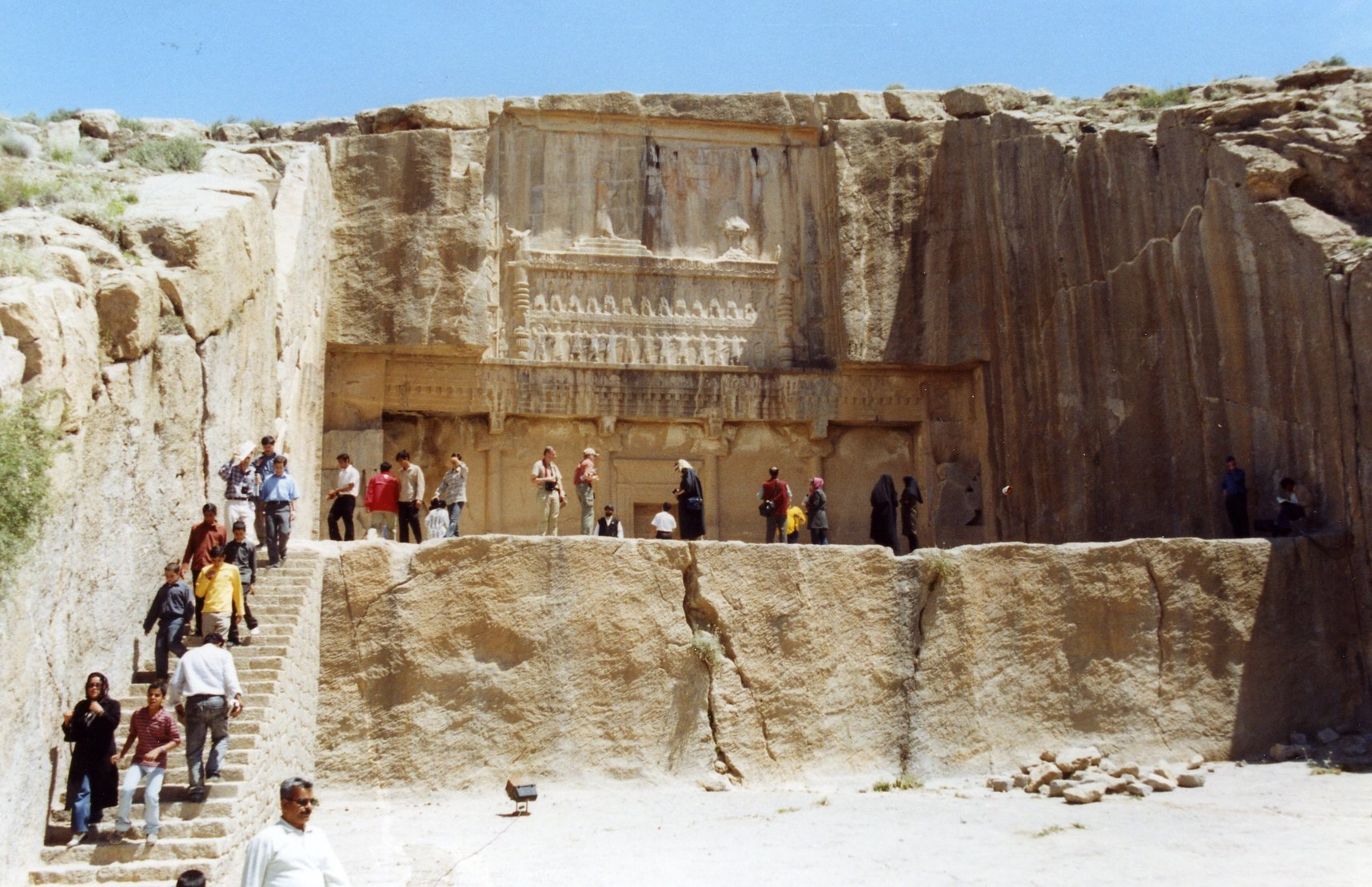
ضريح أردشير الثالث الأخميني
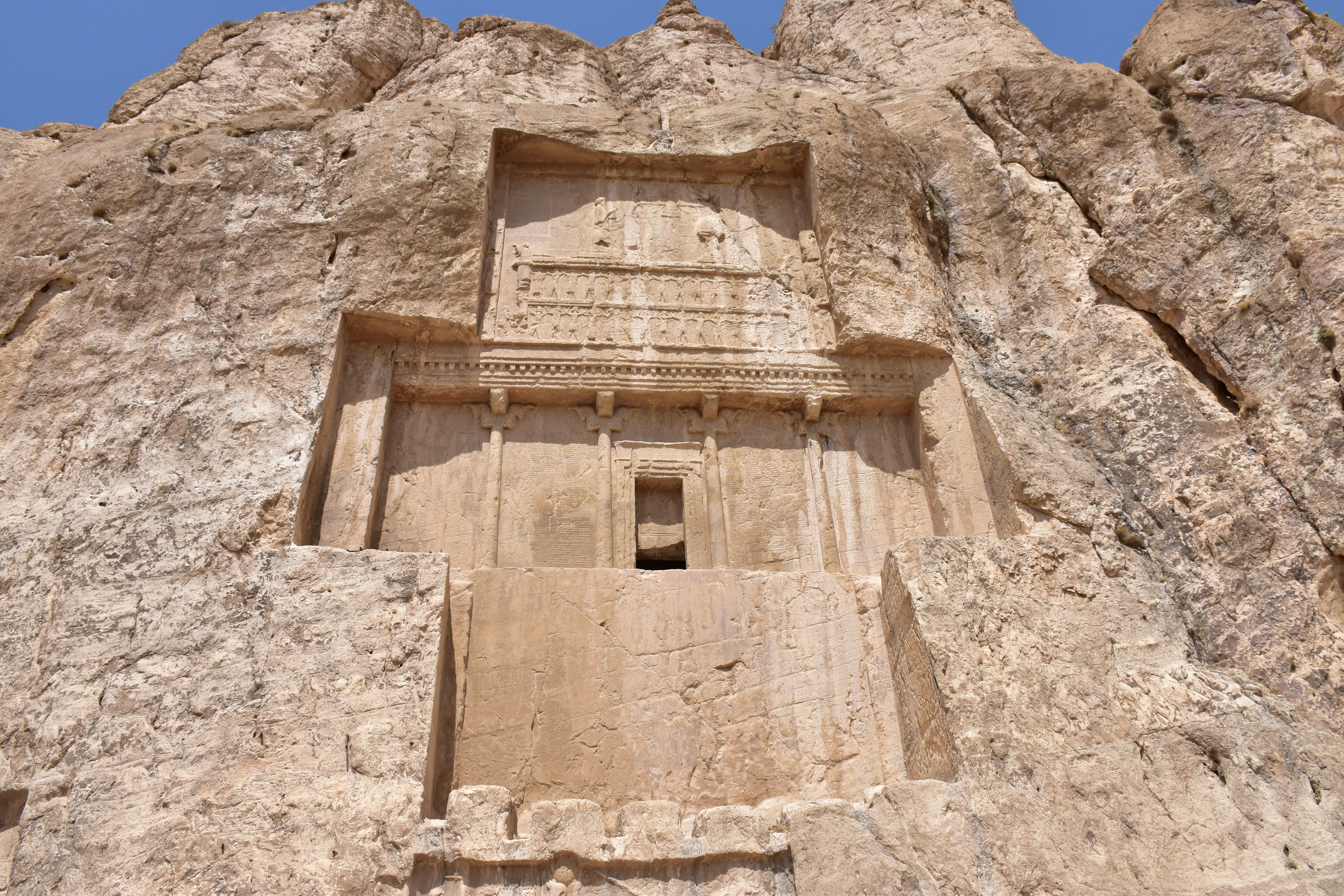
ضريح دارا الأول
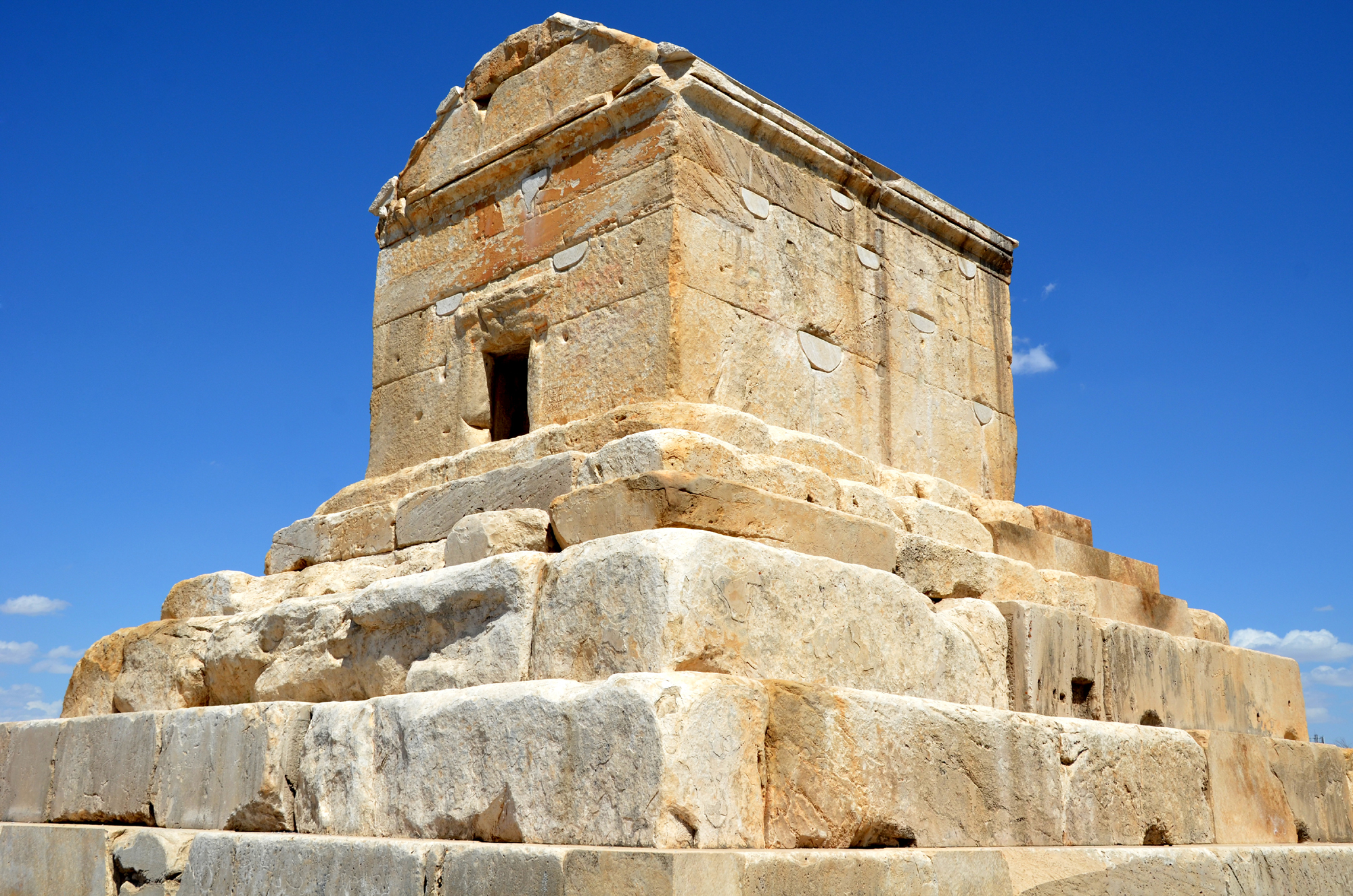
ضريح كورش الكبير
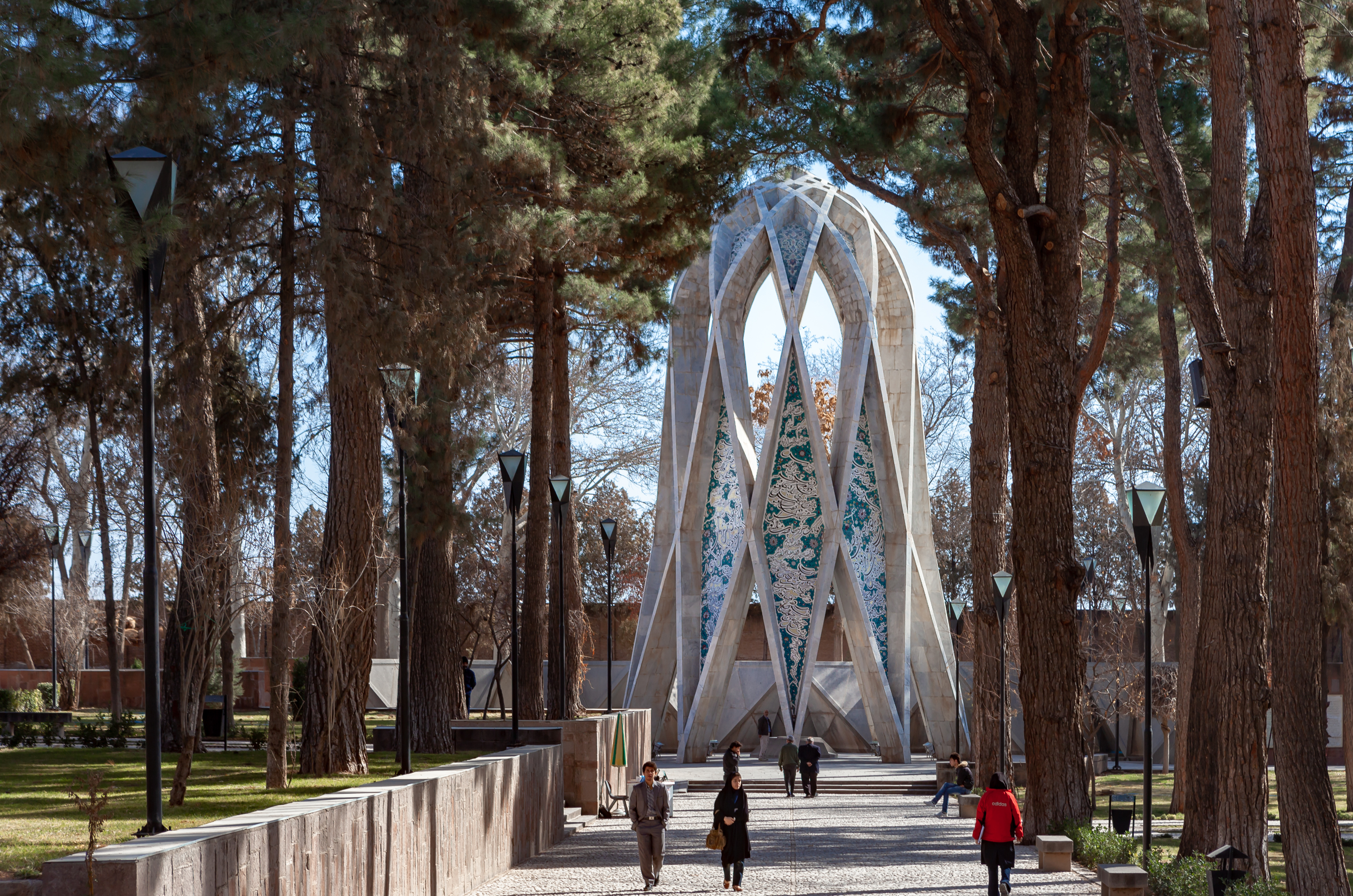
ضريح عمر الخيام
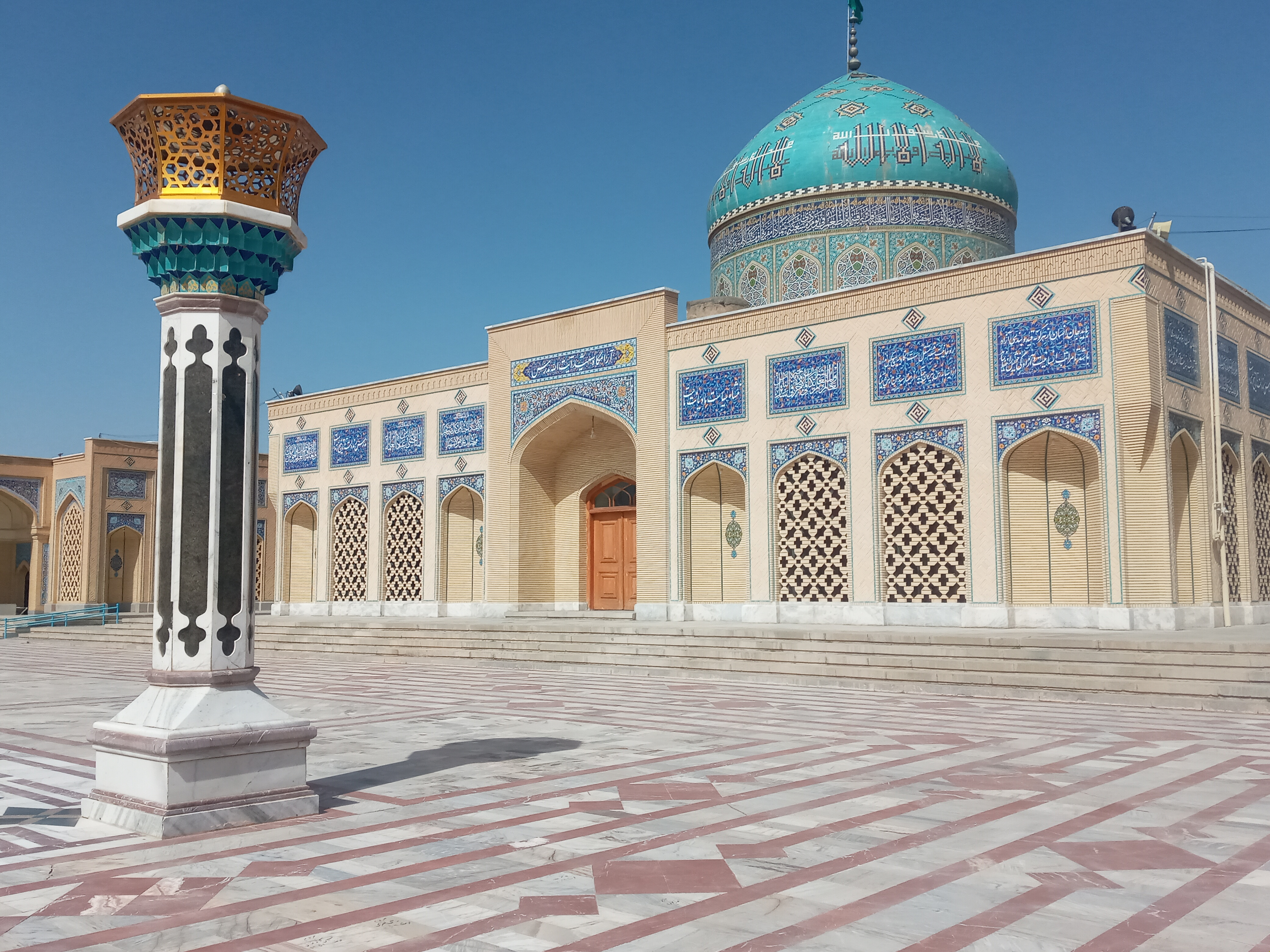
ضريح حسن المدرس
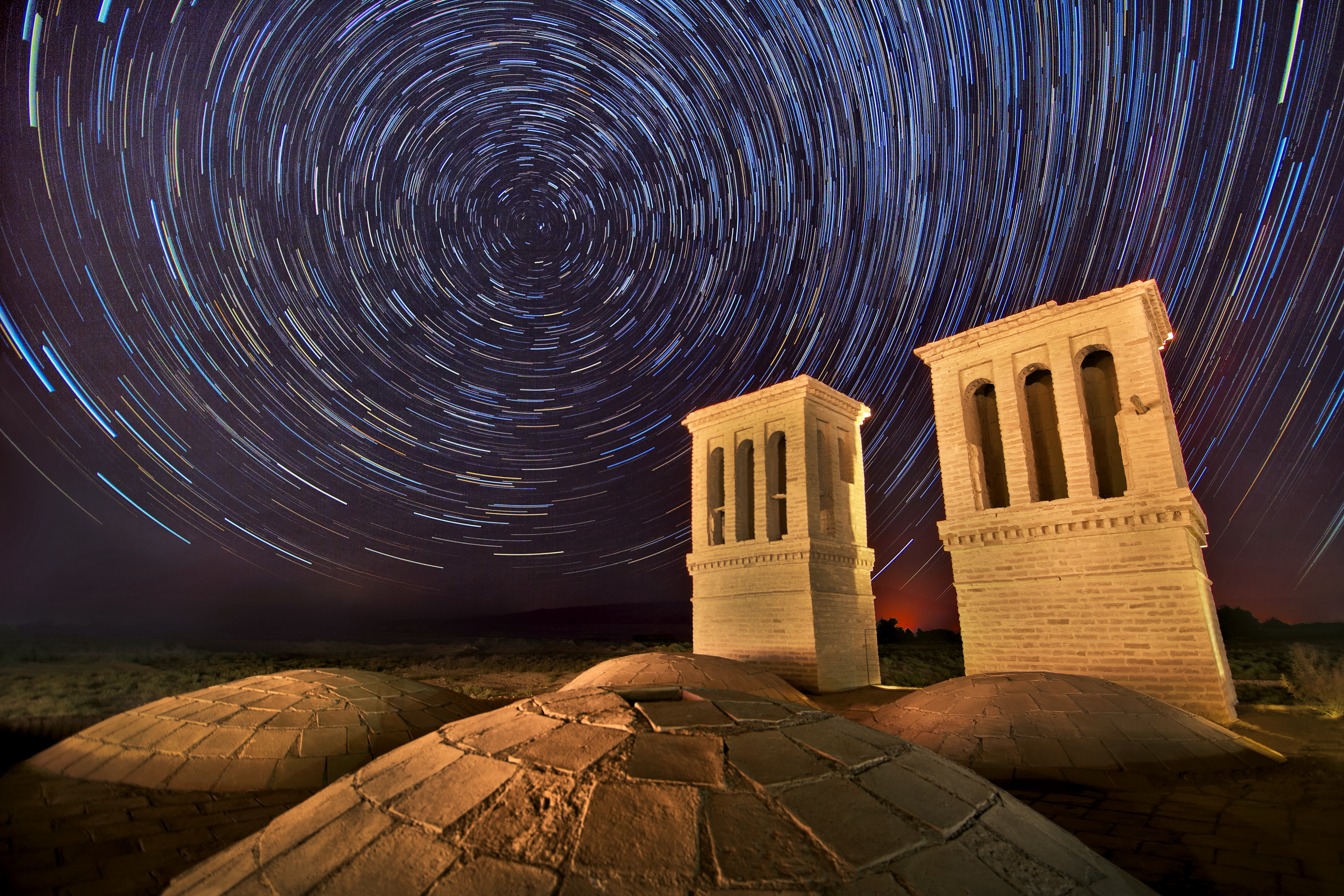
خان مزينان
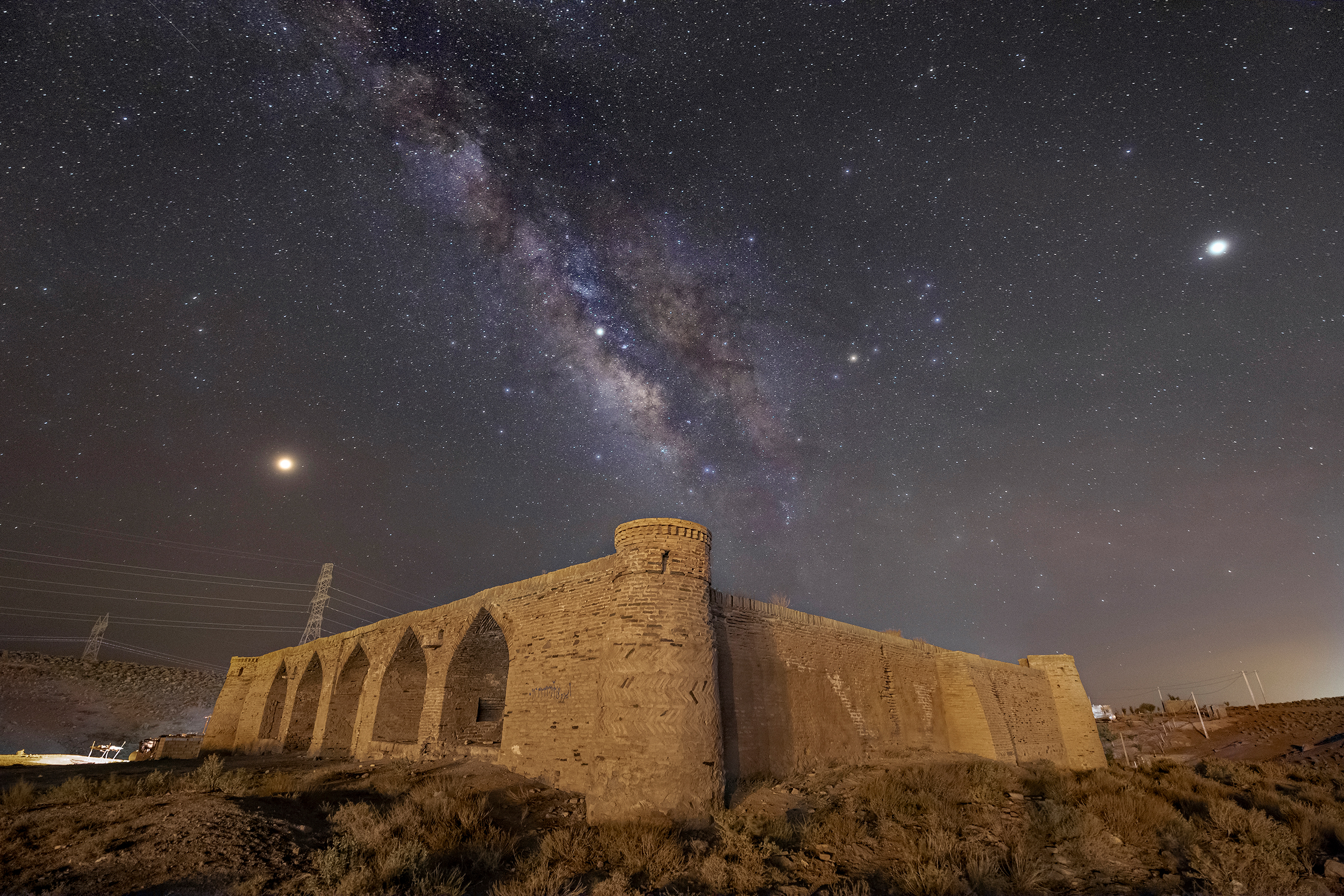
خان ومنزل سرخ
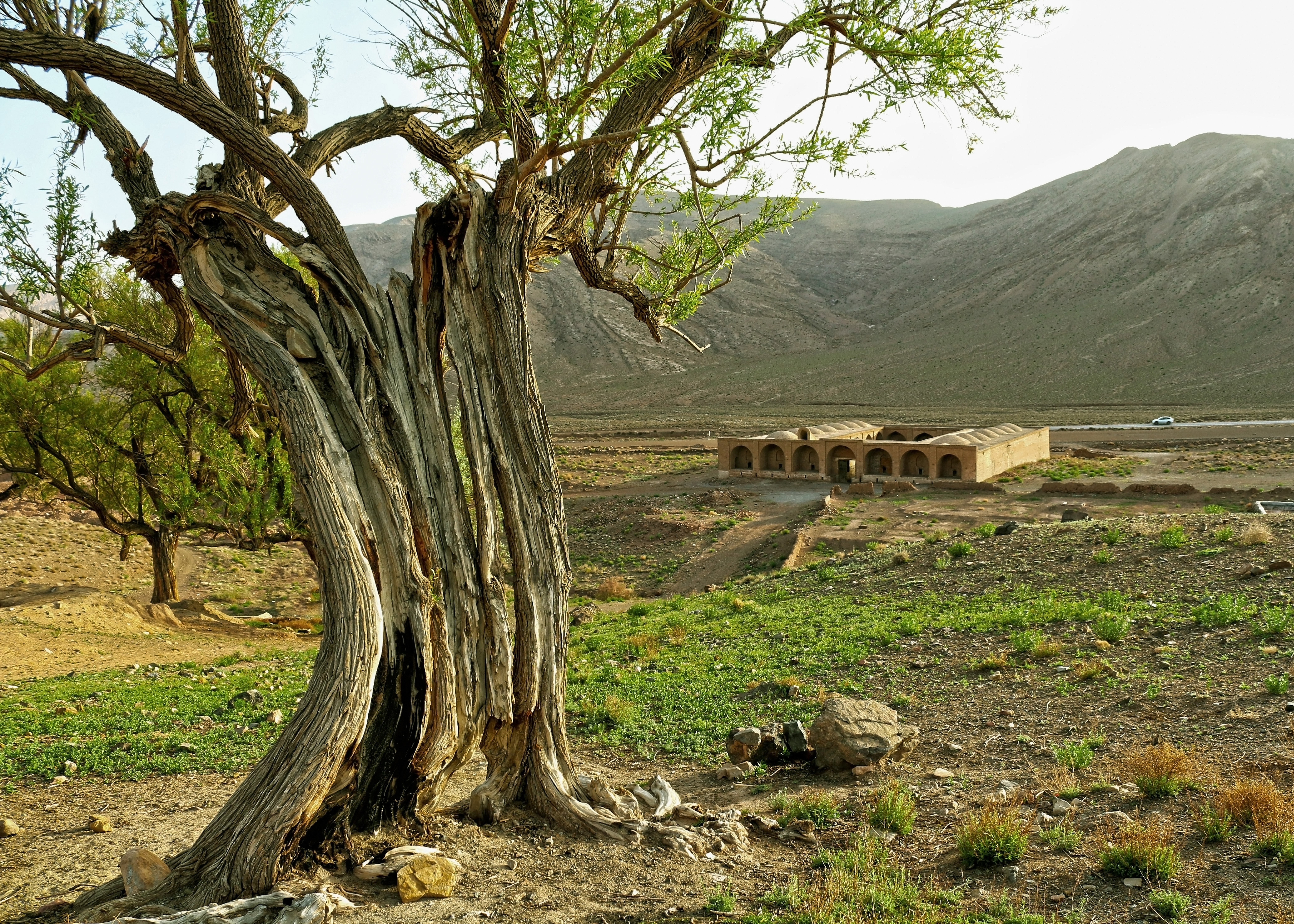
خان أب بيد
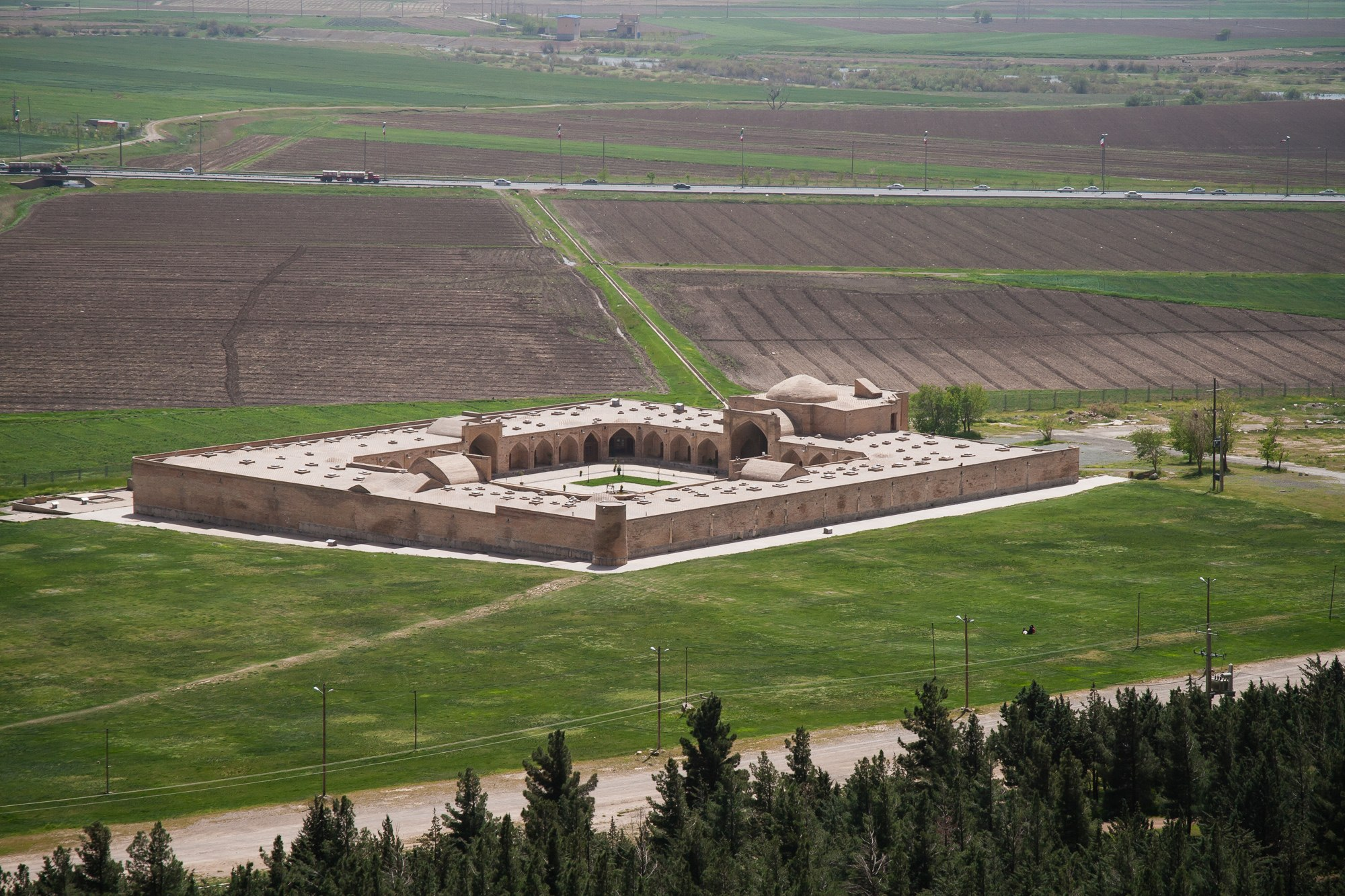
خان شاه عباسي (بيستون)
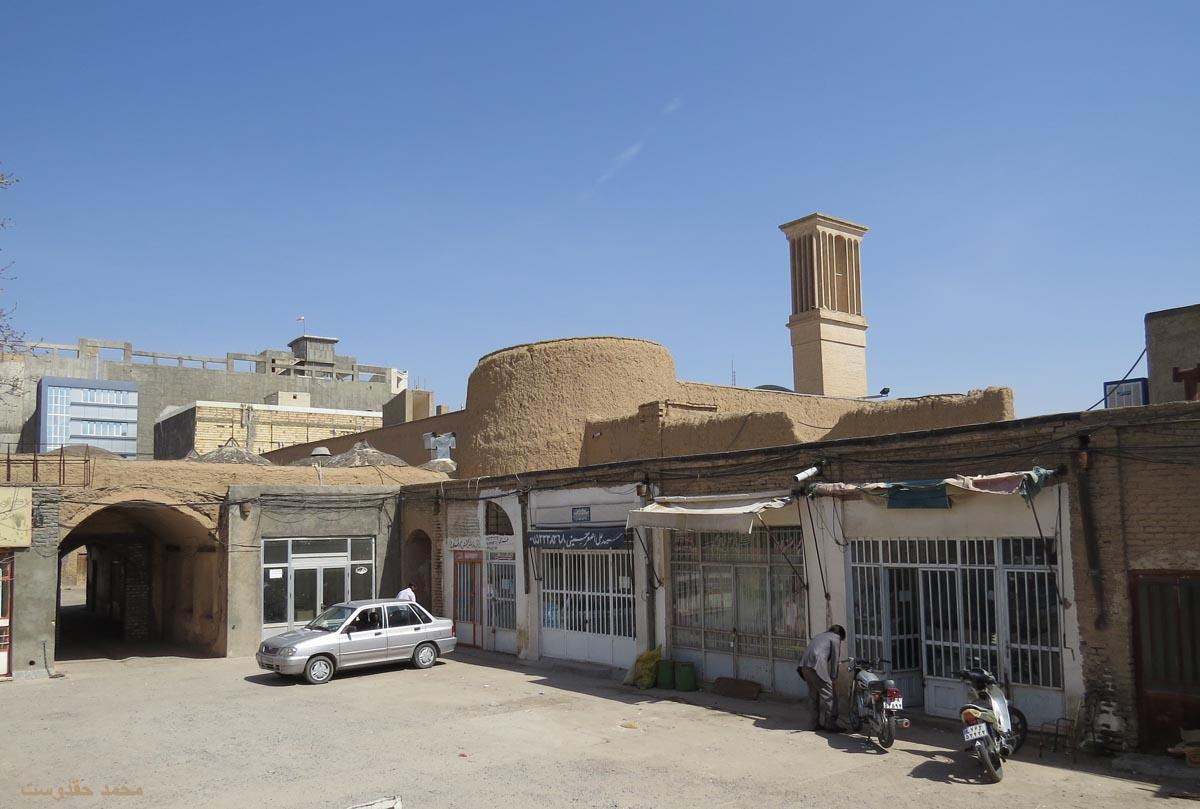
خان أمين التجار
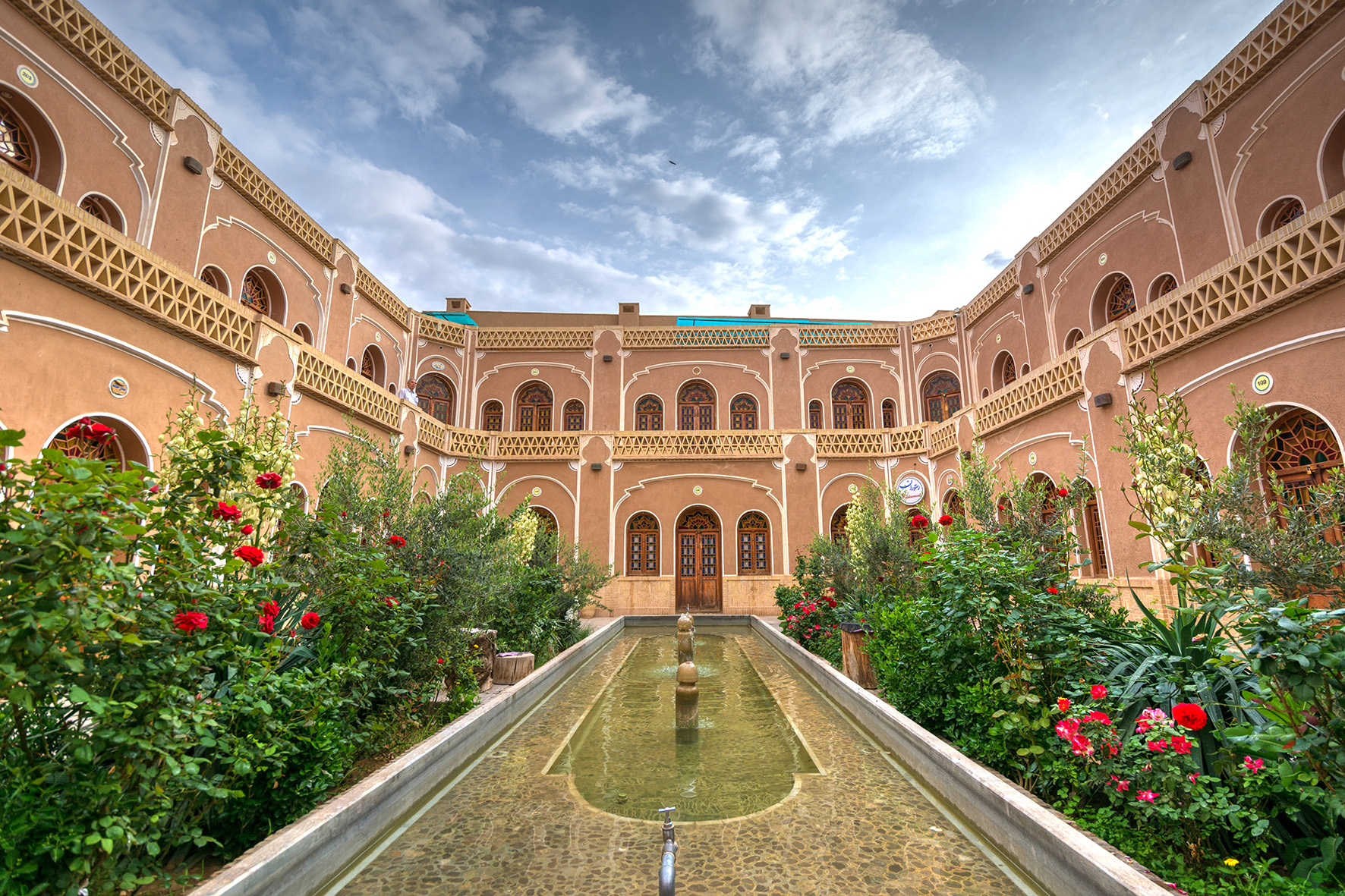
خان مشير
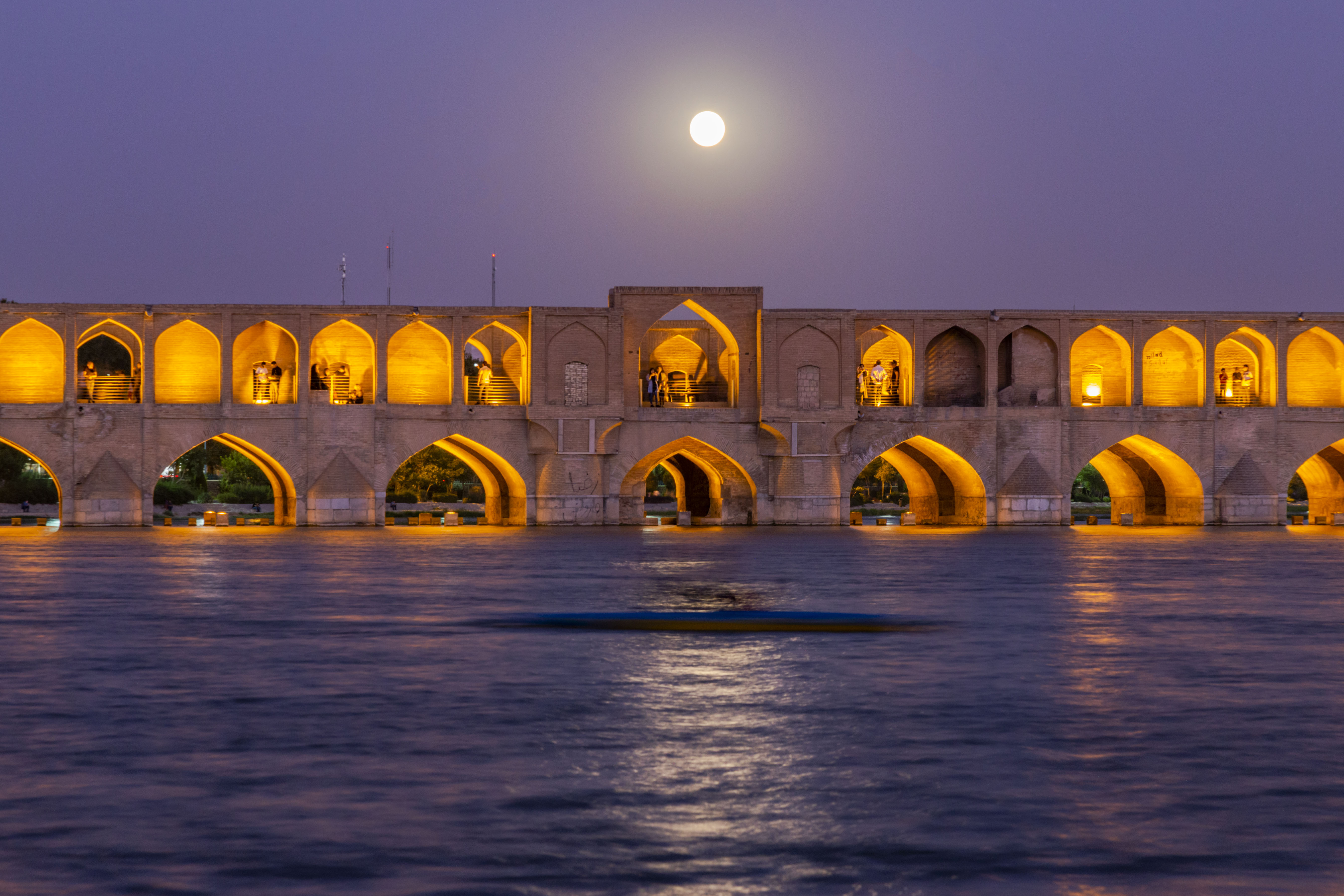
جسر سي وسه بل
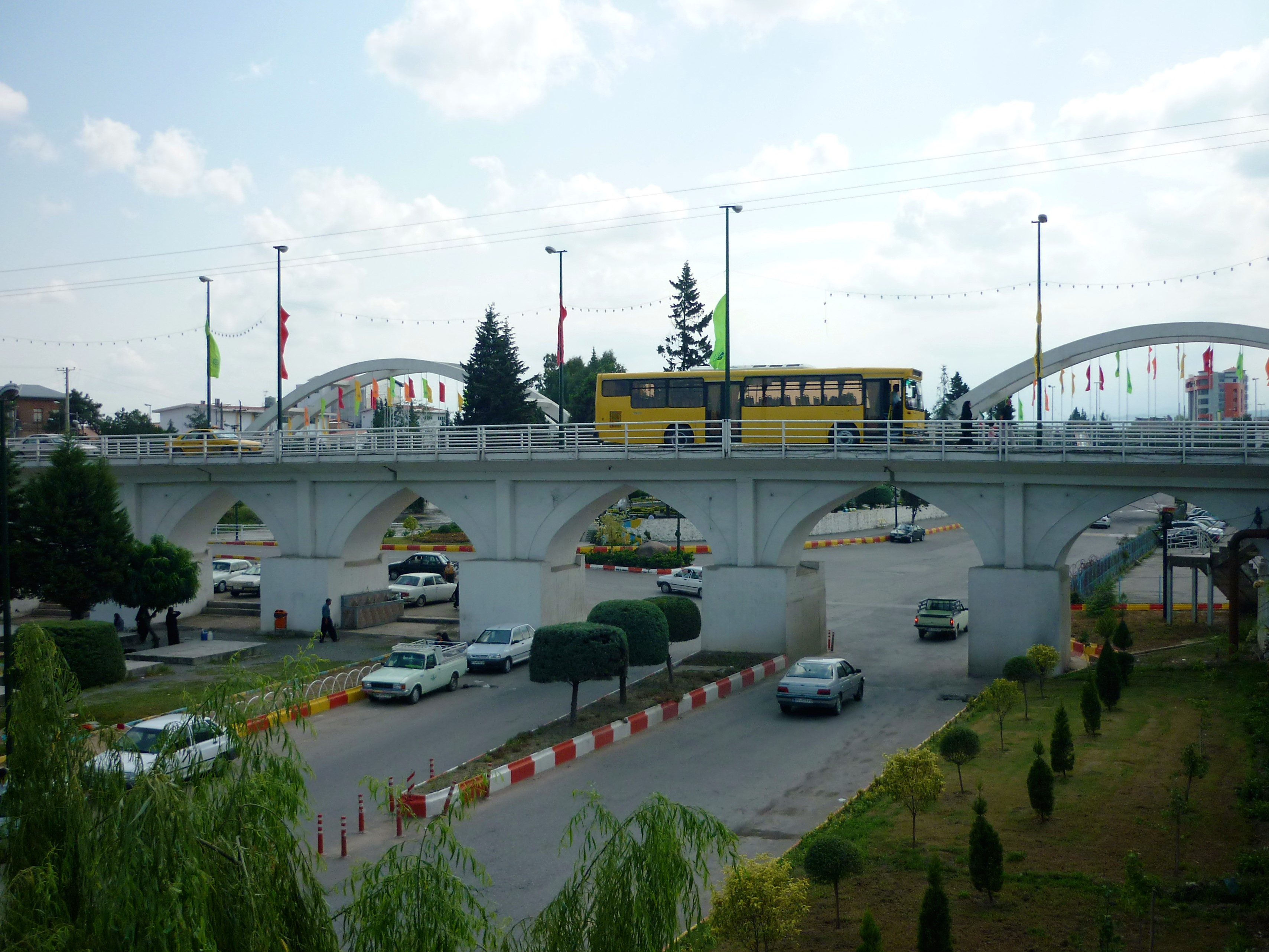
جسر آمل المعلق جسر دوازدة تششمة
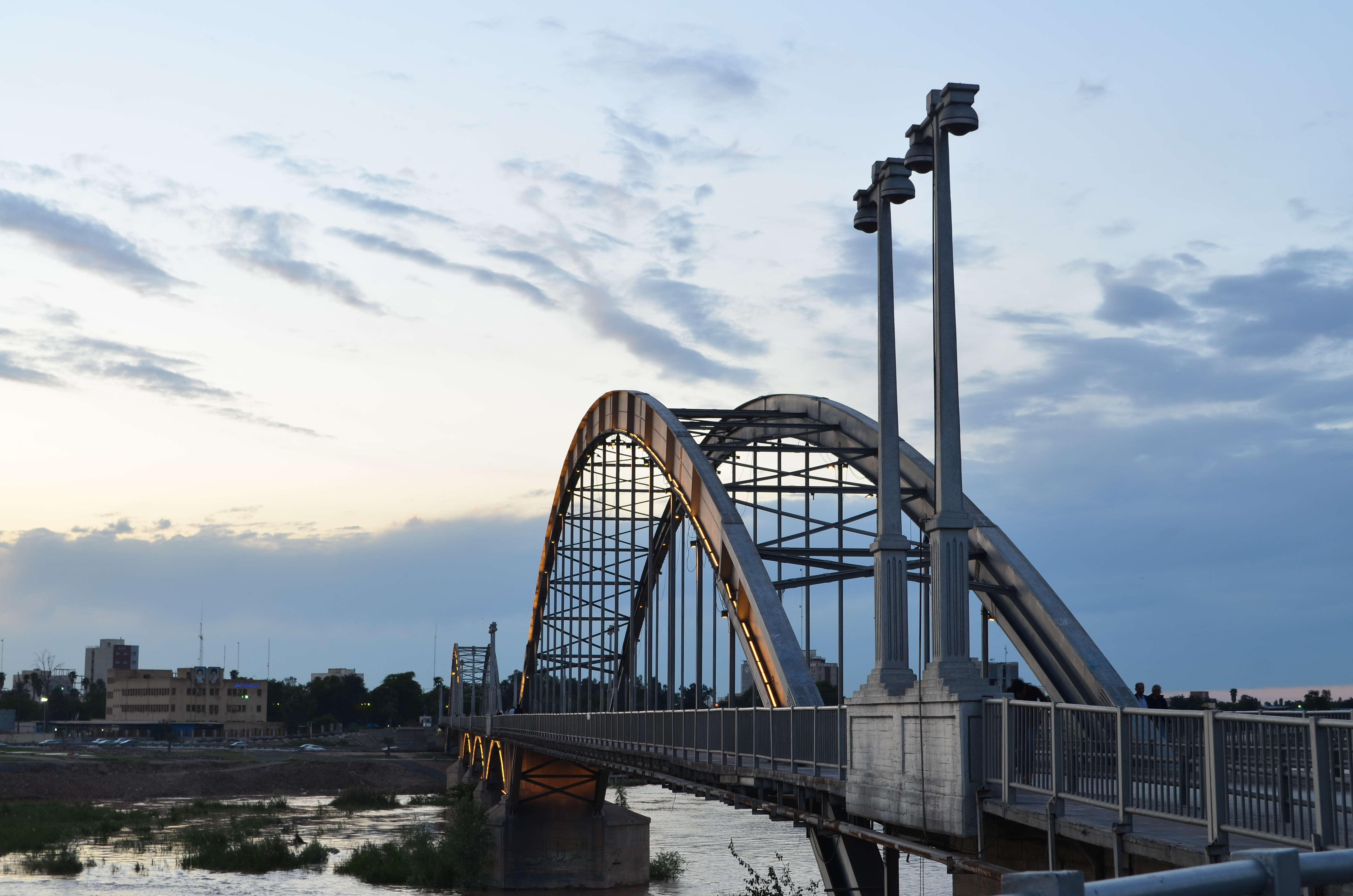
جسر الأهواز الأبيض
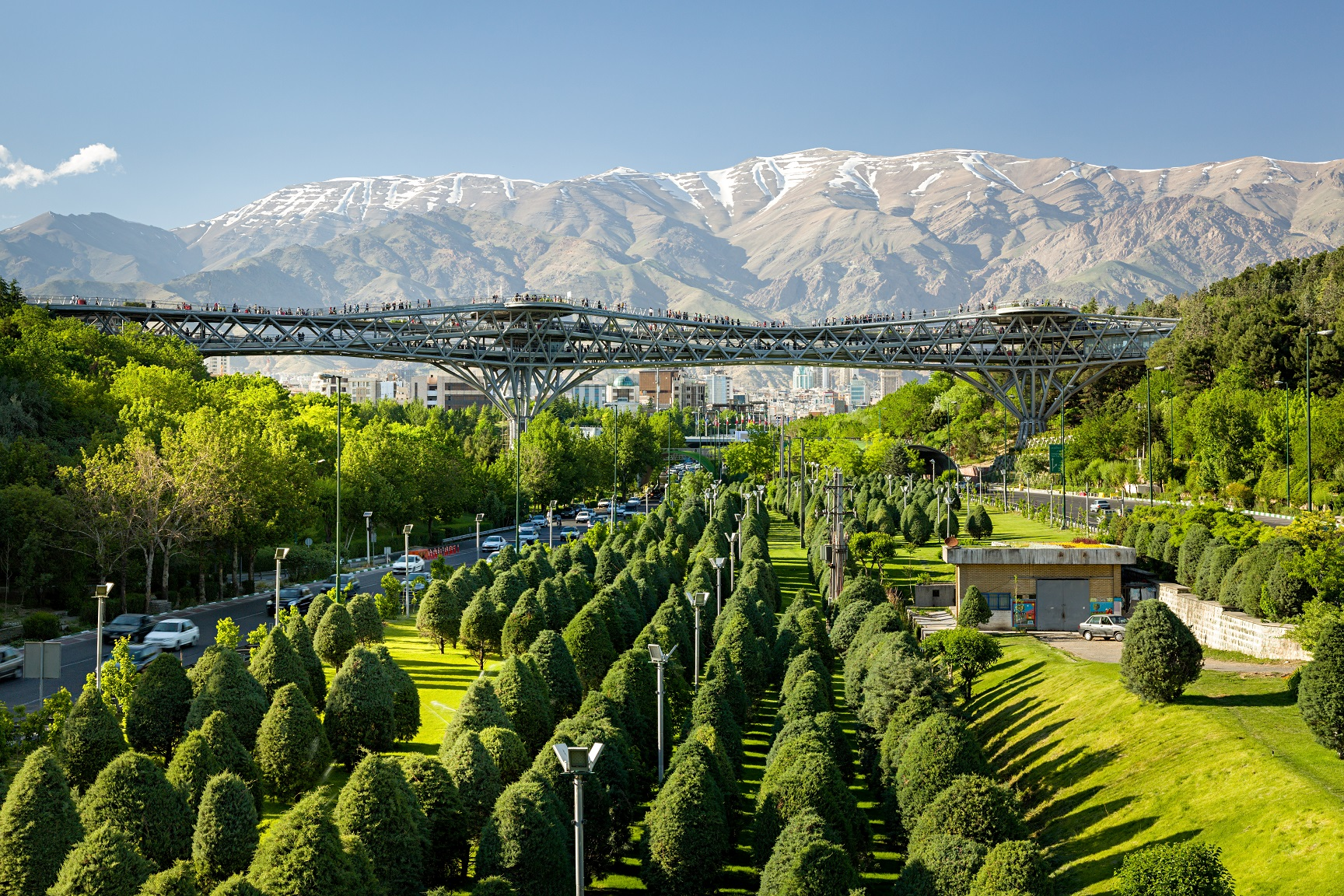
جسر الطبيعة
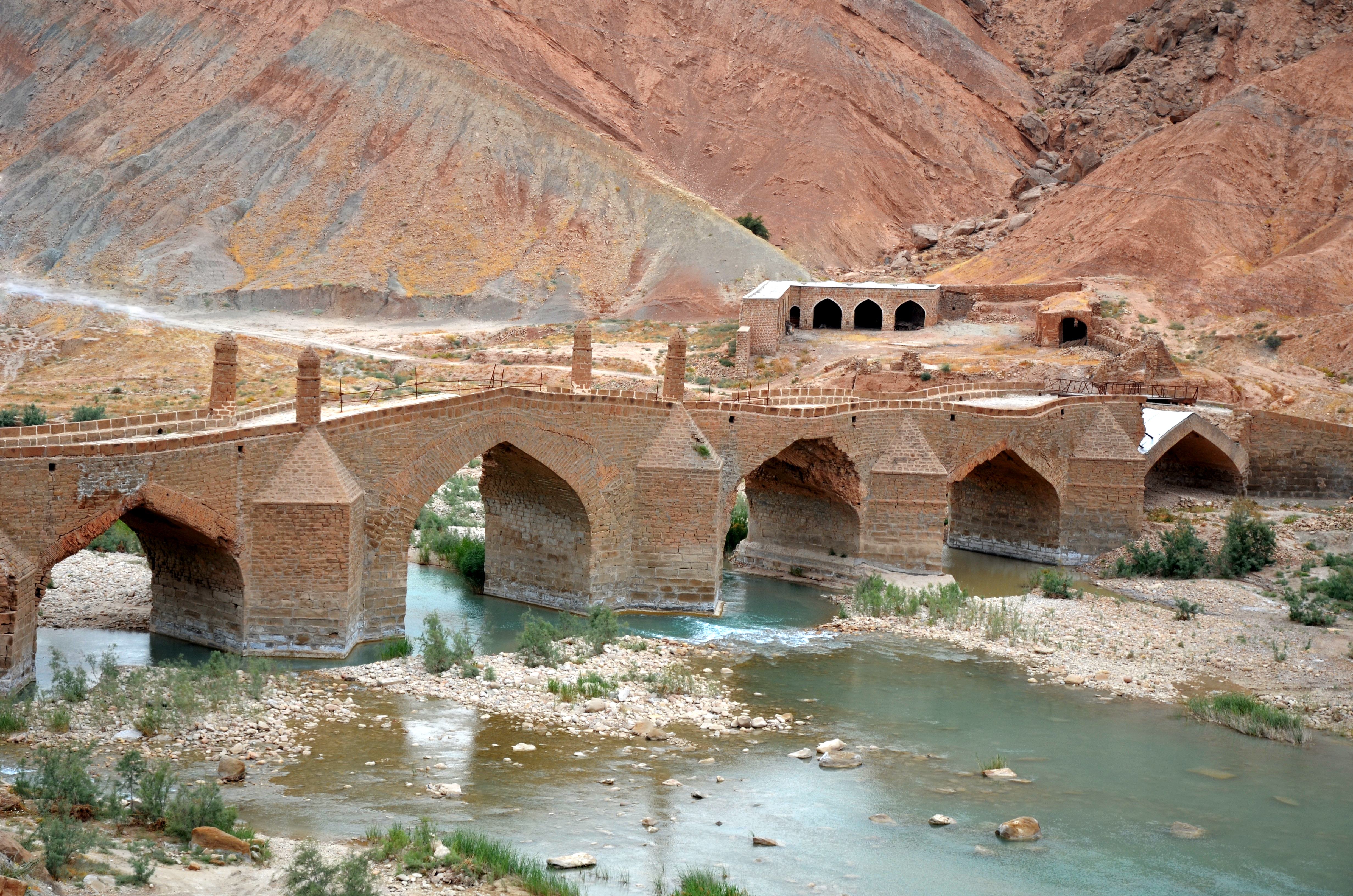
جسر مشير
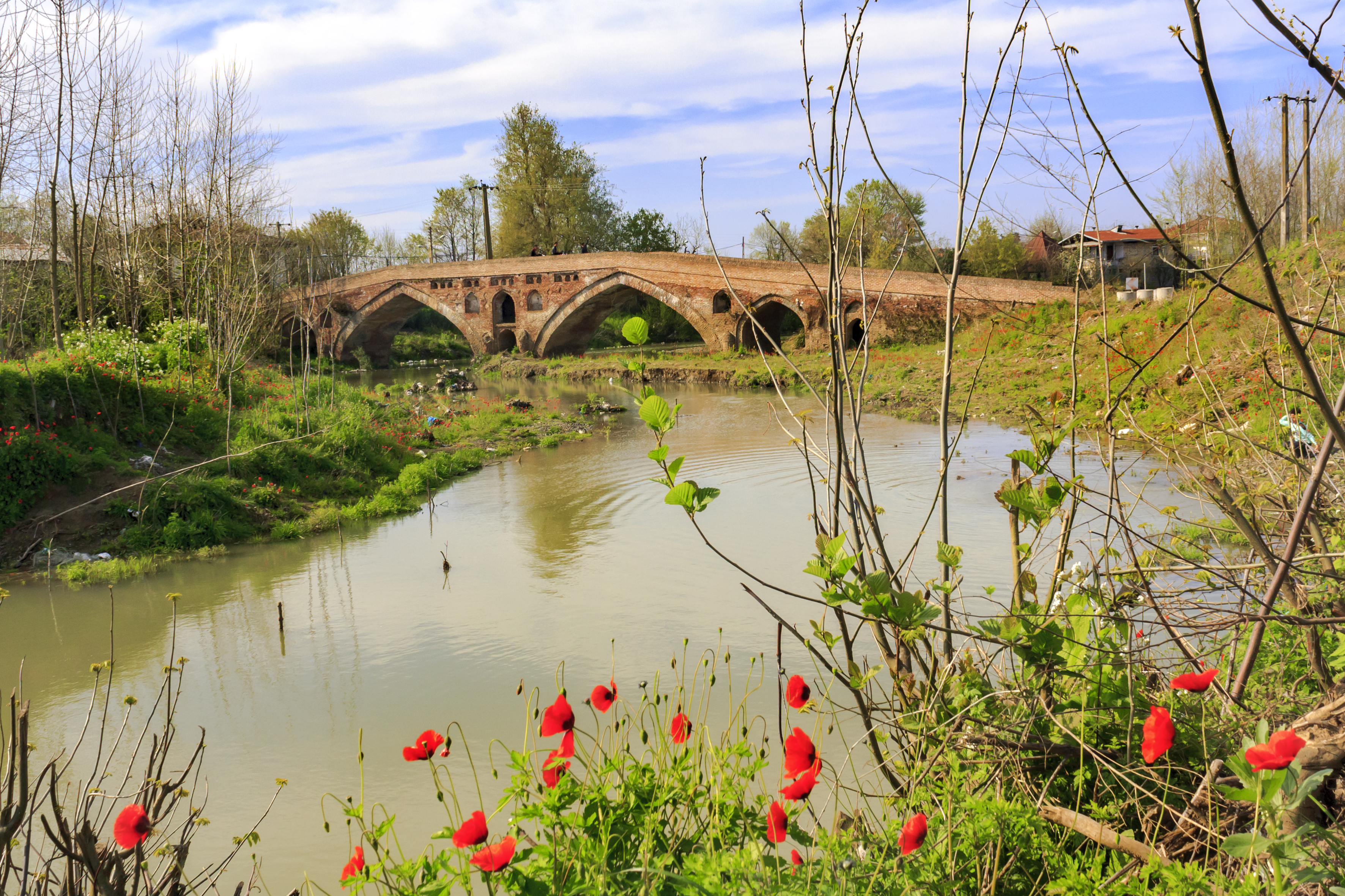
جسر خشتي (رودسر)
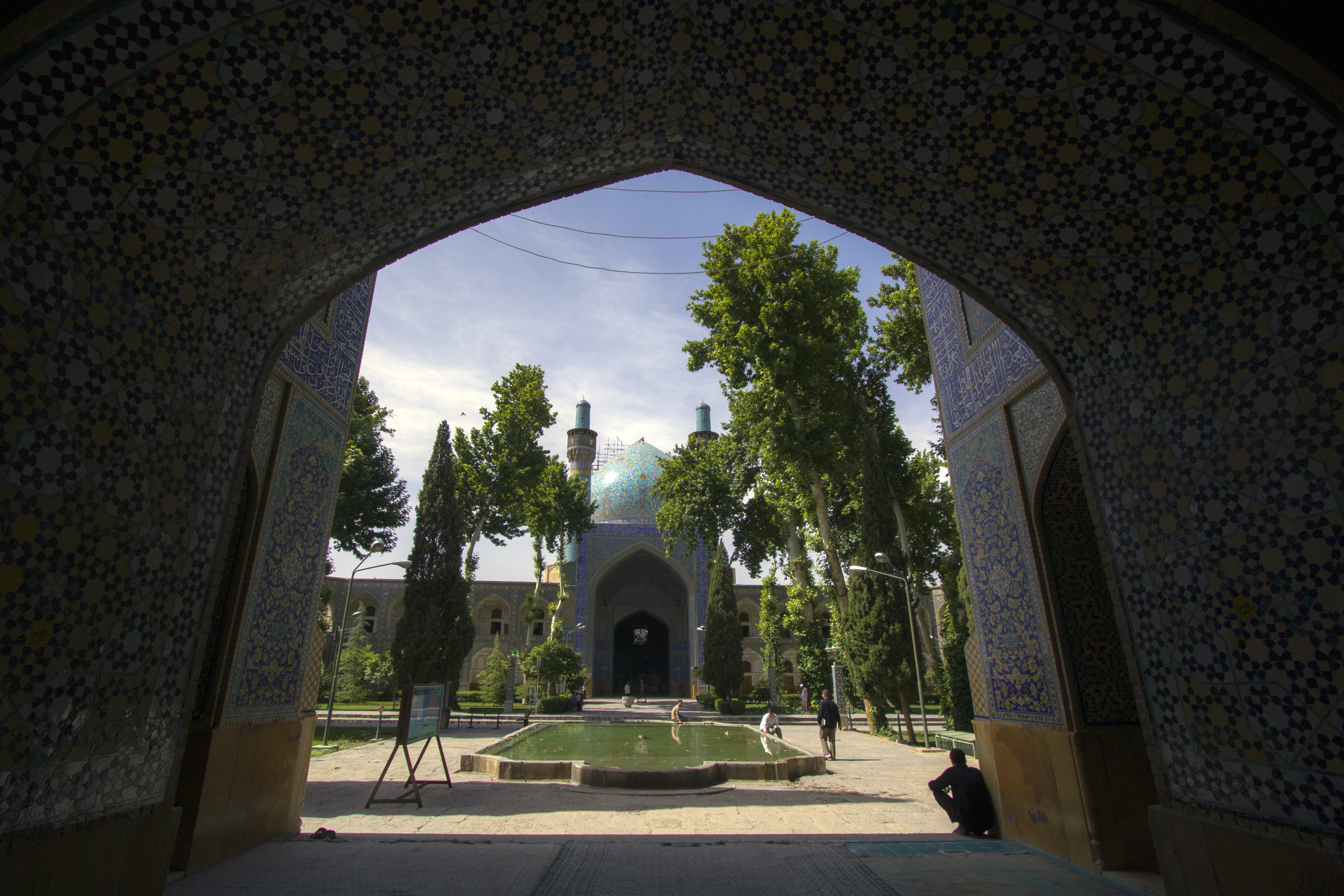
مدرسة تشهارباغ
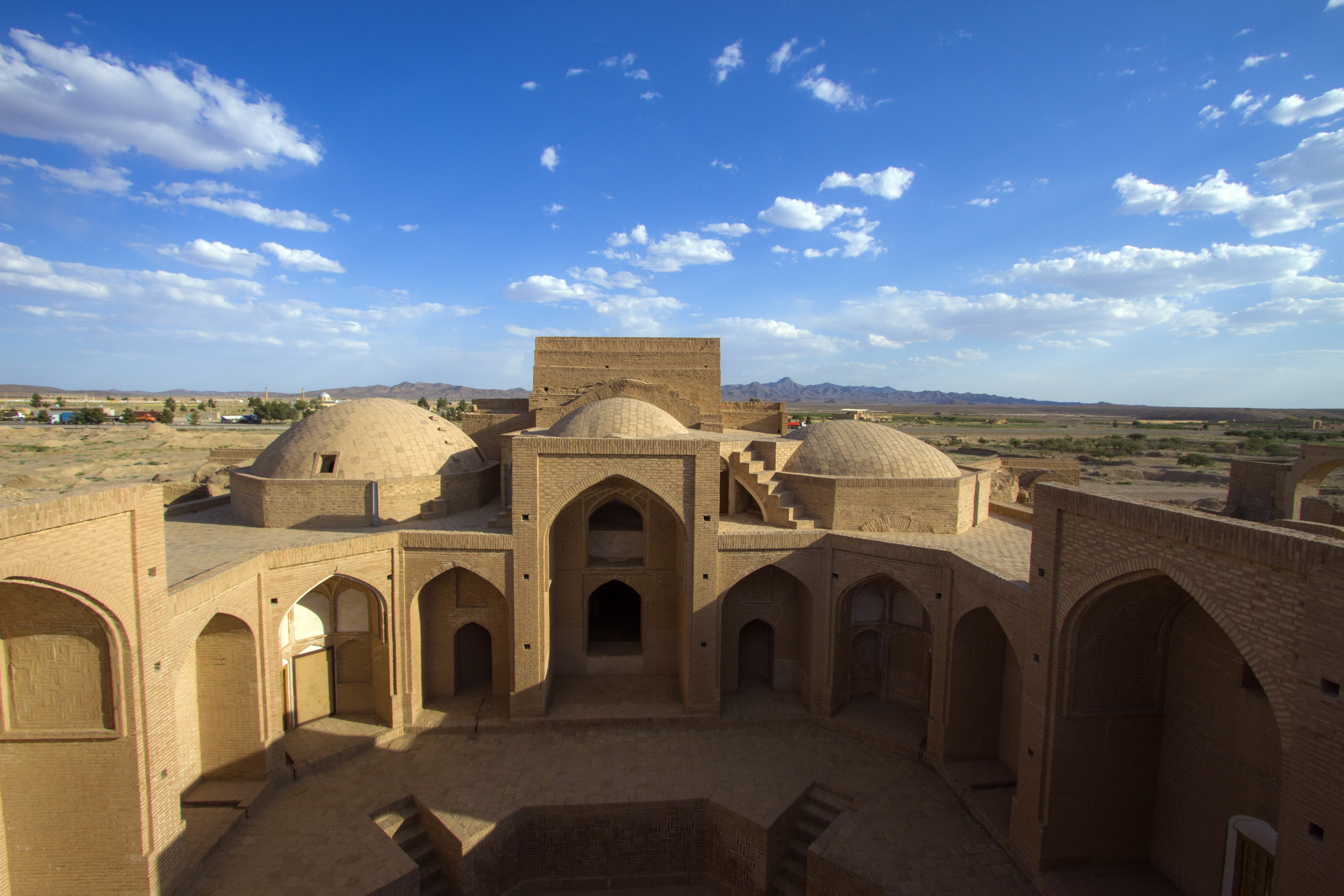
مدرسة علمية عليا
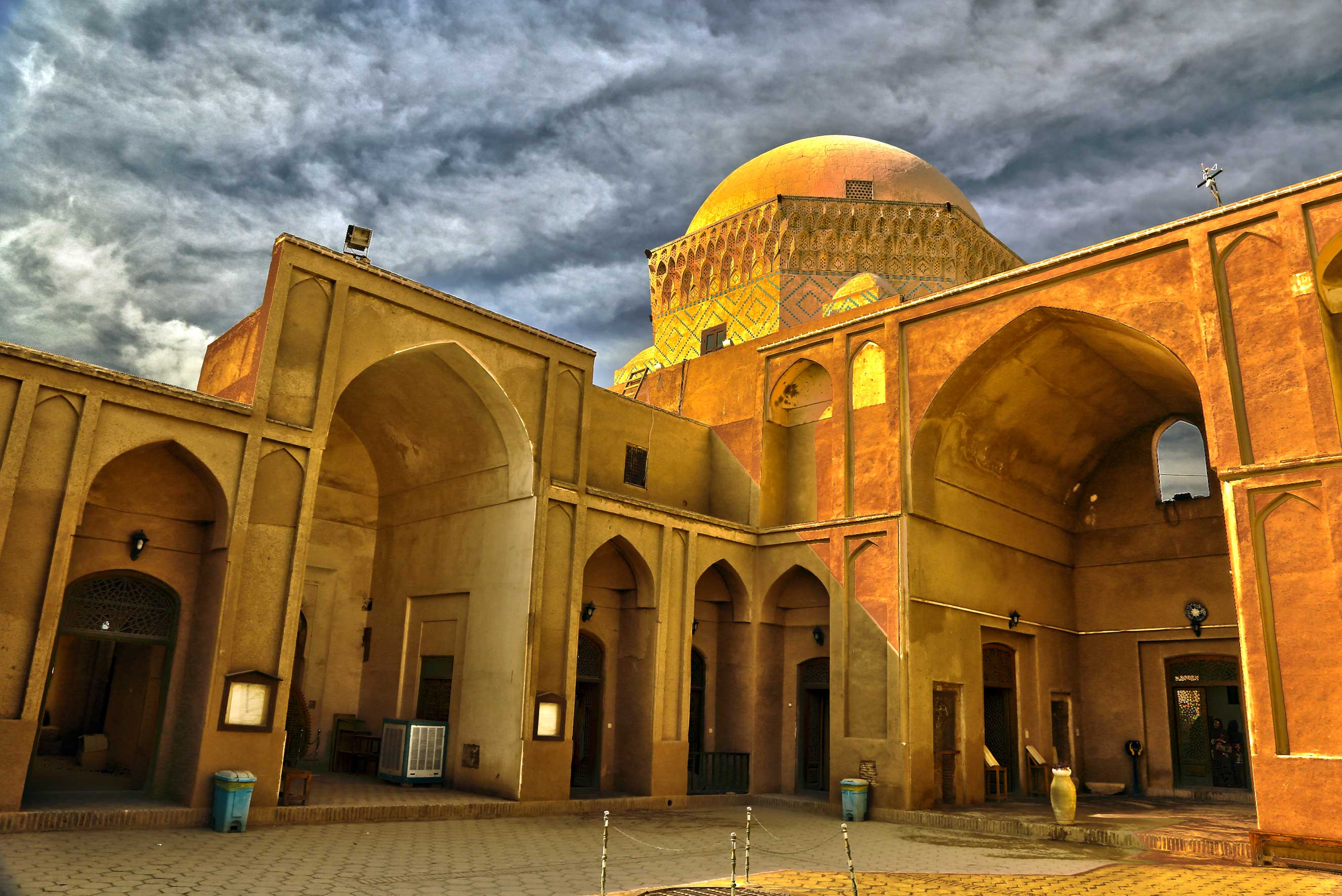
مدرسة ضيائية
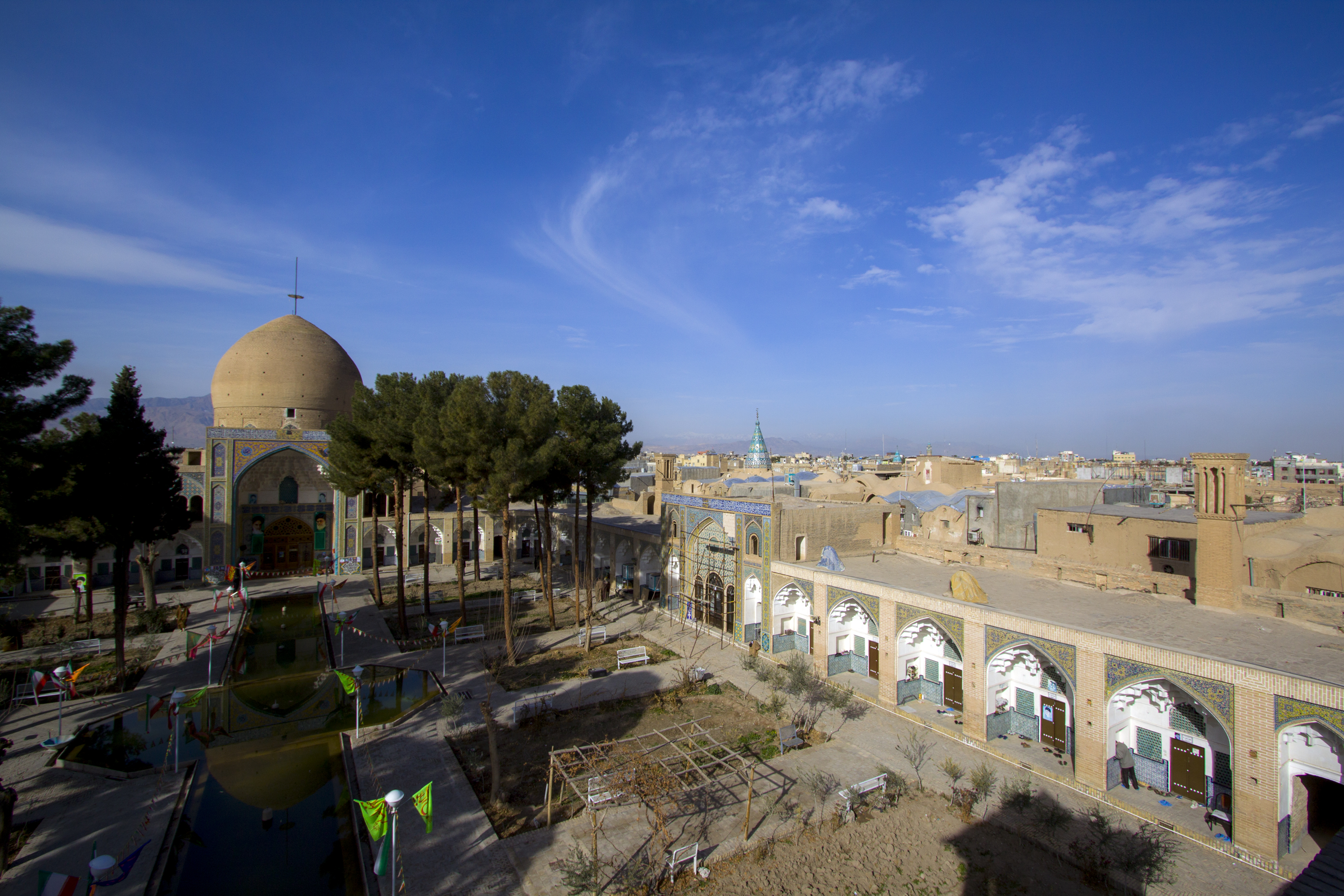
مدرسة سلطاني
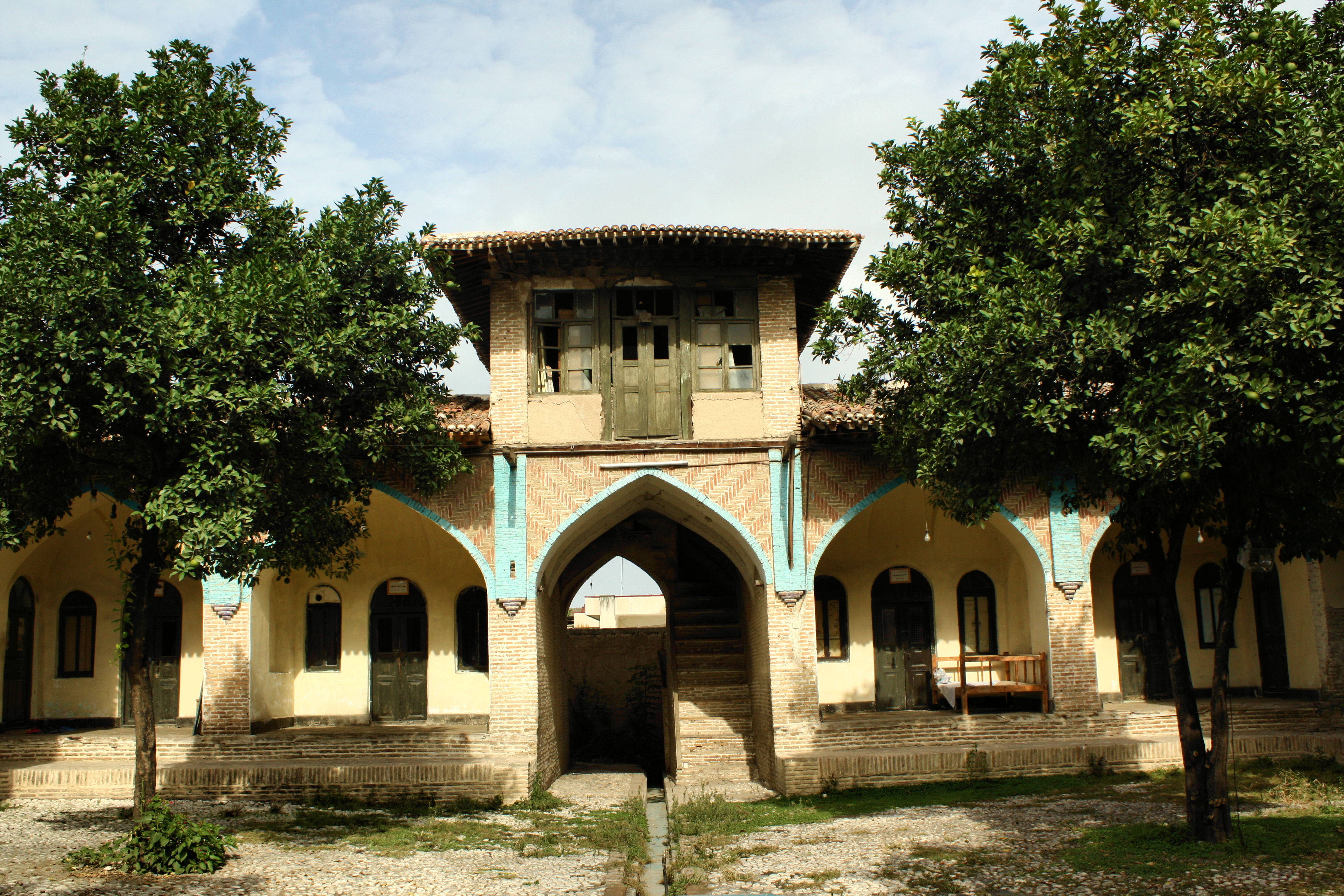
مدرسة عمادية
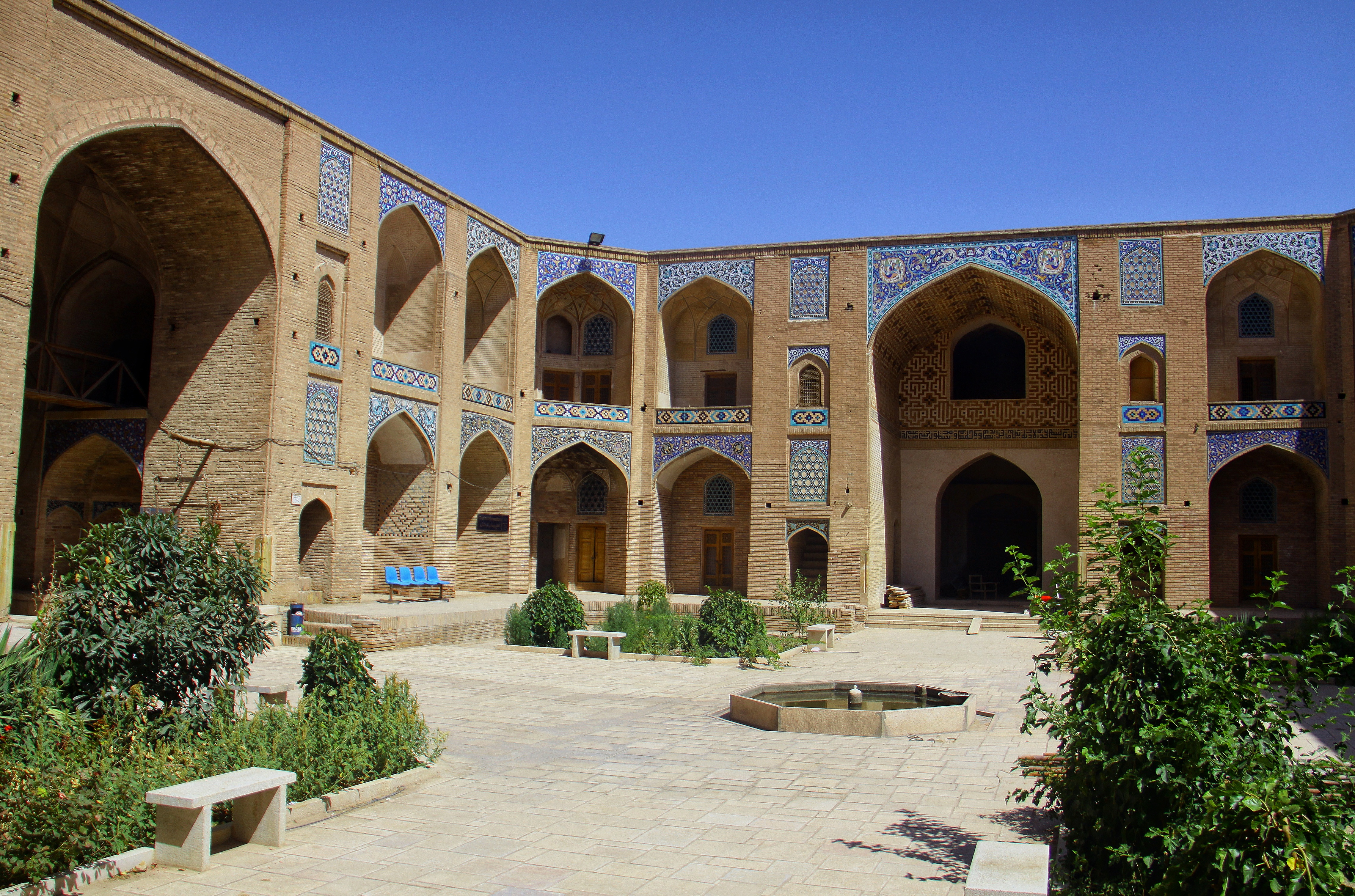
مدرسة وخان غنجعليخان
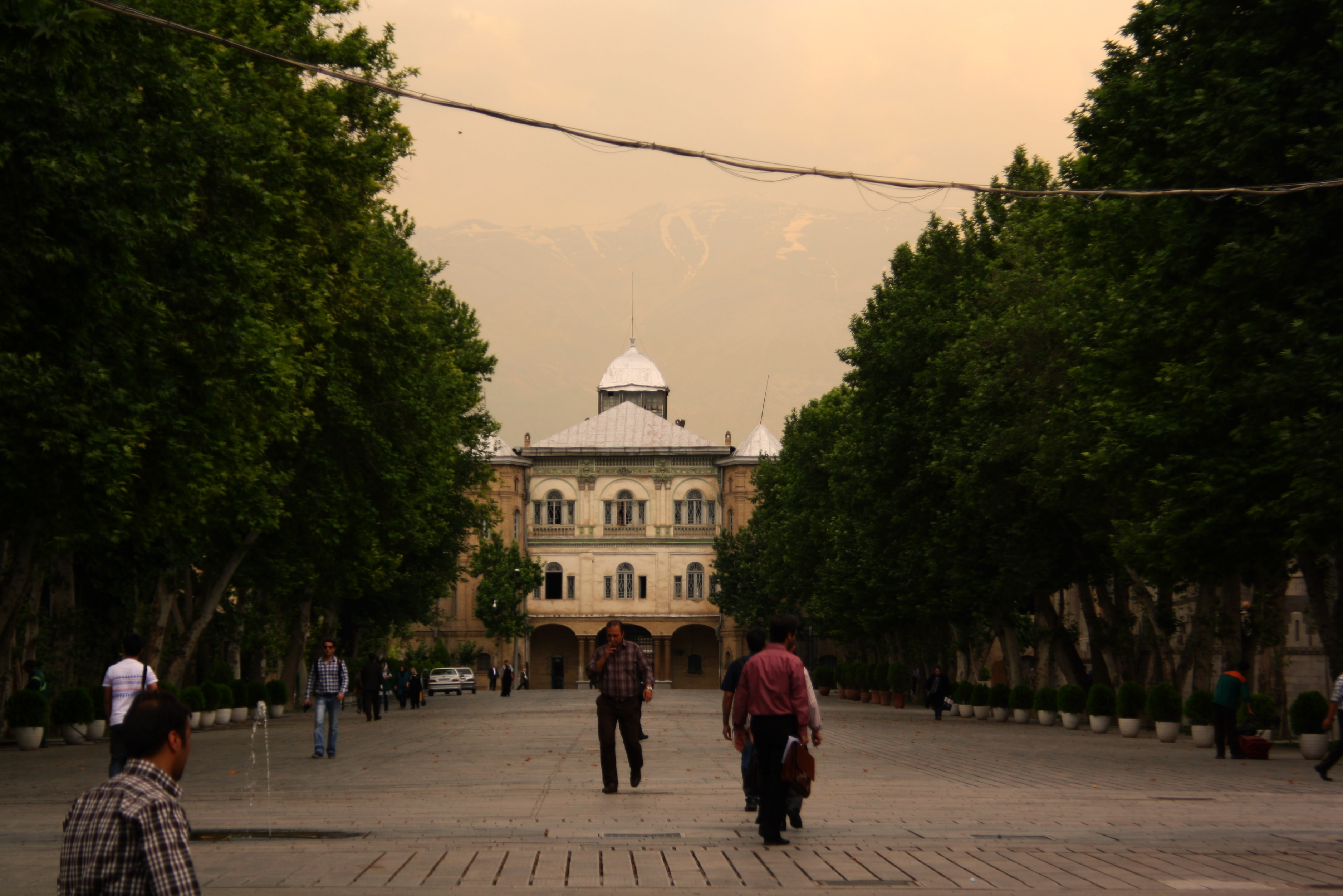
مجمع قزاقخانة
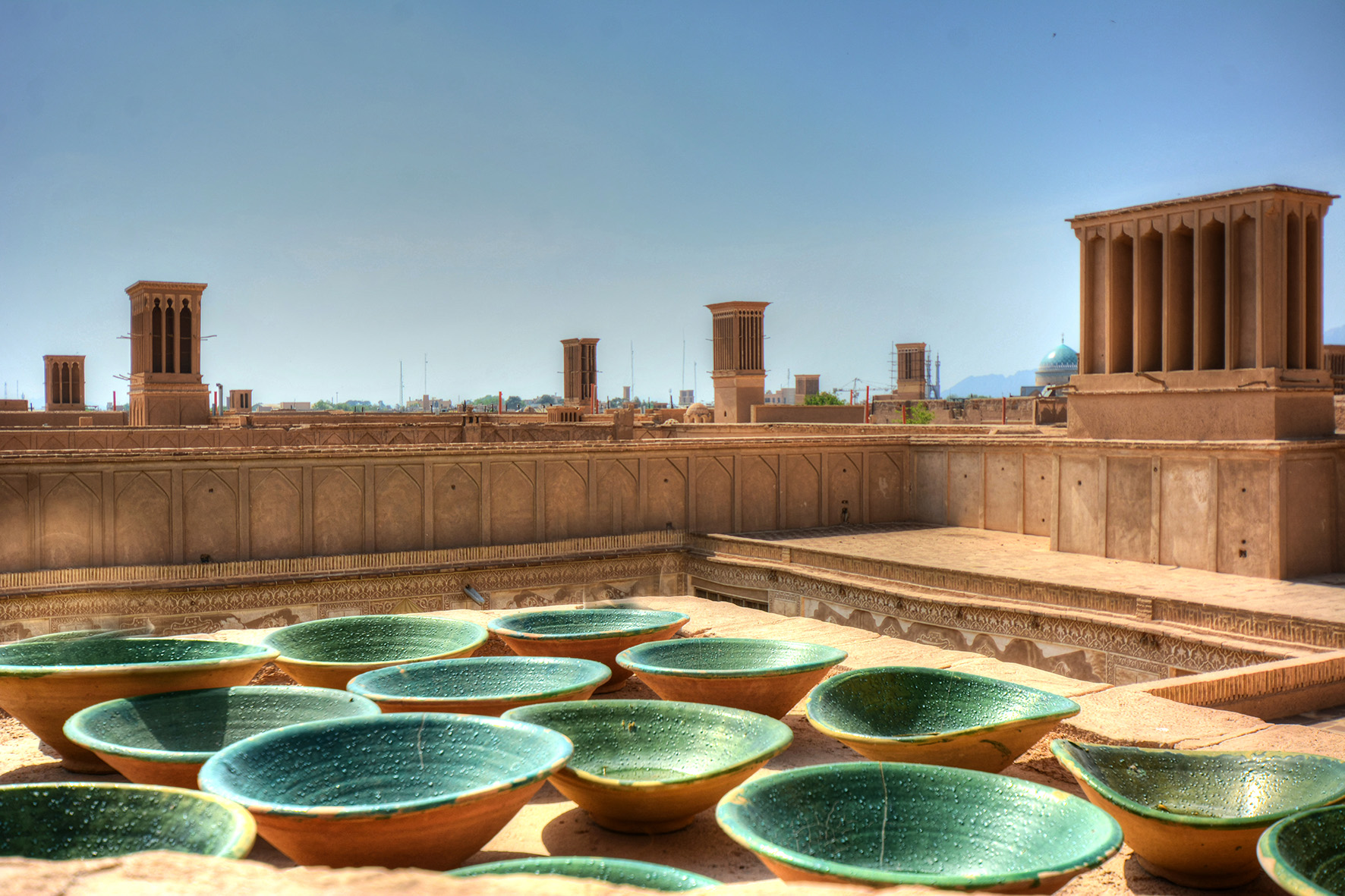
منزل ملك زادة
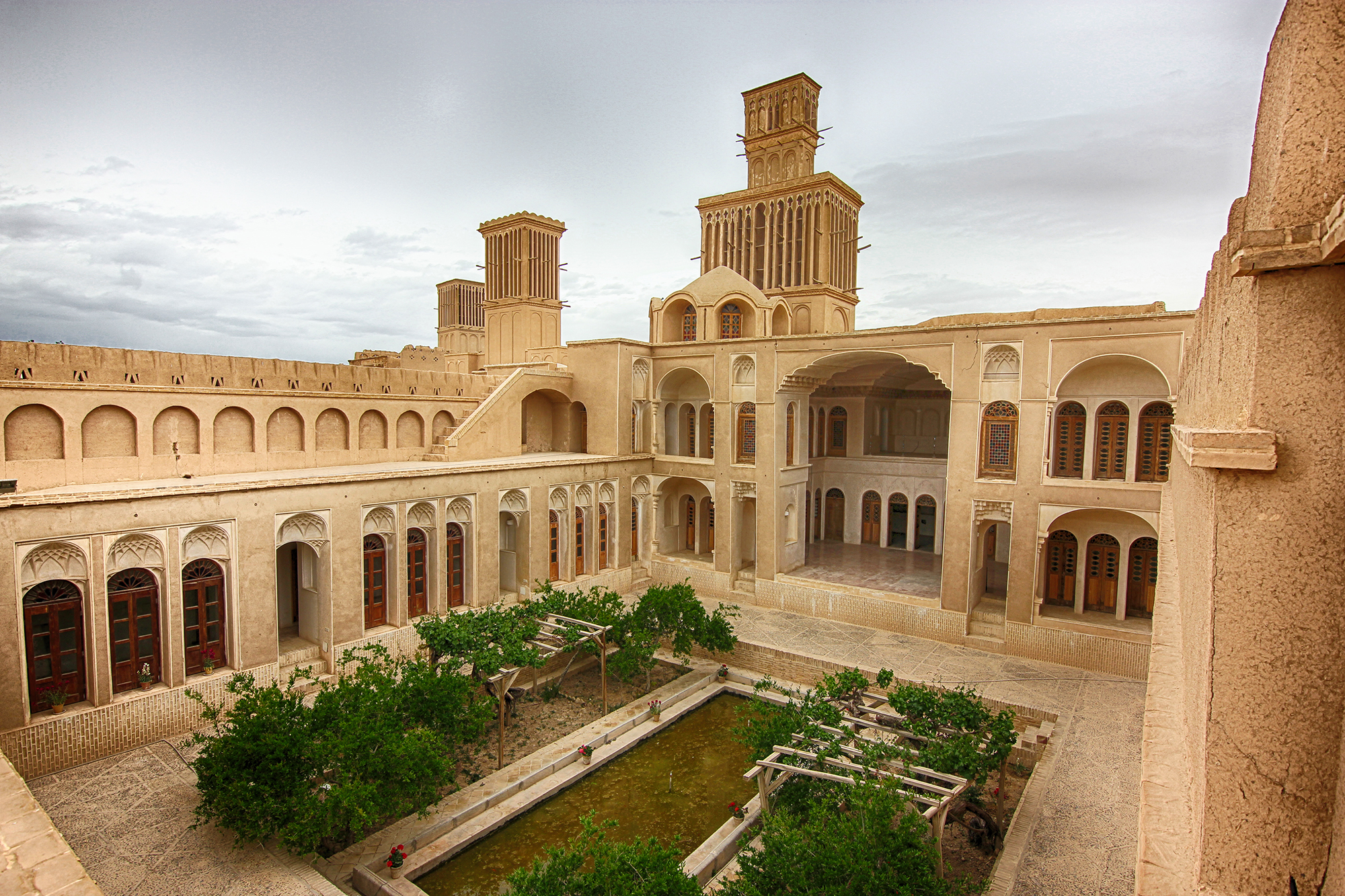
منزل أغا زاده (أبركوه)
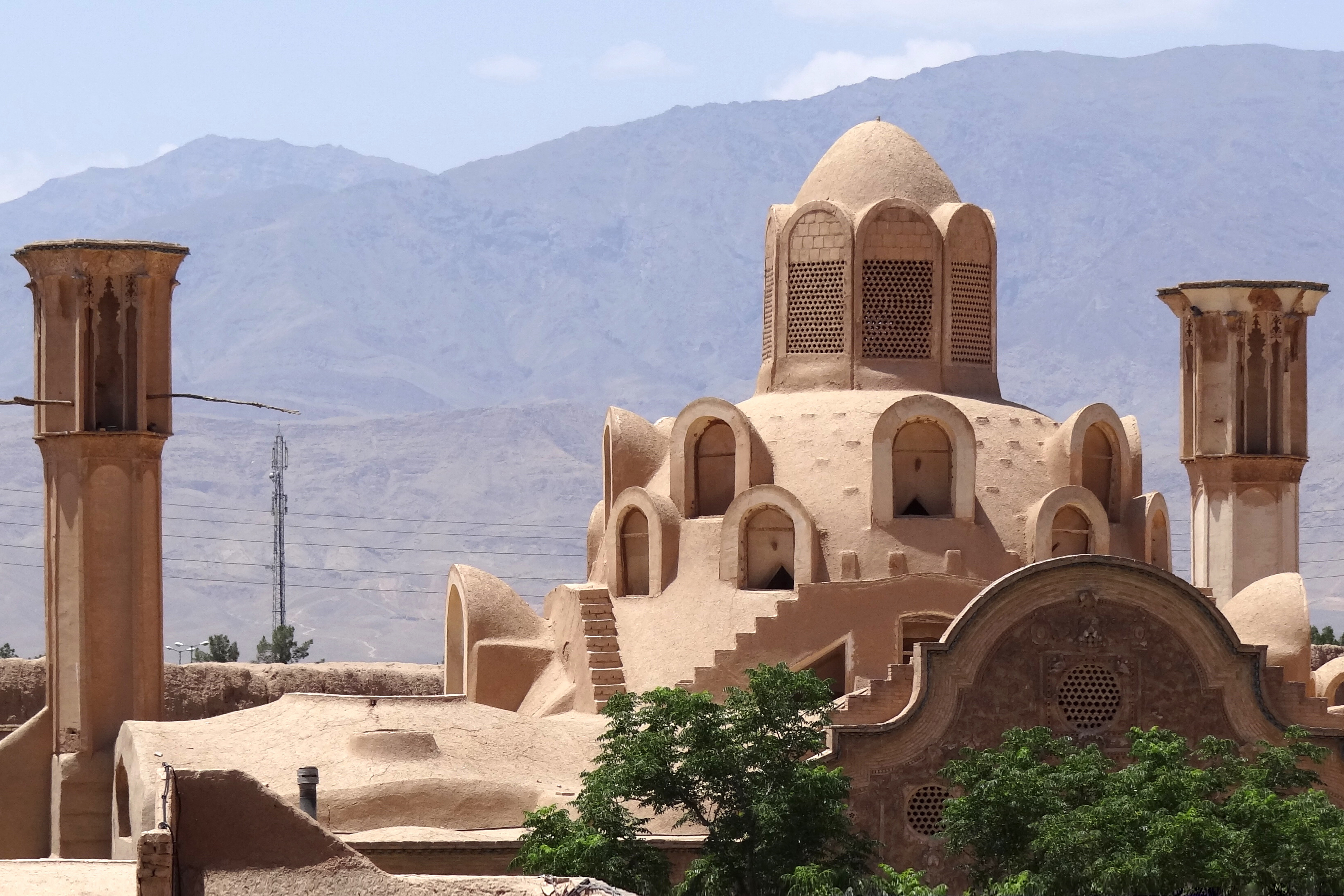
منزل بروجردي
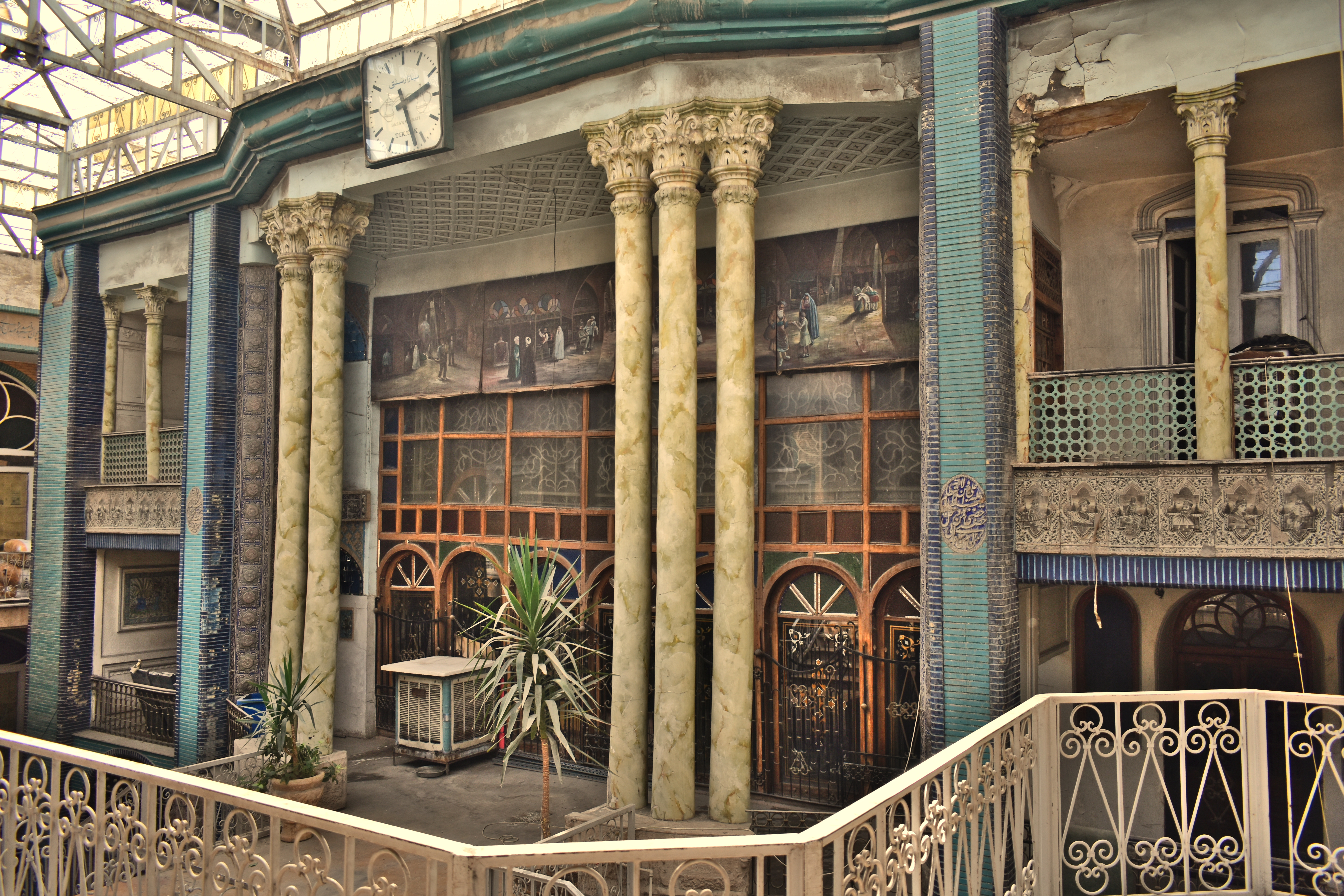
منزل كوتشة هفت تن
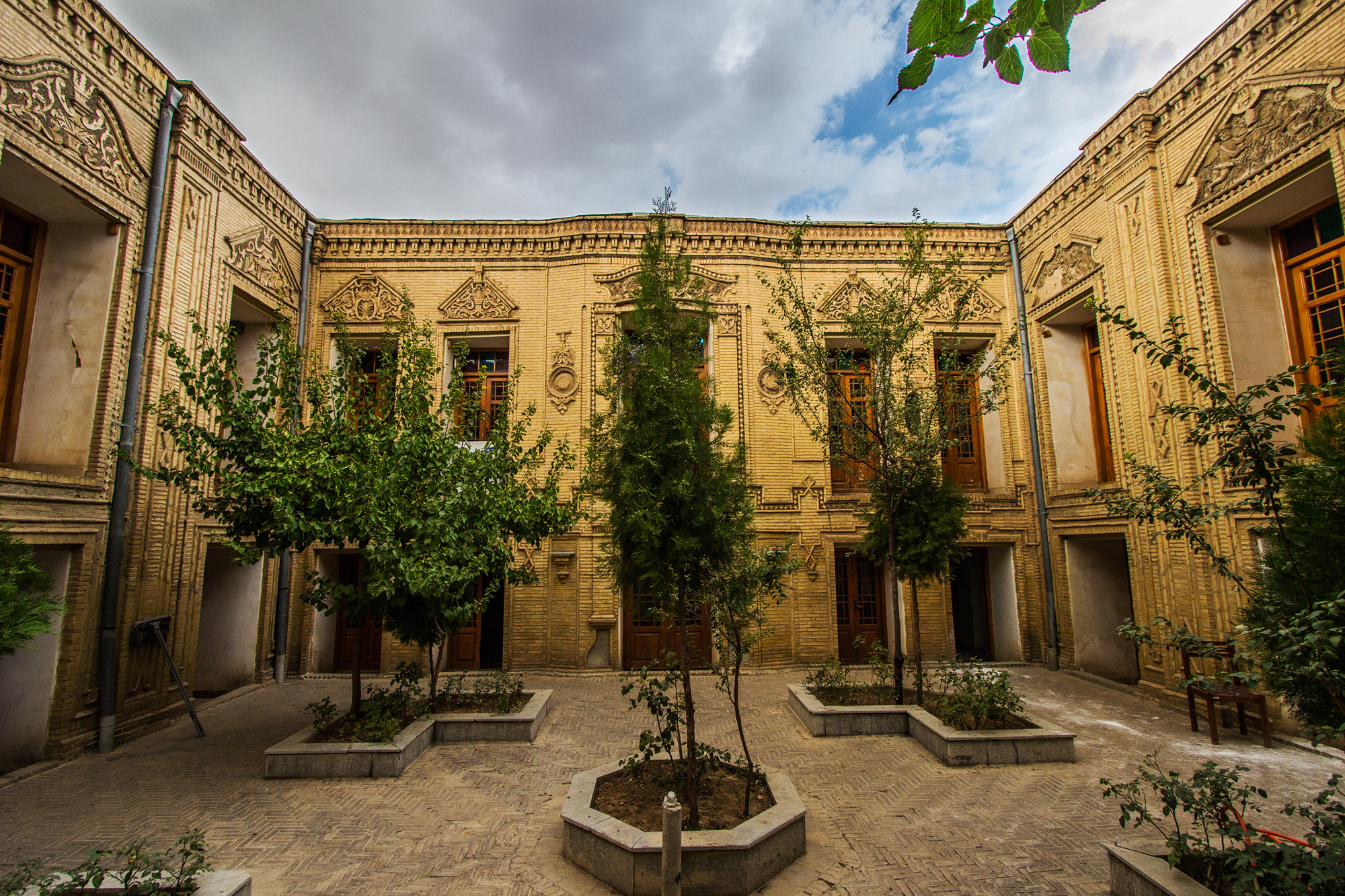
منزل الحاج علي عابدين مشيري
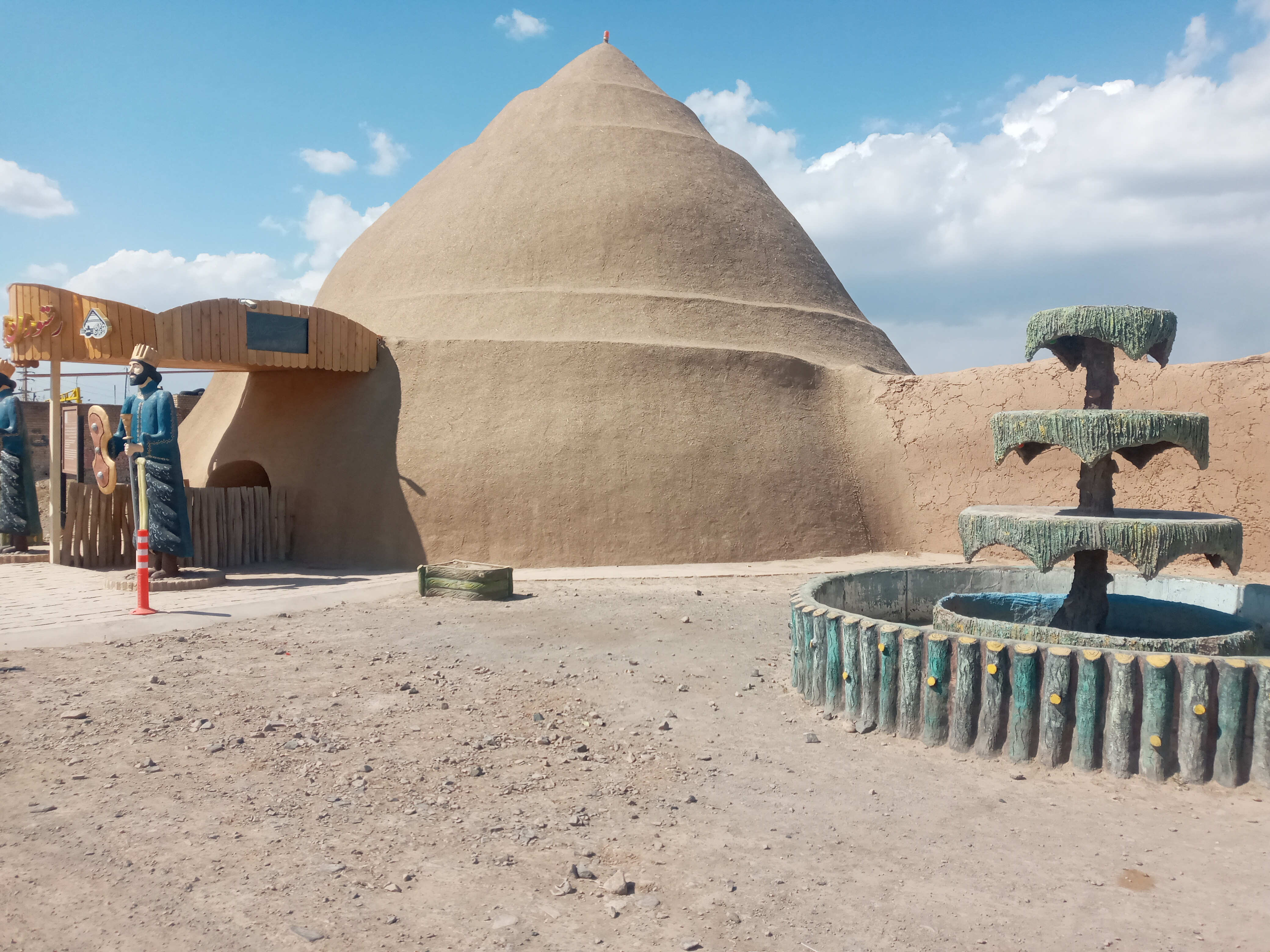
يخجال كاشمر
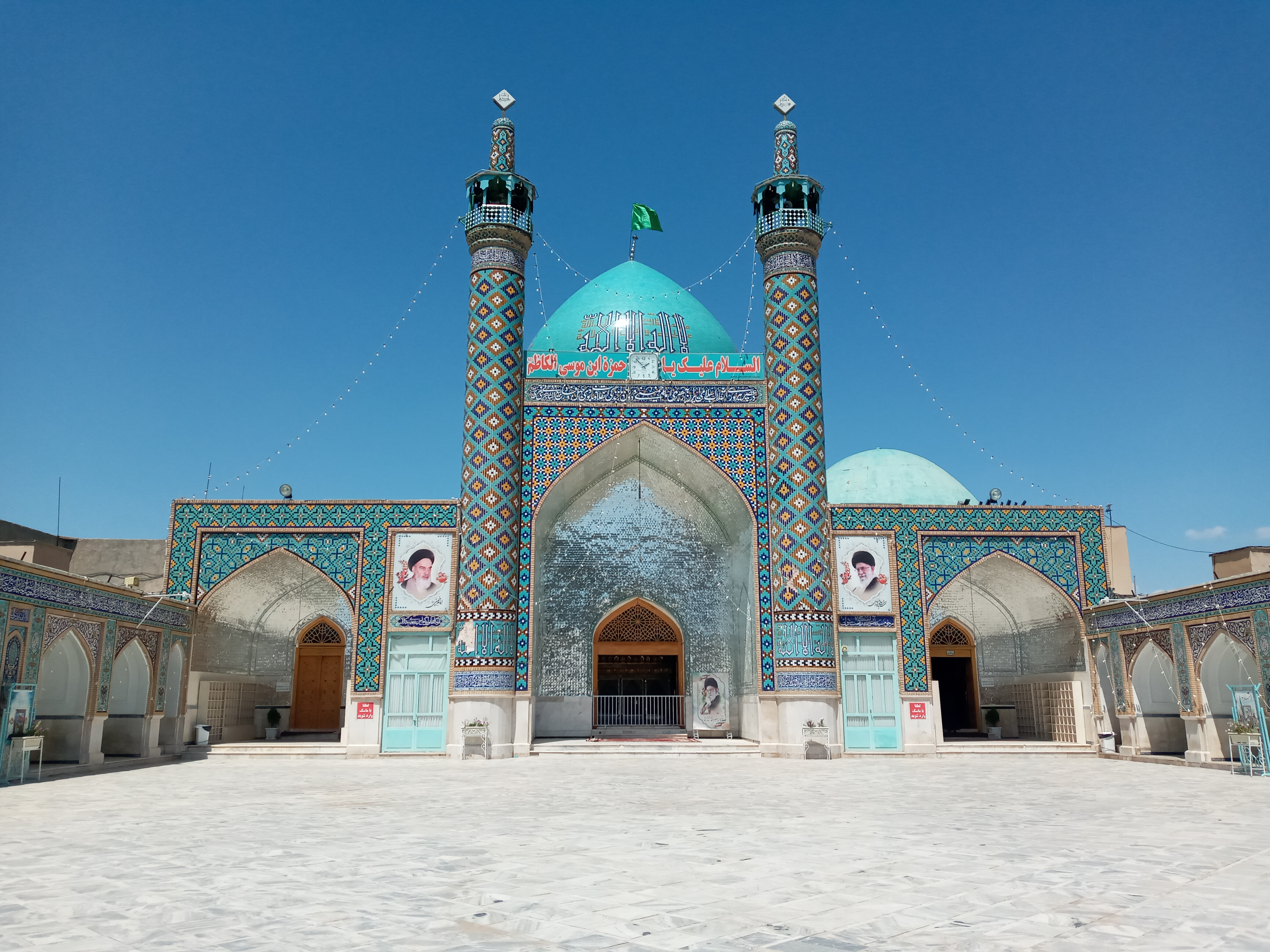
مرقد حمزة الكاظم (كاشمر)
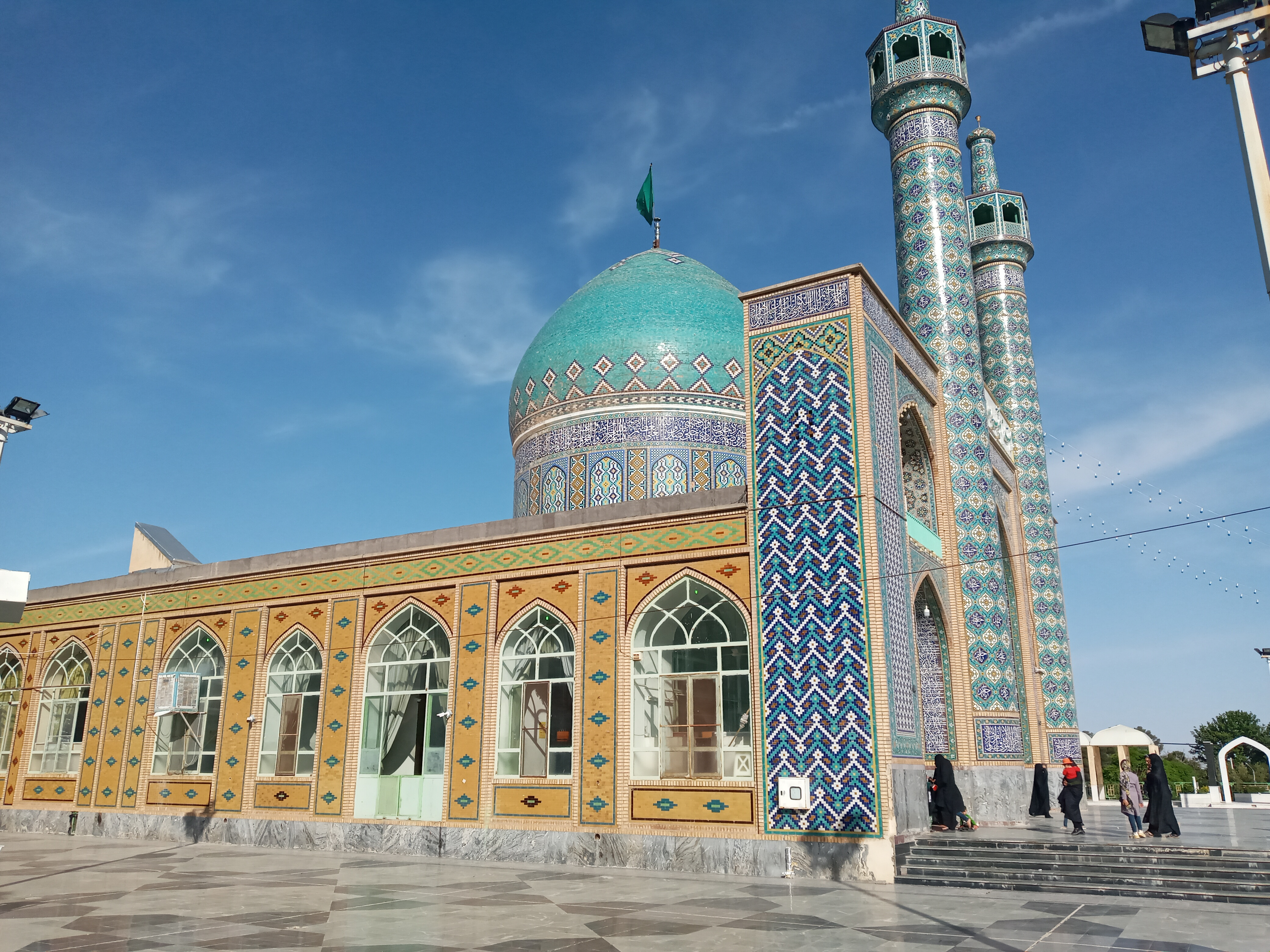
مرقد مرتضى الكاظم
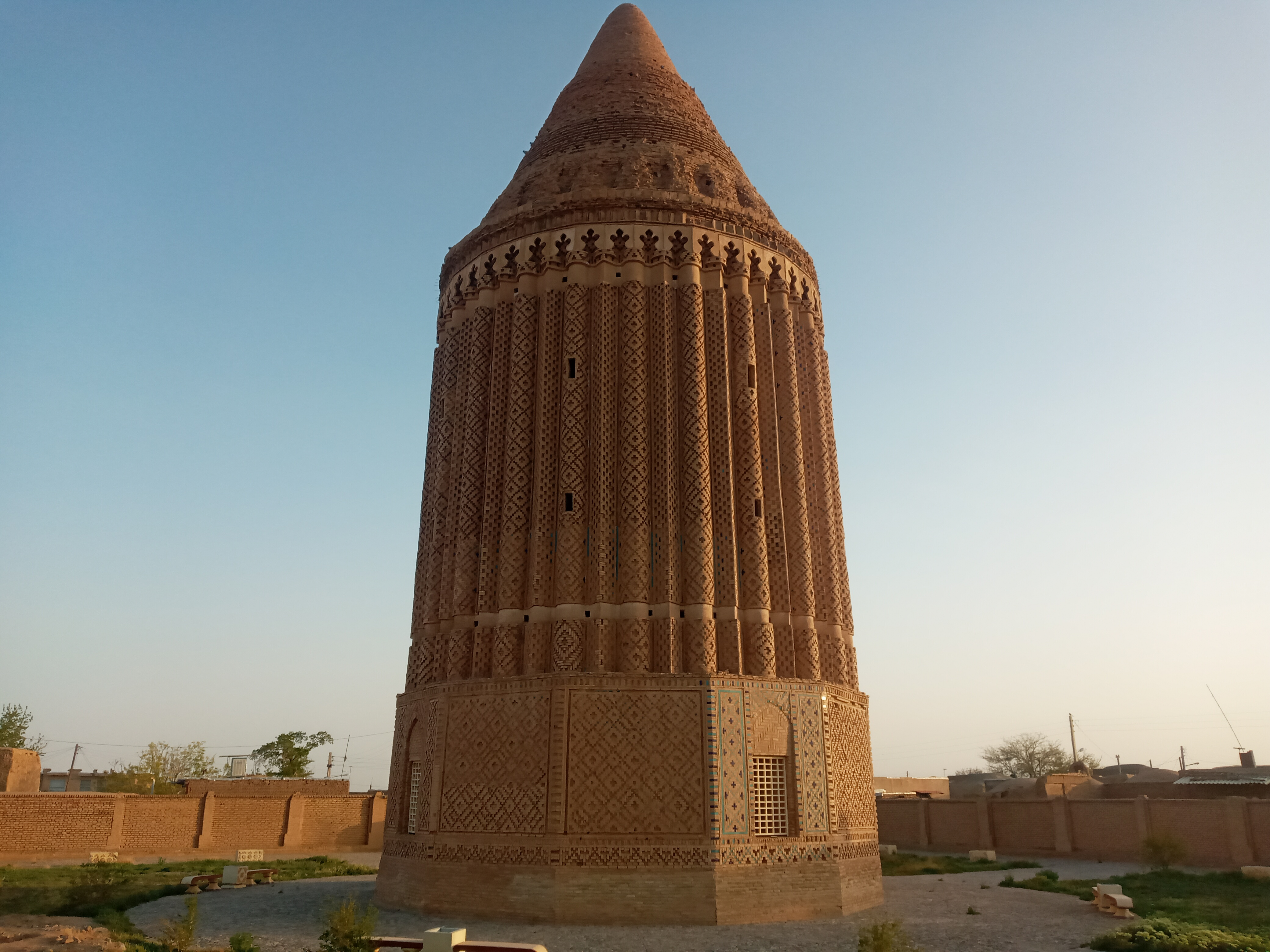
برج علي أباد
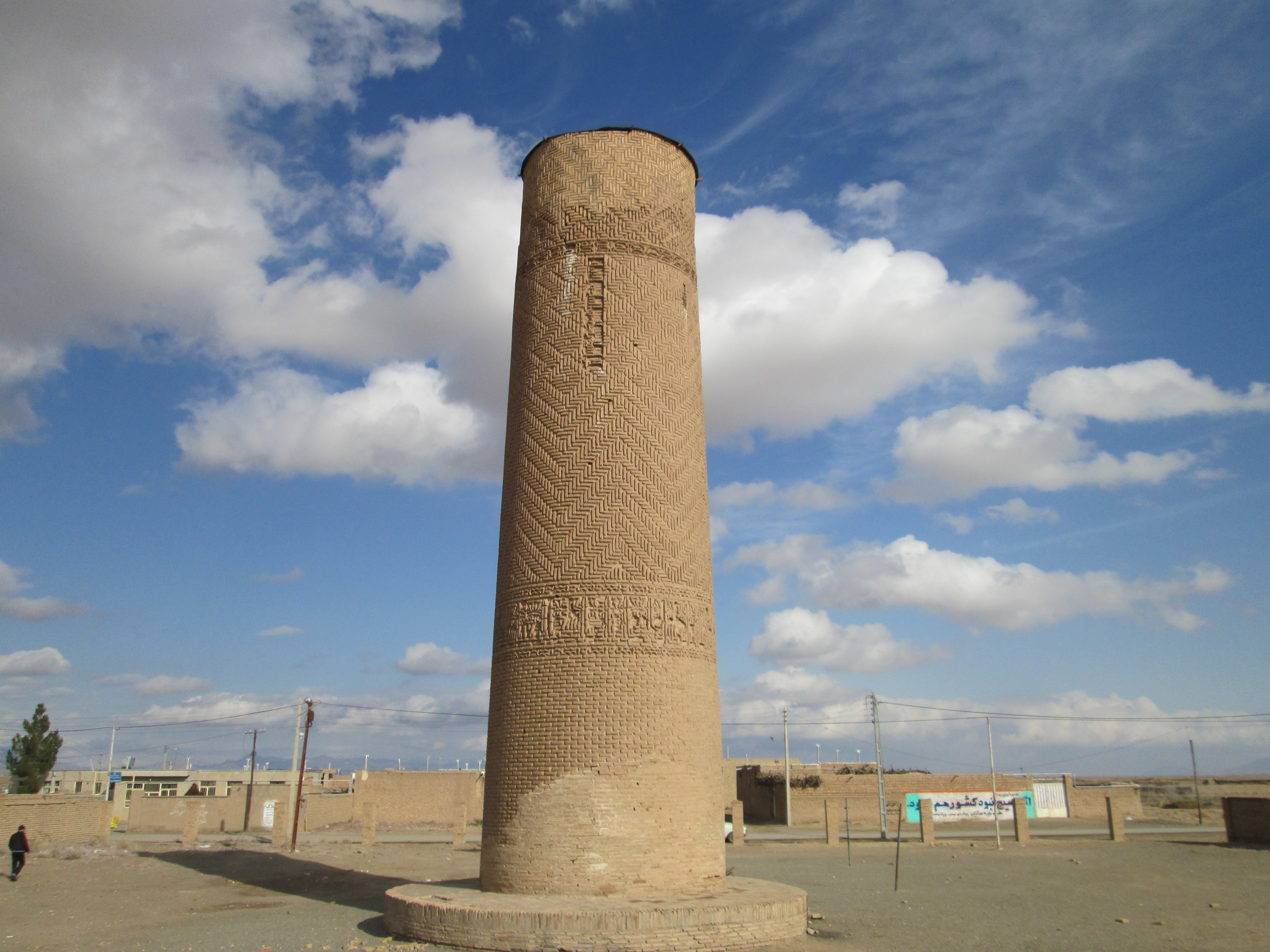
برج فيروز أباد
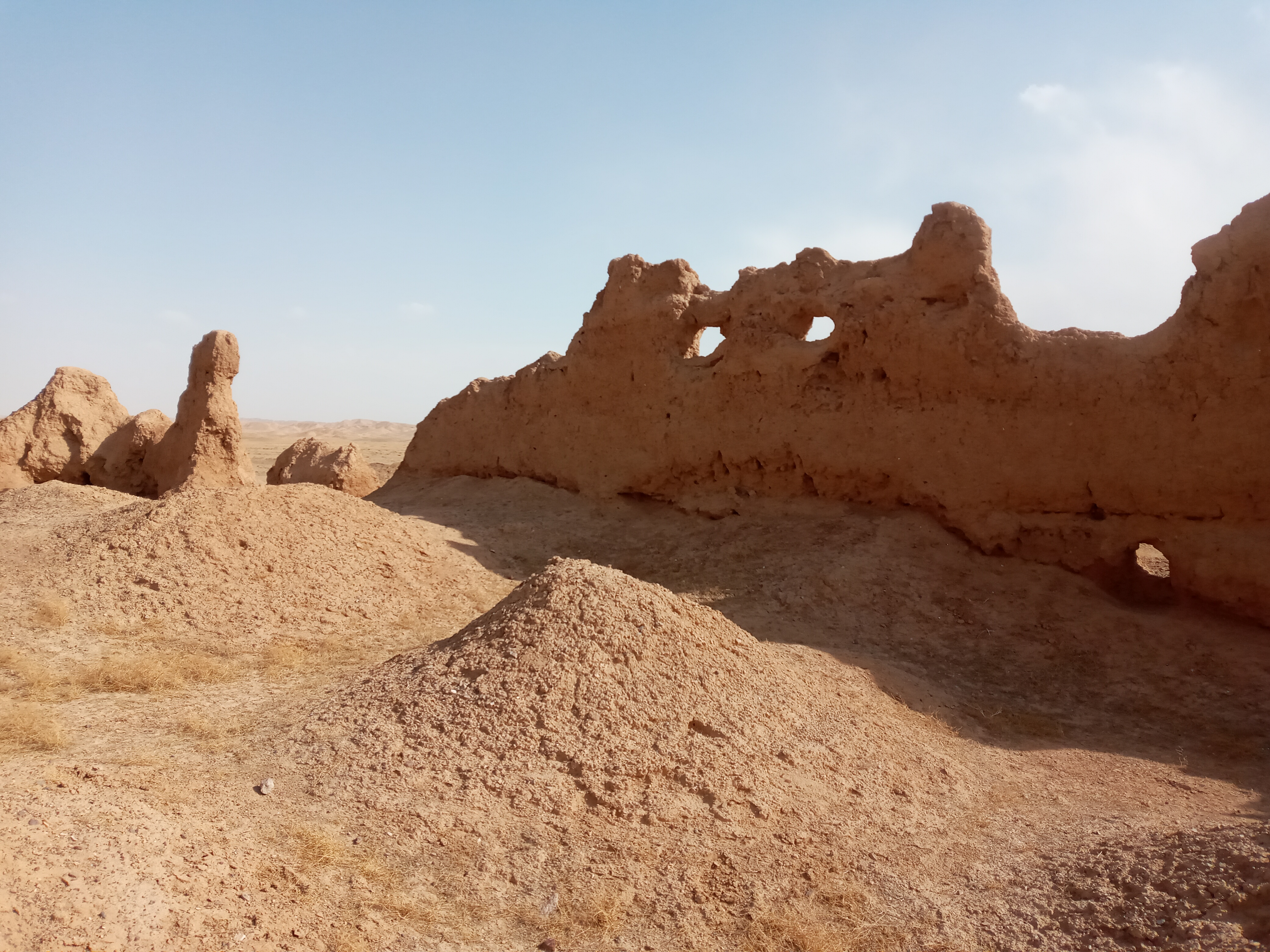
قلعة ريغ
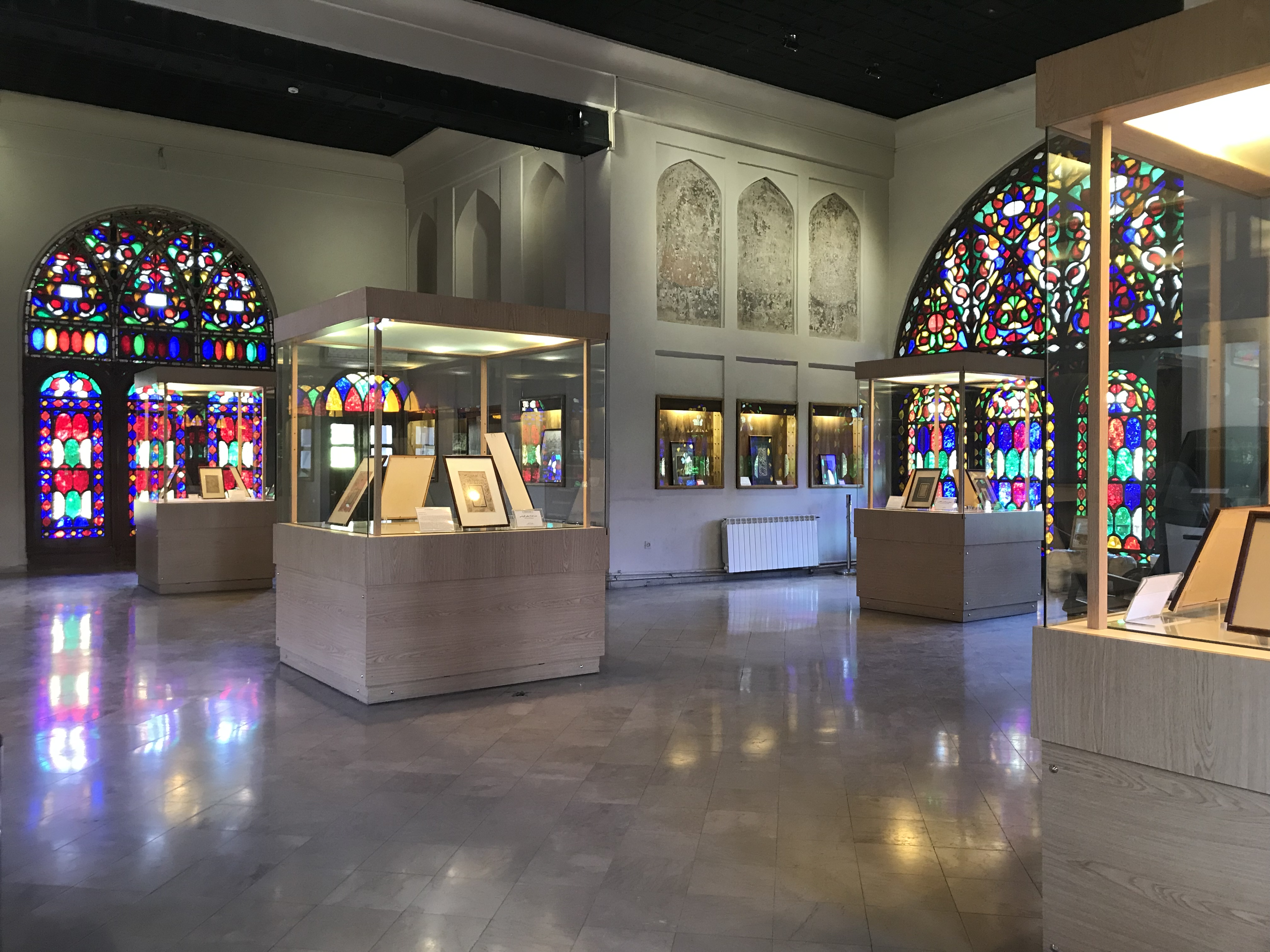
قصر الأربعون عمودا قزوين